# 킵차크 칸국
주치 울루스(페르시아어: جوجي اولوس Ūlūs-i Jūchī 울루시 주치), 우즈벡 국가(페르시아어: مملكت اوزبك Mamlakat-i Ūzbak 마믈라카티 우즈바크, 아랍어: بلد أوزبك Balad Ūzbak 발라드 우즈바크[*]), 바르카 지방(페르시아어: دشت بركه Dasht-i Barka 다슈티 바르카), 알탄 오르도(Altan Ordo) 또는 킵차크 칸국(영어: Kipchak Khanate)은 1259년 몽골 제국이 분열된 후에 건국된 4대 칸국 중 하나로, 튀르크화된 칸국으로서 몽골 제국의 북서부 영토를 계승했다. 킵차크 칸국의 동유럽 정복에 의해 루스인들은 몽골의 지배를 받게 된다. 별칭은 금장 칸국(金帳汗國), 대장 칸국(大帳汗國) 등이 있으며, 그들 스스로는 울루그 울루스(Ulug Ulus)라고 불렀다.
1255년 칸국의 창시자 바투 칸이 사망한 후 노가이의 음모가 1290년대 후반에 부분적인 내전을 일으켰지만, 그들 왕조는 1359년까지 약 1세기 동안 번영을 누렸다. 킵차크 칸국의 군사력은 이슬람을 국교로 채택한 우즈베크 칸의 통치 기간(1312–1341) 동안 절정에 달했다. 이 시기의 칸국은 시베리아 및 중앙아시아 일부를 포함하고 동서로는 우랄 산맥에서 다뉴브강까지, 남북으로는 흑해에서 카스피해까지 이르는 광범위한 영토를 지배했으며 캅카스 산맥을 경계로 페르시아의 일칸국과, 트란스옥시아나를 경계로 중앙아시아의 차가타이 칸국과 접경했다.
그러나 1359년부터 1381년까지 이어진, 이른바 '대혼란'이라고 알려진 폭력적인 내부로부터의 정치적 무질서가 일어나면서 킵차크 칸국은 점차 쇠퇴하기 시작했다. 나중에 토크타미시 칸(1381–1395)의 치하에서 잠시 재결합하기는 했으나, 1396년 티무르 제국의 창시자인 티무르가 쳐들어와 칸국을 초토화시켰다. 그 이후부터 칸국의 지배력은 점진적으로 감소했으며 더 작은 타타르 칸국들로 나뉘어졌다. 15세기 초에 킵차크 칸국은 크림 칸국, 아스트라한 칸국, 카잔 칸국, 시비르 칸국, 우즈베크 칸국 등으로 나뉘어졌으며   킵차크 칸들은 캅카스 북부의 조그만한 스텝 지역만을 영위할 수 있게 되었다. 현대의 학자들은 이 시기의 킵차크 칸국을 단순히 이흐 칸국, 또는 '대호드(Great Horde)'라고 명명한다. 한편 킵차크 칸국의 쇠퇴를 틈타 모스크바 대공들은 계속해서 세력을 키워나갔고, 이를 바탕으로 1480년 우그라 강 대치에서 공식적으로 '타타르의 멍에'를 철폐할 수 있었다. 이후 모스크바 대공국은 러시아 차르국으로, 그리고 최종적으로는 러시아 제국으로 변모하여 킵차크 칸국의 잔재들을 정복해나가기 시작했다. 마침내 크림 칸국과 카자흐 칸국이 각각 1783년과 1847년에 팽창하는 러시아 국가에게 멸망함으로써 칸국의 명맥은 끝을 맺었다.

## 명칭
'금장 칸국(金帳汗國)', 즉 '황금 호드(Golden Horde)'라는 이름은 러시아어 '조로타야 오르다 Золотая Орда'의 부분적인 번역으로서, 그 자체로는 튀르크어 '알탄 오르다Altan Orda'의 부분적인 번역으로 추정된다. 여기서 'Золотая(Zolotáya 조로타야)'는 '황금'으로 번역되었고, 'Орда (Ordá 오르다)'는 '호드'로 번역되었다.
튀르크어 단어 '오르다Orda'는 '궁전', '천막', 또는 '본부'를 의미하는데, 이 경우는 (사실상) 칸국의 수도였던 칸의 천막이 상징적인 명칭으로서 칸국 전체로 확장되었다고 볼 수 있다. 그리고 대규모(종종 위협적인) 집단이라는 의미의 영어 단어 '호드Horde'는 나중에 등장하여 몽골계 오르다의 명성에서 은유적으로 확장되었다.
'황금'이라는 이름은 몽골인들이 전시에 생활했던 천막의 노란색, 또는 바투 칸 및 우즈베크 칸이 사용했던 실제 황금색 천막에서 영감을 받았거나, 슬라브인들이 칸의 엄청난 부를 묘사하기 위해 사용한 단어라고 한다.
16세기가 되어서야 러시아 연대기 작가들은 몽골 제국이 이 특정한 후계 칸국을 지칭하는 용어를 명시적으로 사용하기 시작했다. 이것들은 1565년 「카잔의 역사History of Kazan」이라는 러시아 연대기에서 처음 사용된 이래로, 주로 사라이를 중심으로 한 바투의 울루스에 적용되는 경우가 대다수였다. 동시대 페르시아어, 아르메니아어, 이슬람권 기록, 그리고 「원사元史」및 「자미 알 타와리크Jami' al-tawarikh」와 같은 13~14세기 초의 기록에서는 '주치 울루스', 다슈티 킵차크, 또는 킵차크의 칸국이나 코마니아/쿠마니아라는 표기가 범용되었다.

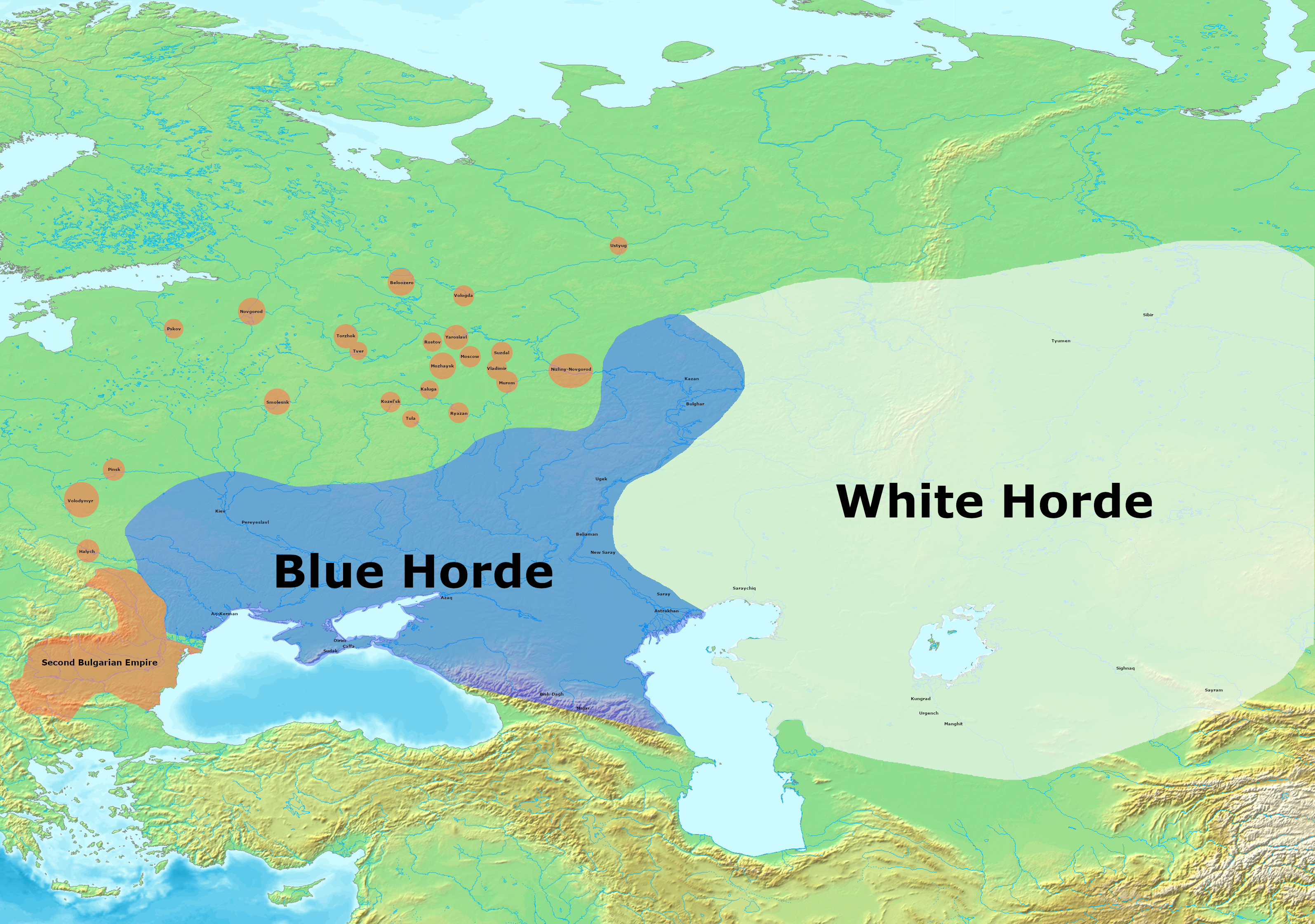
티무르 제국의 역사가 및 서양 학자들의 견해에 따른 위치 설정.

러시아 연대기와 페르시아어 사료에서는 킵차크 칸국의 서부 지역('서쪽 날개'/'우익')을 백장 칸국으로, 동부 지역('동쪽 날개'/'좌익')을 청장 칸국으로 칭했다. 그에 반해 티무르 제국에서는 반대로 서부 지역을 청장 칸국, 동부를 백장 칸국으로 지칭했다. 그리고 서구 학자들은 티무르 제국의 명명법을 따라 '좌익'/'동쪽 날개'를 '백장 칸국', '우익'/'서쪽 날개'를 '청장 칸국'으로 정했다. 그러나 몽골 칸국의 구전에 익숙했던 16세기 호라즘의 역사학자 외테미시 하지는 러시아와 페르시아의 자료처럼 킵차크 칸국의 서부 지역을 백장 칸국으로, 동부를 청장 칸국으로 칭했다. 다만 이는 후대의 표기이고, 실제로 '황금 호드'나 '청장 칸국', '백장 칸국'이라는 용어는 몽골 시대 및 당대의 사료에서는 찾아볼 수 없었다.

## 역사

### 기원 (1225~1241)
칭기즈 칸은 생전에 주치에게 카얄릭과 호라즘에서부터 삭신과 불가르 및 그 방향으로 "타타르의 말발굽이 미치는 곳까지"를 분봉해 주었다.— 페르시아 역사가 주베이니

칭기즈 칸~오고타이 칸 시기 몽골 제국의 초기 팽창 및 원정로를 나타낸 지도

1227년에 그가 사망하기 직전, 칭기즈 칸은 몽골 제국의 광대한 영토를 나누어 그의 네 아들에게 각각 분봉했지만, 제국은 한동안은 대칸 아래에서 통일된 상태를 유지했다. 칭기즈 칸의 장남 주치는 칭기즈 칸보다 6개월 앞서 세상을 떠난 뒤였으므로, 본래 주치가 물려받기로 되어 있었던 러시아 남부 및 카자흐스탄 대부분을 포함하여 몽골인들이 정복한 최서단 영토는 주치의 장남 바투 칸이 물려받았다. 1235년 바투 칸은 수부타이와 함께 서부 지역으로 원정을 시작하여, 바슈키르인들을 정복한 후 이듬해 볼가강 불가리아로 쳐들어갔다. 그곳에서 그는 1237년까지 오늘날 우크라이나 남부 초원지대의 대부분을 정복했고, 이 지역에 있던 많은 쿠만인 및 킵차크인들이 서쪽으로 후퇴하도록 강요했다. 1239년까지 수많은 쿠만인들이 크림 반도에서 쫓겨났으며 남은 이들은 몽골 제국의 주민 중 한 무리가 되었다. 이후 우크라이나에서 북상한 바투는 그곳의 키이우 루스를 침공하여 약 3년 동안 루스 공국들을 복속시켰고, 그의 사촌들인 뭉케, 카단 오구르, 구유크는 남쪽의 알라니아를 공격했다.

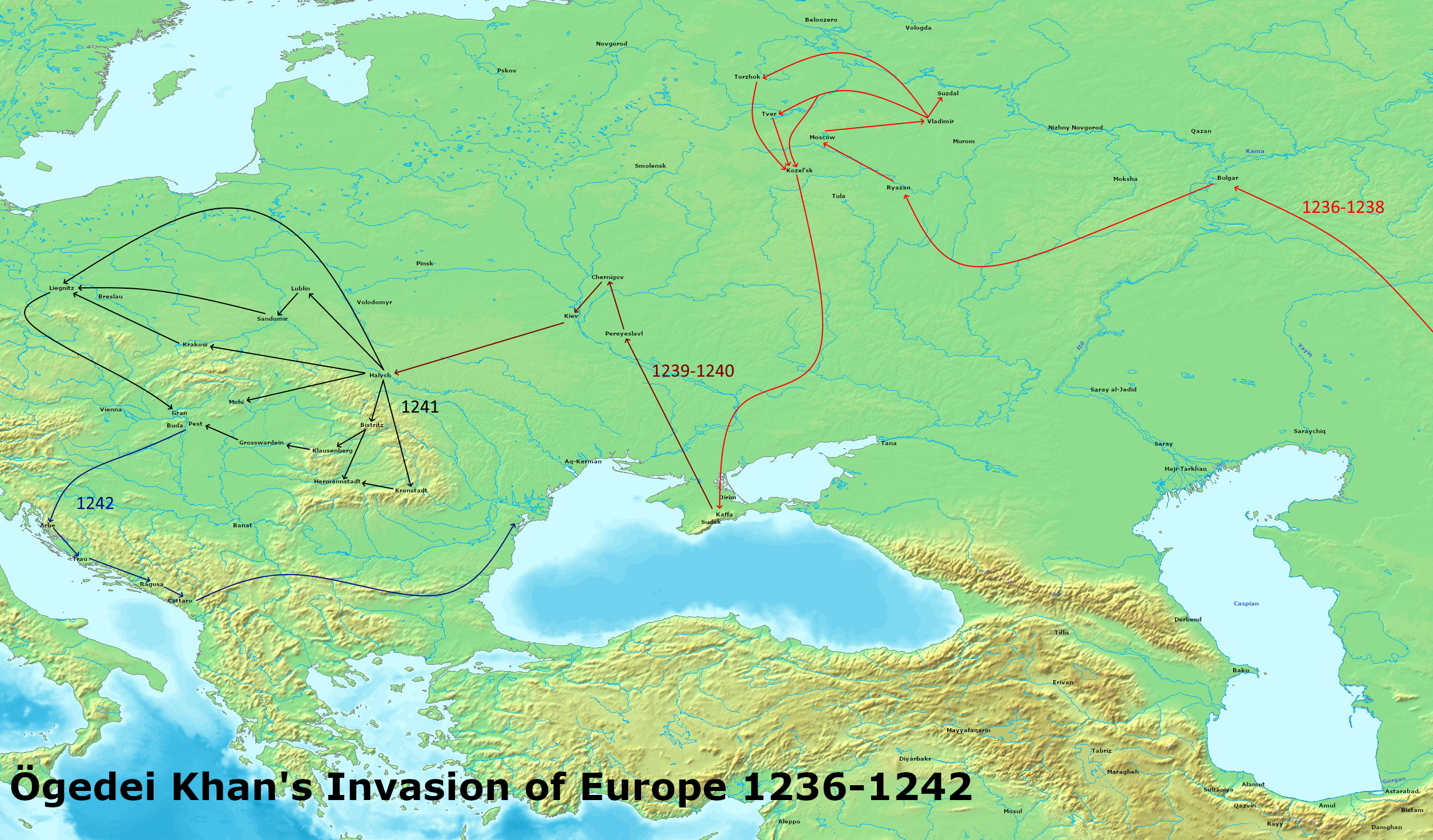
1236년부터 1242년까지의 몽골의 유럽 원정로

쿠만족의 이주를 명분으로 삼아 몽골인들은 동유럽을 넘어 폴란드와 헝가리를 습격했고, 이는 레그니차 및 모히에서 이들에게 대승을 거둠으로써 절정에 달했다. 그런데 이들이 한창 빈을 포위하고 있던 1241년, 몽골 제국의 제 2대 대칸이었던 오고타이 칸이 사망했다. 바투는 회군하여 본거지로 돌아왔지만, 왕위 계승 분쟁에 참여하기 위해 몽골 본국으로 돌아가는 대신 볼가강 일대에 머무르기로 결정했다. 1242년에 바투는 헝가리 진군로를 통해 후퇴했는데, 그 과정에서 페슈트를 파괴하고 불가리아를 토벌한 뒤 볼가강 하류의 사라이에 수도를 건설했다. 그 직전에 바투와 오르다의 동생 샤이반은 오비강과 이르티시강을 따라 우랄 산맥 동쪽에 있는 거대한 울루스를 영지로 분봉받은 상태였다. 이로써 킵차크 칸국이 건국될 수 있는 기반이 마련되었다.
몽골어는 의심할 여지 없이 바투의 궁정에서 일반적으로 사용되었지만, 문맹이 만연했기 때문인지는 모르나 당시 그 지역에서 쓰여진 몽골어 텍스트 기록은 거의 남아 있지 않다. 그러나 그리고리예프에 따르면, 초기 '야를리크(율령, 또는 면세장)'는 몽골어로 쓰여졌다가 나중에 쿠만어로 번역되었다고 하며, 결정적으로 14세기 중엽에 만들어진 아랍어-몽골어, 페르시아어-몽골어 사전이 존재했다는 것은 이집트에 있는 맘루크 술탄국과의 소통을 취급하는 외교 대사관에서 이러한 작업이 실질적으로 필요했음을 암시하는 증거가 될 수 있다. 따라서 맘루크 술탄들이 받은 킵차크 칸국의 편지들은, 그들이 쓴 것은 아니더라도 실제로는 몽골어로 쓰여졌음이 틀림없다고 결론을 내리는 것이 타당하다고 본다.

### 건국과 황금기

#### 바투 칸 (1242~1256)

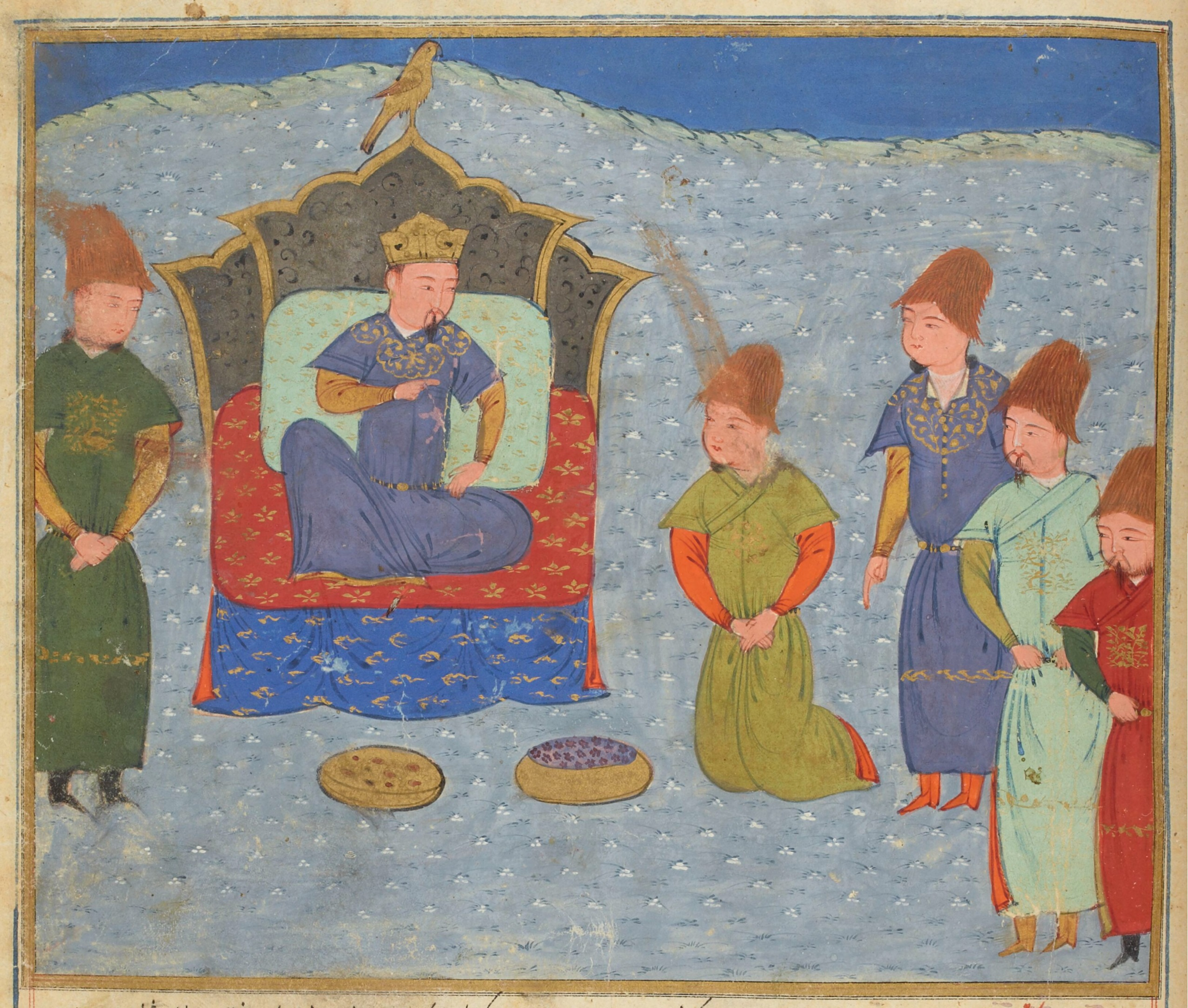
바투 칸이 킵차크 칸국을 건국하던 당시 모습을 묘사한 삽화.

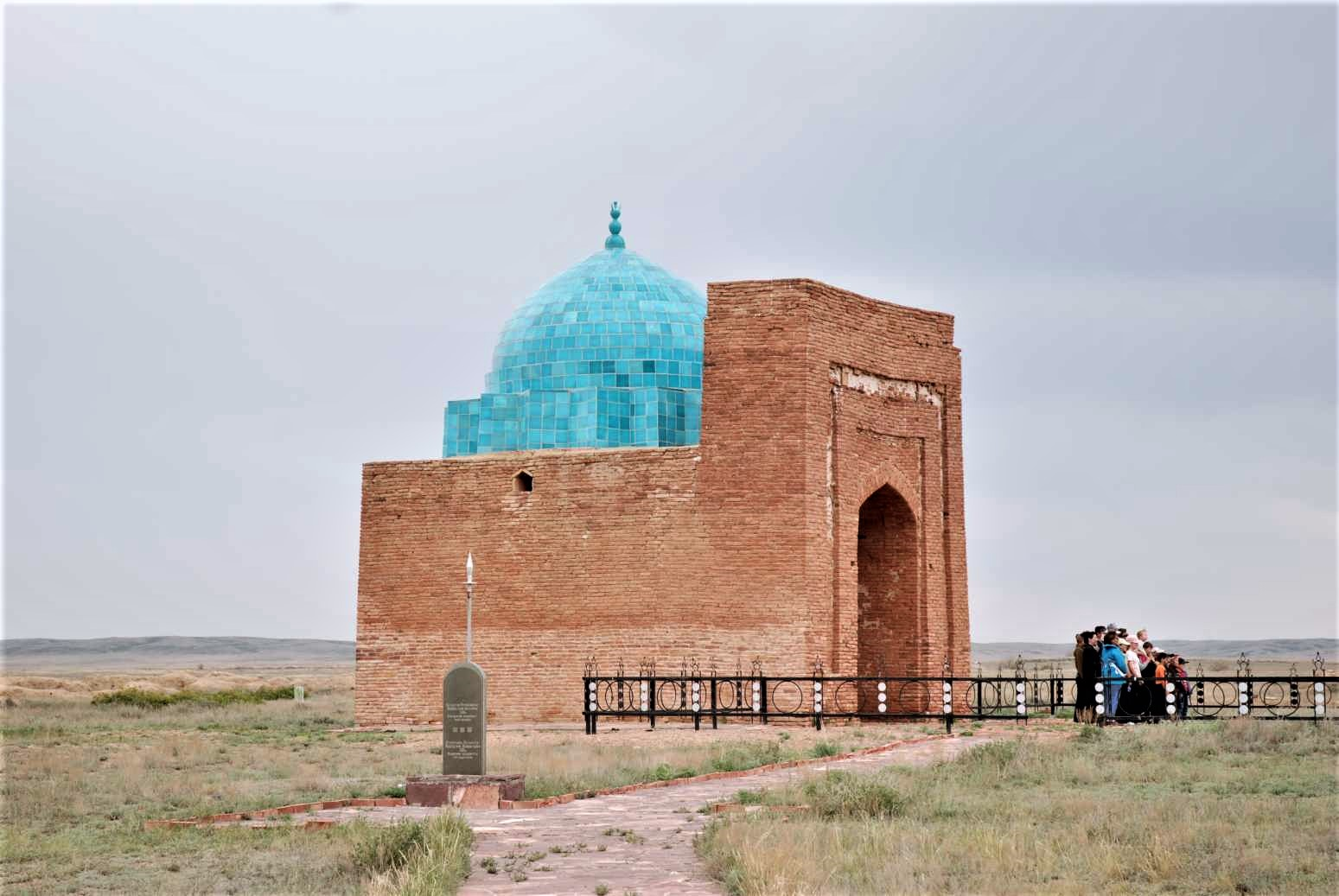
카라간다 주의 주치 칸 묘소.

1242년 퇴레게네 카툰이 바투에게 몽골 제국의 차기 황제를 선출하기 위해 본국으로 돌아와라고 초청했지만, 그는 쿠릴타이의 참석을 거부하고 대신 볼가강에 계속 머물렀다. 바투는 자신이 노환과 병을 앓고 있다고 변명했지만 실제로는 귀유크가 대칸으로 선출되는 것이 그리 마뜩찮았던 것으로 보인다. 아마도 이것은 동유럽 정복 당시 귀유크 및 그의 동생 부리가 승리 연회에서 바투와 격렬하게 싸웠던 것에 대한 결과일수도 있다. 바투는 이에 대해 자신의 형제들을 쿠릴타이에 대신 보내는 것으로 응답했고, 새로운 대칸은 1246년이 되서야 선출되었다.
한편 블라디미르의 야로슬라프 2세, 갈리치아의 다닐, 블라디미르의 스뱌토슬라프 3세와 같이 루스의 고위 인사들은 모두 바투의 패권을 인정했다. 원래 바투는 다닐에게 갈리치아의 행정권을 몽골인에게 넘기라고 요구했으나, 1245년에 다닐이 직접 바투의 궁정을 방문하여 그에게 충성을 맹세하자 이를 철회했다. 기록에 따르면 돌아온 다닐은 몽골의 영향을 많이 받았던 상태였는데, 특히 그의 군대는 몽골식으로 무장한 기마병들이 주를 이루었다고 한다. 1240년 몽골 사신을 살해한 체르니고프의 미하일은 몽골에 대한 복종을 거부한 채로 1246년 처형당했다.
귀유크가 자신에게 복종할 것을 요구하기 위해 바투에게 서신을 보냈을 때, 바투는 1247년에 야로슬라프 2세, 블라디미르의 안드레이 2세, 알렉산드르 넵스키를 카라코룸으로 보냈다. 불행히도 야로슬라프 2세는 몽골에서 돌아오지 못하고 죽었는데, 아마도 바투가 자신의 섭정 통치를 인정하지 않는 것에 대해 불만을 품고 있었던 퇴레게네 카툰에 의해 독살당했을 것으로 추측된다. 귀유크는 안드레이를 블라디미르의 대공으로 임명했고 알렉산드르에게는 키이우의 공작이라는 칭호를 하사했다. 그러나 그들이 돌아왔을 때 안드레이는 블라디미르로 갔지만 알렉산드르는 키이우로 가지 않고 정반대인 노브고로드로 갔다.
1248년 귀유크는 바투에게 동쪽으로 올 것을 재차 요구했는데, 바투는 이에 따르면서도 대군을 이끌고 갔다. 귀유크가 서쪽으로 갔을 때, 톨루이의 미망인과 바투의 계모 소르칵타니 베키의 여동생이 바투에게 간언하기를 "주치 울루스의 사람들이 그의 목표물이 될 수도 있다"고 경고했다. 그러나 귀유크는 도중에 오늘날의 신장 위구르 자치구에서 약 42세의 나이로 사망했다. 일부 현대 역사가들은 그가 건강이 악화되어 사망했다고 믿지만, 이것이 알코올 중독과 통풍의 복합 작용에 의해 그랬는지 아니면 누군가에 의해 독살당해 그랬는지는 아직까지 불명이다. 루브루크의 윌리엄과 한 무슬림 연대기 작가는 바투가 황제의 사신을 죽이고 그의 형제 중 한명이 대칸 귀유크를 살해했다고 언급했지만, 이러한 주장은 다른 주요 기록들과는 일치하지 않기 때문에 완전히 확증되지 못했다. 이후 귀유크의 미망인 오굴 카이미쉬가 섭정을 맡았지만, 그녀는 가문의 분파들 속에서 대칸의 후계자 자리를 지킬 수 없었다.

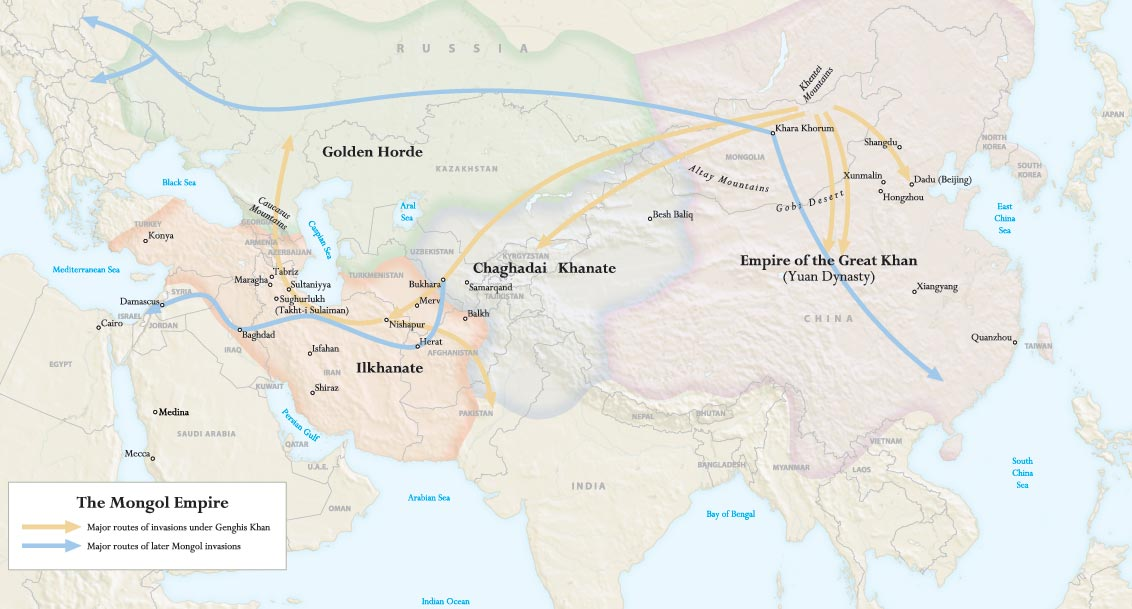
몽골의 침략자들이 걸어온 길

바투의 강력한 지지 아래, 뭉케가 1251년 귀유크의 뒤를 이어 대칸으로 즉위했다. 이리하여 바투는 뭉케와의 우정을 통해 제국의 안정성 및 통일성을 유지하면서도 몽골 제국에서 가장 영향력이 있는 인물 중 한 명이 되었다. 바투, 뭉케, 그리고 다른 몽골 왕자들은 아프가니스탄에서 튀르키예에 이르는 지역에 대한 통치를 서로 공유했다. 그 무렵에 바투의 영지에서 광범위한 인구 조사가 이루어졌는데, 러시아와 튀르키예를 포함한 지역 인구 조사는 1240년대에 실시되었으며 나중에는 뭉케의 명에 따라 1251~1259년까지 몽골 제국 전역의 인구 조사가 완료되었다.
뭉케가 바투에게 부여한 새로운 권력으로, 이제 그는 루스의 공작들을 직접 통제할 수 있게  되었다. 그러나 블라디미르-수즈달 공국의 안드레이 2세는 그에게 복종하기를 거부했는데, 이에 바투는 네브루이 휘하의 토벌 원정대를 보내 안드레이를 격파하고 블라디미르-수즈달을 초토화시켰다. 안드레이 2세는 이를 피해 노브고로드, 프스코프를 거쳐 스웨덴으로 겨우 피신할 수 있었다. 기독교인이었던 바투의 아들 사르타크와의 우정 덕분에, 알렉산드르 넵스키는 1252년 바투에 의해 블라디미르의 대공까지 겸하게 되었다.

#### 베르케 칸 (1258~1266)

1267~1280년까지 뭉케 테무르 칸의 통치 기간에 채택된 킵차크 칸국 깃발.

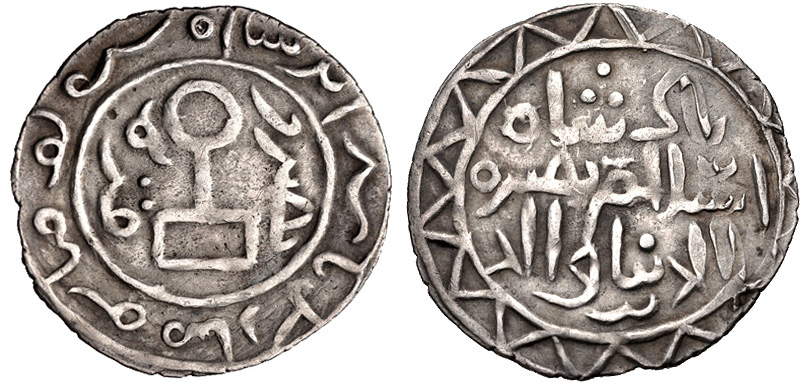
베르케의 시대에 주조된 동전. 1263~1267년 사이에 만들어진 것으로 추정된다.

바투 칸이 1256년에 사망한 후, 그의 아들 사르타크가 뭉케에 의해 새로운 킵차크 칸으로 임명되었으나 그 역시 몽골 제국 궁정에서 돌아오자마자 급사했다. 이후 어린아이였던 울라흐치가 모후 보라친 카툰의 섭정 아래 즉위했는데, 그녀는 루스의 모든 공작들을 사라이로 불러 지배권을 갱신했다. 1256년에 알렉산드르 넵스키는 사면을 요청하기 위해 사라이로 떠났고, 그곳에서 그는 다시 한번 블라디미르의 대공으로 임명되었다.
울라흐치가 얼마 지나지 않아 사망하자, 이슬람으로 개종한 바투 칸의 동생 베르케가 1258년 킵차크 칸으로 즉위했다.
1256년 갈리치아의 다닐은 공개적으로 몽골군을 무시하는 처사를 보여주었고, 포돌리아 북부에서 킵차크 칸국의 군대를 축출했다. 이듬해, 다닐은 키이우를 점령할 목적으로 파견된 쿠렘사 왕자가 이끄는 몽골군의 포니치아와 볼히니아 공격을 격퇴하고 이에 맞서 원정대를 파견했다. 그러나 초기의 성공에도 불구하고, 1259년 보롤다이 휘하의 몽골군은 갈리치아와 볼히니아로 진입하여 그에게 "요새를 스스로 파괴하지 않으면 성읍을 무자비하게 공격할 것"이라며 최후 통첩을 보냈다. 그렇게 다닐은 순순히 요새를 허물어야 했다. 1259년에 베르케는 리투아니아와 폴란드에 야만적이고 강력한 공격을 가했고, 그 이듬해까지 헝가리 군주 벨러 4세와 프랑스 왕 루이 9세에게 항복을 종용했다. 또한 1259~1260년 사이에 그가 감행한, 프로이센 지역에 대한 그의 공격은 튜턴 기사단에게 큰 손실을 입혔다.
1261년 베르케는 사라이에 교회를 설립하는 것을 승인했다.

#### 툴루이 내전 (1260~1264)
1259년 뭉케 칸이 남송을 정벌하다 사망한 후, 툴루이 가문 내에서 쿠빌라이와 아리크부카 사이에 툴루이 내전이 발발했다. 일칸국의 훌라구가 쿠빌라이를 지지하는 동안, 베르케는 이에 맞서 아리크부카의 편을 들었고 백장 칸국의 일부 엘리트들 역시 아리크부카를 지지했다. 다만 군사적으로 베르케는 중립을 유지했다. 1264년에 아리크부카가 패배한 후, 그는 결국 쿠빌라이의 대칸 즉위를 수락할 수 밖에 없었다.

#### 베르케-훌라구 전쟁 (1262~1266)

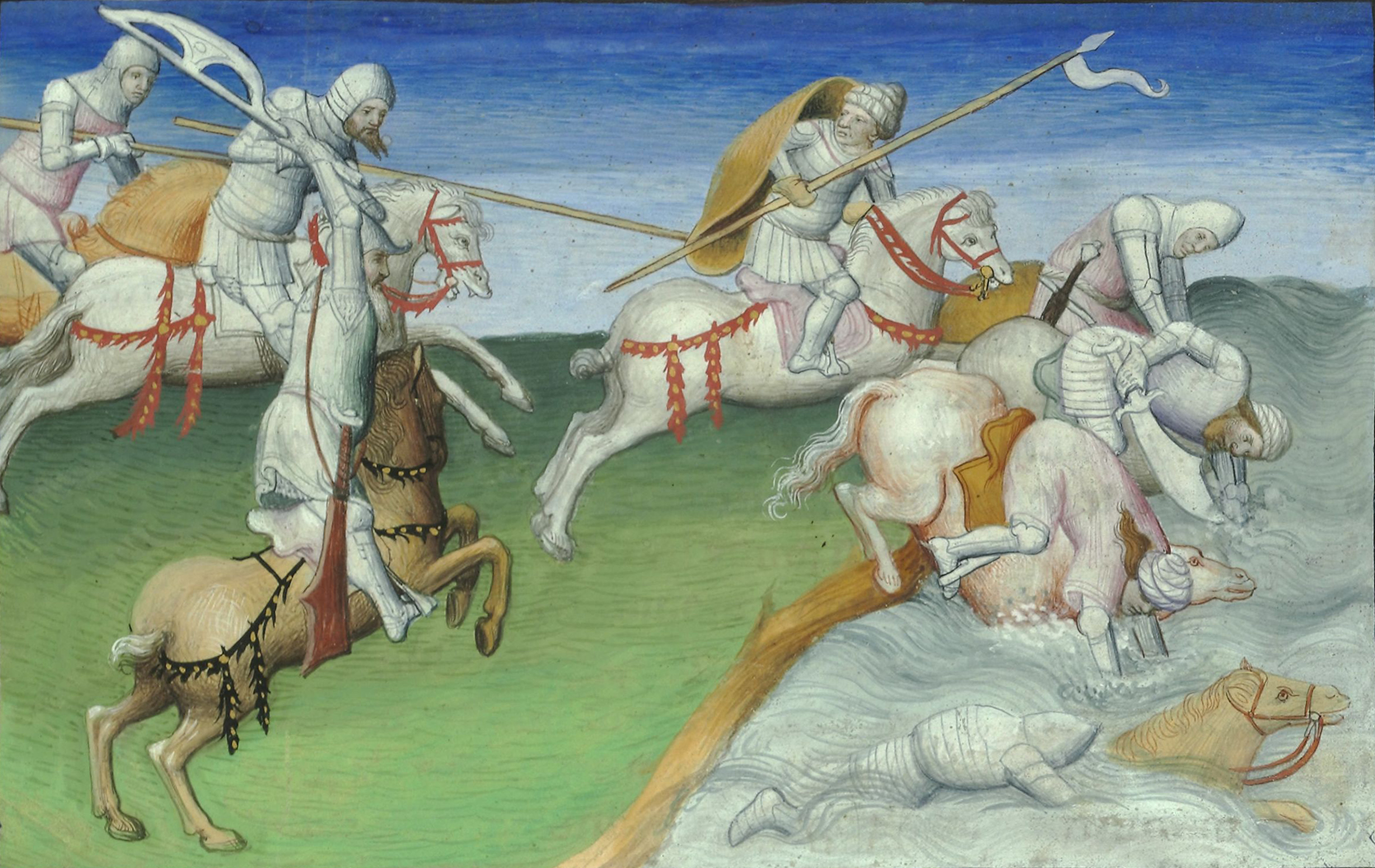
1262년 테렉 전투에서 킵차크 칸국의 군대가 일 칸국 군대를 격파하는 모습을 묘사한 삽화. 훌라구의 군대 대다수가 철수하는 동안 테렉 강에서 익사했다.

훌라구가 중동 원정을 시작했을 당시, 뭉케는 이들의 군대에 합류할 것은 주치 가문과 차가타이 가문에게 명령한 상태였다. 베르케의 설득으로 형 바투가 훌라구의 작전을 연기할 수밖에 없었을지도 모르는 상황에서, 그것이 몇 년ㅡ혹은 몇십 년 동안 그곳의 주치 가문의 우위를 없애는 결과로 이어질 것이라는 건 누구도 부정하지 못할 사실이었다. 그럼에도 불구하고 바투와 그의 후계자들의 통치 기간 동안, 킵차크 칸국은 1256~1257년 훌라구의 중동 원정에 대규모 군대를 파견했다.
훌라구의 군대에 합류한 주치 왕자 중 한명이 수상한 주술과 마법을 기도했다는 혐의로 체포되었고, 훌라구는 베르케의 허락을 받아 그를 처형했다. 그 후 주치 왕자 두 명이 더욱 수상하게 죽었으며, 원정군에 동참한 몇몇 킵차크 장군들이 참살당했다. 일부 이슬람 기록들에 따르면, 훌라구는 칭기즈 칸의 뜻에 따라 자신의 전리품을 베르케에게 나누어주는 것을 거부했다고 한다. 이와 동시에, 훌라구는 본래 킵차크 칸국에게 속한 서아시아 지역에 자신만의 독자적인 왕국을 건설하려고 했고, 때문에 베르케는 훌라구가 남캅카스에서의 킵차크 칸국과 주치 가문의 영향력을 완전히 지워버리려 한다고 믿었다.
베르케는 또한 1252년 이슬람으로 개종하고 나서부터 매우 독실한 무슬림이 되었는데, 1258년에 훌라구가 아바스 왕조를 침공하여 칼리파를 처형한 일은 그의 분노를 불러일으켰다. 또한 중동 원정 당시에 각지의 무슬림들을 학살한 것 역시 베르케에게 문제가 되기에는 충분했다.
베르케와 훌라구 사이의 긴장이 고조되는 것은 훌라구의 군대에 있는 킵차크 칸국 군대에게 큰 위협이 되었으며 그들이 도망쳐야 한다는 신호가 되었다. 한 부대는 킵차크 스텝으로 후퇴했고, 다른 한 부대는 호라산을 횡단했으며, 나머지 한 부대는 술탄 바이바르스(1260~1277)의 환영 아래 이집트의 맘루크 술탄국으로 피신했다. 곧 베르케는 바이바르스와 동맹을 맺었고 훌라구에 대항하는 맘루크 장군들과 협력을 모색했다.
마침내 베르케는 1262년 휘하의 노가이를 보내어 캅카스 지역의 일 칸국 군대를 급습하는 한편, 네구데르로 하여금 아프가니스탄 동부의 일 칸국 지배하에 있는 영토를 탈환하도록 했다. 비록 킵차크 칸국의 공격은 손쉽게 격퇴되었지만, 훌라구가 이끄는 일 칸국 군대는 테렉 강을 도하하여 캅카스 산맥 너머를 공격하려 했다가 노가이의 기습을 받아 큰 패배를 겪었다. 강의 얼음이 깨지면서 수천명이 익사하거나 적군에게 사망하는 대참사가 일어났다. 이 패배로 훌라구는 급히 아제르바이잔으로 후퇴해야 했다. 한편 승리를 거두었지만 베르케 역시 큰 피해를 입었기는 마찬가지였다. 이와 동시에 수즈달의 반란으로 몽골인 다루가치와 세금 징수인들이 사망하면서 문제가 더욱 성가셔졌다. 베르케는 가혹한 징벌 원정을 계획했지만, 알렉산드르 넵스키가 베르케에게 자신의 백성들을 처벌하지 말아달라고 간청했을 뿐만 아니라 블라디미르-수즈달 공국의 도시들이 거액의 배상금을 지불하기로 합의함으로써 그의 분노는 조금이나마 가라앉았다.

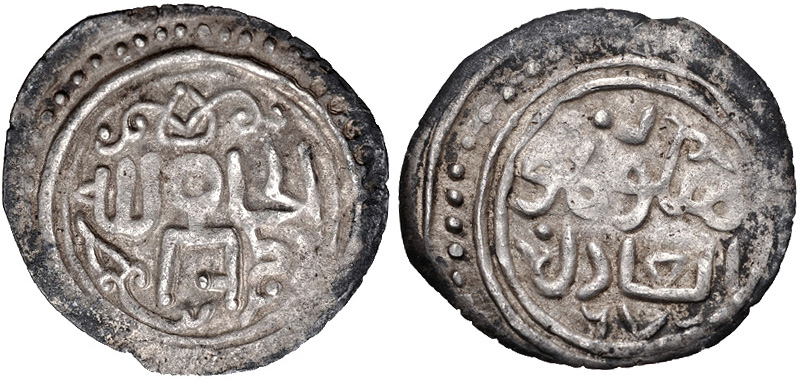
멩구 티무르의 시대에 주조된 동전. 1273~1275년 사이에 만들어진 것으로 추정된다.

이집트 사절단 및 룸 셀주크 술탄 케이카우스 2세가 동로마 제국에게 억류되자, 그의 동생 케이쿠바드 2세는 킵차크 칸국의 궁정을 방문하여 베르케에게 호소했다. 이에 1265년 베르케는 노가이 및 그의 봉신 불가리아 왕국로 하여금 동로마 제국을 침공하도록 했다. 이듬해에는 몽골-불가리아 연합군이 콘스탄티노폴리스 인근에 도달했는데, 이때 노가이는 당시 동로마 황제 미하일 8세 팔레올로고스에게 케이카우스 2세를 석방하고 킵차크 칸국에게 공물을 바칠 것을 강요했다. 케이카우스 2세가 풀려나자, 베르케는 그와 몽골 여성을 결혼시킨 후 크리미아를 봉토로 주었다. 이후 훌라구가 1265년 2월에 갑자기 사망하면서, 베르케-훌라구 전쟁은 급히 일단락되는 결말을 맞이했다.
아리크부카는 일찍이 차가타이의 손자 알루구를 차가타이 칸으로 임명했는데, 알루구는 제국이 내전을 벌이는 틈을 타서 킵차크 칸국의 영토였던 사마르칸트 및 부하라 일대를 장악했을 뿐만 아니라, 부하라의 무슬림 엘리트층과 킵차크 가신들이 베르케에 대한 충성을 선언했을 때 호라즘의 킵차크 칸국 군대를 쳐부수는 등 노골적으로 그와 대립하는 모습을 보였다. 또한 알루구는 훌라구가 킵차크 칸국을 공격하도록 부추기고 1252년에는 베르케가 자신의 가족을 숙청했다며 비난을 퍼부었다. 부하라에서 그와 훌라구는 킵차크 칸국의 가신들을 모조리 학살하고 남은 이들은 노예로 만들었다. 나중에 베르케가 쿠빌라이에게 충성을 선언하자 알루구는 그에게 선전포고를 하고 오트라르와 호라즘을 점령하였는데, 베르케는 호라즘의 왼쪽 둑 부분은 탈환할 수 있었으나 트란스옥시아나 지역에 대한 통제권은 상실해버렸다. 1266년에 베르케는 훌라구의 후계자 아바카와 전쟁을 벌이기 위해 티플리스를 지나쳐 진군했으나 도중에 갑작스럽게 사망했다.

#### 멩구 티무르 (1266~1280)

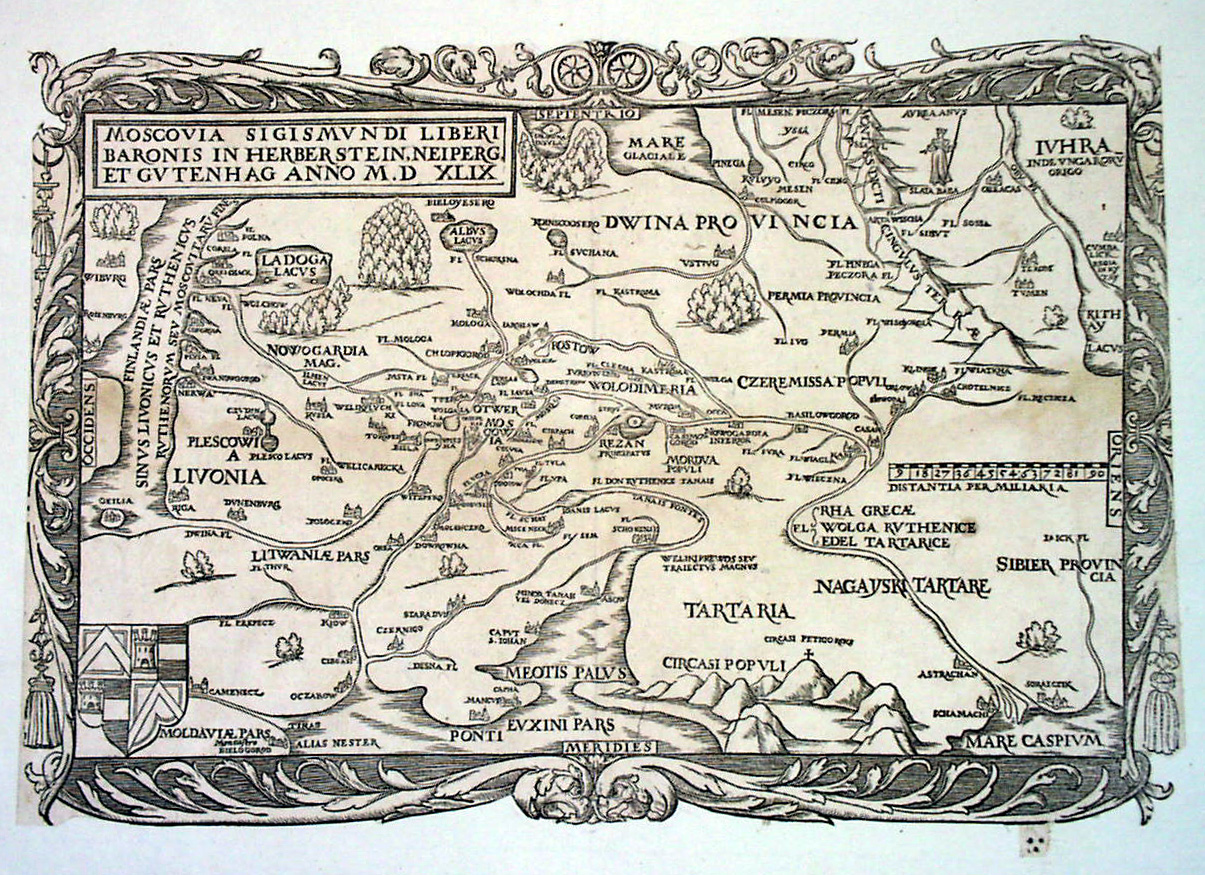
노가이의 후손들이 거주하는 볼가 하부 지역

베르케는 아들을 남기지 않았기 때문에, 바투의 손자 멩구 티무르가 쿠빌라이의 동의 하에 삼촌 베르케의 뒤를 이었다. 멩구 티무르는 쿠빌라이와 일칸국에 대항하기 위해 오고타이 가문의 카이두를 비밀리에 지원했다. 다만 차가타이 칸국에서 혼란이 일어나자, 카이두는 차가타이 칸국을 침입하여 시르다리야강 근처와 후잔트에서 벌어진 두 번의 전투를 승리로 이끌었다.
이 두 번의 전투에서 패한 차가타이 칸 기야스웃딘 바라크는 트란스옥시아나로 도망친 뒤 사마르칸트와 부하라를 약탈하여 군대를 다시 모았다. 바라크의 격렬한 저항으로 전쟁이 장기화될 기미를 보이자 카이두는 배후의 쿠빌라이가 침입해올 것을 염려해 1269년에 강화를 체결하고 본국으로 돌아갔다. 그 결과 카이두와 멩구 티무르가 트란옥시아나 영토의 1/3을 차지하게 됐으며 또한 카이두는 차가타이 칸국이 소유하고 있던 투르키스탄 대부분을 차지하게 됐다. 하지만 카이두는 강화대로 이 땅을 멩구 티무르에게 주지 않고 자신의 영토로 병합시켰다. 한편 강화는 체결되었지만 바라크는 이 강화에 만족하지 못했다. 그는 부하라를 재정복하려 했으며 사마르칸트를 약탈하려고도 했다.
카이두는 바라크의 이러한 불만을 이용하여 바라크에게 아바카가 다스리고 있는 일 한국을 공격할 것을 종용했다. 바라크는 이 제의에 쉽게 응하여 일 한국을 공격할 준비에 나섰다. 이에 카이두는 자신의 아들인 차파르가 이끄는 군대를 지원했으며, 멩구 티무르 역시 일부 병력을 지원했다. 킵차크 칸국과 카이두의 지원을 받은 바라크는 아바카 휘하의 장수인 테구데르에게 반란을 일으키게 한 뒤 군대를 일으켜 호라산에서 일 칸국의 군대를 격파했다. 하지만 킵차크 칸국과 카이두는 바라크의 성공을 탐탁지 않게 여기고 있었다. 이 때문에 킵차크 칸국 군대는 바라크 휘하의 장군인 잘라이르타이(Jalayirtai)와의 언쟁을 구실삼아 군대를 퇴각시켰다. 바락은 잘라이르타이를 보내 킵차크 칸국에 용서를 구하고 복귀할 것을 설득했지만 허사였다. 킵차크 칸국의 군대가 떠나자 카이두가 보낸 차파르 역시 자신의 군대를 버리고 본국으로 회군해버렸다. 차파르가 돌아오자 카이두는 아예 바라크와의 관계를 끊고 아바카와 우호관계를 맺었다. 설상가상으로 1270년, 바라크의 군대는 아바카와의 전투에서 대패를 당했고 바라크는 부상을 입은 채로 1년 더 살다가 죽었다.
1268년에 쿠빌라이를 대신하여 중앙아시아에서 활동하던 몽골 왕자들이 반란을 일으켜, 대칸의 두 아들을 억류한 뒤 그들을 킵차크 칸국으로 압송했다. 그 중 한명인, 쿠빌라이가 총애하던 노무간은 크림 반도에 유폐되었고 약 10년이 지나서야 본국으로 돌아갈 수 있었다. 한편 멩구 티무르는 훌라구의 후계자인 아바카와 계속 분쟁을 일으켰으나, 쿠빌라이의 중재 아래 평화협정을 맺었다. 이 무렵 노가이는 칸국으로부터 독립하여 1271년 바이바르스와 동맹을 맺고 싶다는 뜻을 밝혔고, 이로 말미암아 멩구 티무르는 맘루크 술탄국과의 (일 칸국에 대한) 공동 공격을 제안하기도 했다.
1267년, 멩구 티무르는 러시아 성직자들에게 어떠한 과세도 면제해주는 면세장(야를리크)을 발부해 주었고, 제노바인 및 베네치아인들에게 카파와 아조프에서의 독점적인 무역권을 허가했다. 멩구 티무르의 친척들 중 일부는 같은 시기에 동방정교회로 개종하여 러시아에 정착했고, 특히 그들 중 한명은 로스토프에 정착하여 '칸국의 차레비치 페타르' 또는 페타르 오르딘스키로 알려지게 되었다. 이로 인해 비록 노가이가 1271년 동방정교회 국가였던 동로마 제국을 침공하기는 했지만, 멩구 티무르는 그의 사절단을 보내어 미하일 8세 팔레올로고스와 우호적인 관계를 유지했고, 노가이와 동로마 공주 에우프로시나 팔레올로기나(Euphrosyne Palaiologina)의 결혼을 성사시켰다. 또한 멩구 티무르는 블라디미르 대공에게 독일의 상인들이 그의 땅을 자유롭게 여행할 수 있도록 명령했다. 이에 대해 역사가 그레모타는 다음과 같이 말한다.
멩구 티무르 칸이 야로슬라프 공작에게 한 말이다. "독일의 상인들을 너의 땅으로 인도해라. 야로슬라프 공작부터 리가의 사람들, 위대한 사람과 젊은이들, 그리고 모든 사람들에게, 너희들의 길은 내 땅을 통해서야만 분명하다. 그리고 누구든지 그들과 싸우러 오건 간에, 나는 내 자신이 아는 대로 행할 뿐이다. 그러나 상인에게는 길이 분명하다."

1269년 데인족과 리보니아 기사단이 노브고로드 공화국을 공격했다. 이때 칸의 위대한 바스카크, 아마간, 그리고 수많은 몽골인들이 대군자 야로슬라프가 모집한 군대와 함께 적들과 맞서 싸웠다. 겁에 질린 연합군은 몽골 군대에게 선물을 보내고 나르바를 할양하는 데 동의했다. 이로써 킵차크 칸의 권위는 루스 공국 전역으로 확대되었고, 그와 함께 1274~1275년에 걸친 인구조사 역시 스몰렌스크와 비텝스크를 포함한 모든 도시에서 원할하게 이루어졌다.
1277년, 멩구 티무르는 캅카스 북부 및 오세티야 일대의 알란족에 대항하는 군사 원정을 이끌었다. 이 원정 이후, 멩구 티무르는 날로 증가하는 노가이의 권위를 억누르기 위해 동로마 제국과 맘루크 이집트와의 관계로 관심을 돌렸다. 확실히 1277년 불가리아의 콘스탄틴 아센 1세가 사망한 이후, 미하일 8세와 노가이의 관계는 서로 다른 왕위 후보자들을 지지하면서 크게 악화되었다. 이로 인해 멩구 티무르는 발칸 문제에 개입하게 되었고, 키이우 대주교 키릴로 하여금 테오고스트 주교를 미하일 8세와 콘스탄티노폴리스 총대주교에게 사절로 파견하도록 했다.

#### 이중 칸 시대 (1281~1299)

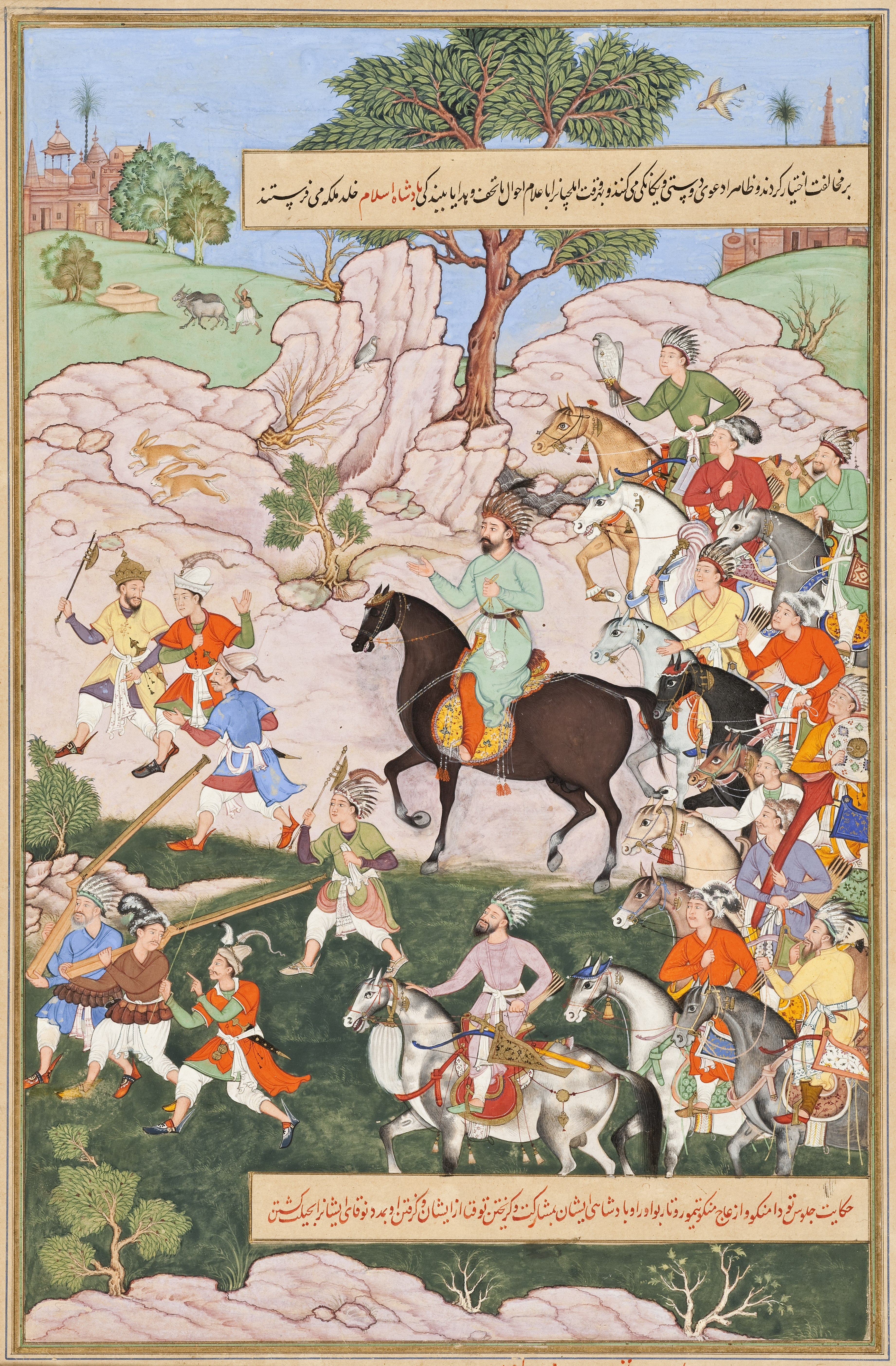
투다멩구 칸의 모습을 묘사한 그림.

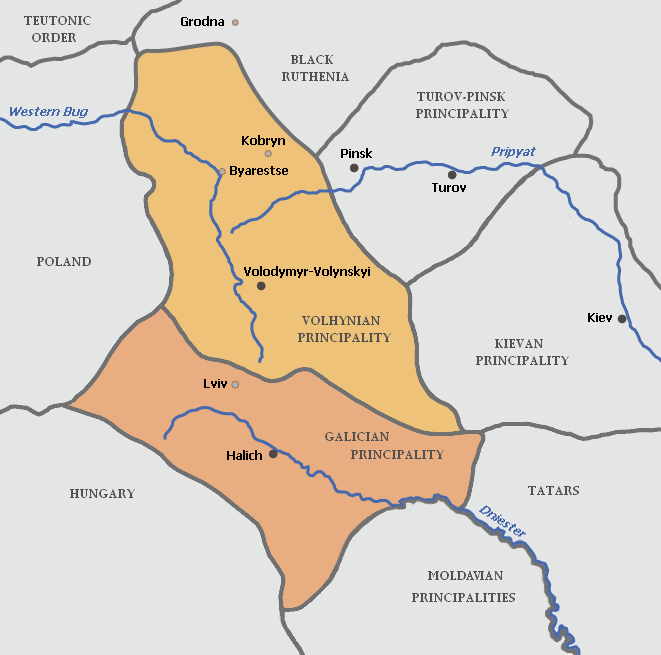
갈리치아-볼히니아의 킵차크 칸국 가신 공작들은 노가이 칸 및 탈라부가 칸의 유럽 침략을 위해 군대를 지원해야만 했다.

멩구 티무르는 1281년 무슬림이었던 그의 형 투다멩구에 의해 계승되었다. 그러나 이 무렵의 노가이는 이제 독립적인 통치자로 자리매김할 만큼 강력한 권위를 누리고 있던 상태였으므로, 킵차크 칸국은 사실상 두 명의 칸의 지배를 받게 되었다.
투다멩구는 쿠빌라이와 화해하고, 그의 아들들을 그에게 돌려준 뒤 대칸의 우월성을 인정했다. 한편 백장 칸국의 칸이자 오르다의 아들인 쾨취도 원나라 및 일칸국과 화의를 맺었다. 그러나 맘루크 술탄국의 역사가들에 따르면, 투다멩구는 맘루크 술탄에게 그들의 공동의 적인 '믿을 수 없는' 일칸국에 맞서 싸울 것을 제안하는 편지를 보냈다고 한다. 이것은 그가 일칸국인들이 통치했던 아제르바이잔과 조지아에 관심을 가졌을 수도 있었다는 것을 시사한다.
1270년대에, 노가이는 불가리아와 리투아니아를 습격했다. 1279년에 그는 미하일 아센 2세를 드라스타르 내부로 봉쇄하고, 이듬해에 반군 황제 이바일로를 붙잡아 처형했으며, 1292년에는 게오르기 테르테르 1세가 동로마 제국으로 피신하도록 이끈 뒤 새로운 차르로 스밀레츠를 임명했다. 이에 따라 스밀레츠의 치세는 불가리아에서의 몽골 지배의 정점이자 극치로 여겨져 왔다. 1295년 그가 현지의 보야르들에 의해 추방되었을 때, 몽골인들은 그들의 피보호자를 보호하기 위해 또 다른 파괴적인 침략을 시작했다. 한편 노가이는 세르비아 국왕 스테판 밀로틴에게 몽골의 패권을 인정하도록 강요하고 1287년에는 그의 아들 스테판 데찬스키를 인질로 잡았다. 그의 통치하에서 블라흐족, 슬라브족, 알란족, 튀르크-몽골족이 오늘날의 몰다비아로 대거 유입되었다. 이러한 일들로 말미암아 노가이의 영향력은 킵차크 칸국 내부와 외부에서 동시에 크게 증가했다.
1283년, 투다멩구는 이슬람으로 개종하고 국정에서 아예 손을 놔버렸다. 킵차크 칸국 내에서 칸이 정신질환을 앓고 있고 무슬림 성직자와 셰이흐들만 총애한다는 소문이 돌기 시작할 무렵인 1285년에, 탈라부가와 노가이는 바투의 선례를 본받아 헝가리를 재침공했다. 노가이가 슬로바키아 일대를 성공적으로 공격하는 동안, 탈라부가는 카르파티아 산맥 북쪽에서 진격이 가로막혔다. 그의 병사들은 이에 분노하여 대신에 갈리치아와 볼히니아를 함락시켰다. 1286년에 탈라부가와 노가이는 폴란드 역시 침공하여 이 지역을 황폐화시켰다. 돌아온 탈라부가는 노가이의 도움을 받아, 1287년에 투다멩구에게 압박을 가하여 그로부터 칸위를 양위받았다. 탈라부가의 군대는 1288년과 1290년에 각각 일칸국을 두 차례 침공했으나 이는 실패로 돌아갔다.
탈라부가는 체르케스인들에 대한 징벌 원정을 하던 중, 헝가리 및 폴란드 침공 당시 자신에게 적절한 지원을 주지 못했던 노가이에게 화가 났던 것으로 보인다. 곧 탈라부가는 노가이에게 도전했지만, 그에게 패배한 뒤 1291년 토크타의 명령으로 처형되었다.
토크타 역시 노가이와의 대립을 이어갔다. 토크타는 러시아 북부에 대한 그의 권위를 재확인하려 시도했지만, 노가이의 지원을 받은 러시아 공작들은 그의 명령을 공공연하게 무시하면서 반발했다. 이에 토크타는 이들을 응징하기 위해 형 듀덴이 이끄는 군대를 파견하여, 1293년 블라디미르와 모스크바를 포함한 수많은 도시들을 초토화시켰다. 노가이는 러시아 문제에 깊게 개입하는 것을 선택하지 않았지만, 토크타의 행동에는 신경을 썼으며 그에게 자신이 여전히 킵차크 칸국에서 가장 강력한 권력을 가지고 있다는 것을 상기시킬 필요가 있다고 생각했다. 결과적으로 노가이는 1293년에 그의 부인을 토크타에게 보내어 권력을 얻도록 했고, 같은 해에 세르비아에 군대를 파견하여 그들을 킵차크 칸국의 봉신으로 만들었다.

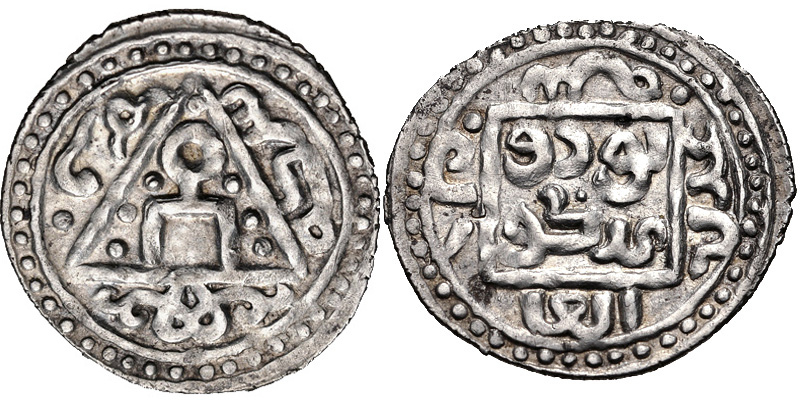
투다멩구 칸의 시대에 주조된 동전. 1280~1387년 사이에 크림반도에서 제작되었다.

러시아 문제 이외에도, 크림반도의 이탈리아 상인들과 관련하여 노가이가 보여준 독자적인 행동은 이미 토크타를 충분히 분노하게 했다. 마침내 1294년에 토크타는 노가이에게 선전포고하고 대규모 병력을 동원하여 그의 영지를 침공했다. 비록 토크타는 1297년 네르기 평원에서의 첫 전투에서 패배하기는 했지만, 얼마 지나지 않아 1299년의 카감리크 전투에서 노가이를 패사시킨 뒤 우익 전역을 장악했다. 노가이의 아들 차카는 알라니아로 도망쳤다가 불가리아로 피신하여 그곳에서 차르를 칭했지만, 곧 토크타의 명령을 받은 테오도로 스뱌토슬라프에게 살해당했다.
멩구 티무르가 사망한 후, 킵차크 칸국의 통치자들은 오고타이 가문의 수장 카이두에 대한 그들의 지지를 철회했다. 이에 카이두는 백장 칸국의 칸인 바얀을 상대로 자신이 지원하던 코베레그를 내세워 킵차크 칸국에서의 자신의 영향력을 회복하려고 시도했다. 토크타의 군사 지원을 받은 바얀은, 카이두 및 그의 2인자인 두와의 거점이었던 차가타이 칸국으로의 군사 원정을 조직하기 위해 원나라와 일한국에게 각각 도움을 요청했다. 그러나 원나라 조정은 신속한 군사 지원을 보낼 수 없었다.

#### 평화기 (1299~1312)
1300년부터 1302년까지, 흑해 연안 지역에서 극심한 가뭄이 발생했다. 그러나 문제는 곧 극복되었고 토크타의 통치 하에서 킵차크 칸국의 상태는 빠르게 호전되었다. 노가이가 패배한 이후, 그의 친족들 대부분은 처형되었지만 일부는 포돌리아로 도망치거나 아니면 킵차크 칸국의 영내에 남아 노가이 오르다라고 알려졌다.
토크타는 안드로니코스 2세 팔레올로고스의 사생아 마리아와 결혼함으로써 동로마-몽골 동맹을 수립했다. 토크타가 기독교인들에게 매우 호의적이라는 보고가 서유럽에까지 도달했는데, 이슬람 사가들에 따르면 토크타는 우상 숭배자(불교 및 텡그리교)로서 무슬림을 선호하기는 했지만 대체로 모든 종교인들에게 호의를 보였다고 한다.
그는 일칸국의 가잔과 후계자 올제이투에게 아제르바이잔 영토를 반환할 것을 요구했지만 거절당했다. 그러고 나서 토크타는 일칸국에 대항하여 맘루크 술탄국으로부터 동맹을 구했다. 1294년에 토크타는 게이하투에게 평화 사절단을 보내어 화의를 맺었는데, 이는 1318년까지 끊기지 않고 계속 준수되었다.
1304년, 중앙아시아와 중국의 원나라 몽골 통치자들의 사절들은 토크타에게 그들의 일반적인 평화 제안을 요구했다. 토크타는 그 즉시 원나라 황제 올제이투 테무르의 패권을 승인했고, 덕분에 몽골 제국의 분열 이후 중단되었던 칸국 전역의 모든 얌(우편 중계지)과 상업 네트워크가 재개되었다. 토크타는 페레야슬라블-잘레스키(Pereslavl-Zalessky)에서 열린 집회에서 러시아 제후들에게 몽골 칸국들 간의 평화를 자랑스럽게 알렸다. 토크타 시대에 발행된 주화 중 일부에는 몽골 문자나 페르시아 문자 이외에도 파스파 문자가 포함되었는데, 이는 원나라의 영향력이 킵차크 칸국에서 커졌음을 시사한다.

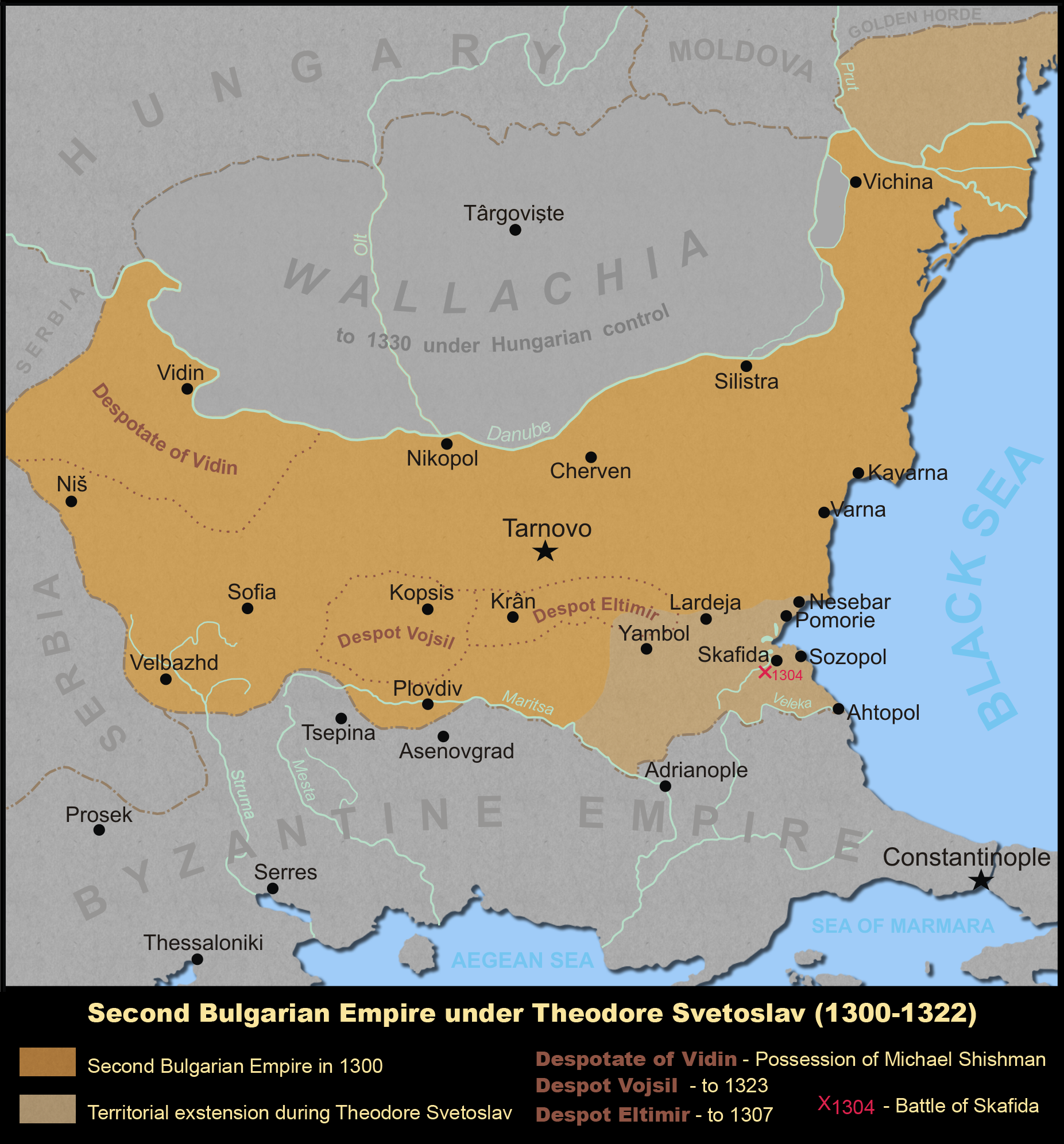
불가리아 제국은 1308년에도 여전히 킵차크 칸국의 속국이었다.

토크타는 1307년 사라이의 이탈리아인들을 억류하고 크림반도의 무역도시 카파를 포위했다. 그 원인은 토크타가 이집트에 맘루크로 주로 팔려간 주민들을 공급하는 제노바 노예 무역에 대해 불만을 가졌기 때문일 것으로 추측된다. 이듬해에 카파는 몽골인들에 의해 처참하게 파괴되었다.
토크타의 후기 통치 기간 동안, 트베리 대공과 모스크바 대공 사이의 긴장이 격렬해졌다. 모스크바 대공 다닐 알렉산드로비치는 랴잔과 전쟁을 벌여 콜롬나와 같은 도시들을 점령했고, 1301년에 라쟌 군대와 몽골군을 격파했으며 2년 뒤에는 모자이스크 및 페레야슬라블-잘레스키를 점령하는 성과를 거두었다. 이러한 다닐의 집념은 그의 후계자인 모스크바 대공들이 '전러시아의 통치자'로 거듭나는 밑거름이 되어주었다.
토크타는 1304년 가을 펠레야슬라블-잘레스키에서 루스 제후들을 위한 새로운 회의를 열었는데, 여기에는 블라디미르의 안드레이, 트베리의 미하일, 그리고 1304년 3월 다닐의 사후 모스크바 대공에 오른 유리 등 유력 인사들이 대거 참여했다. 또한 러시아 정교회의 관구장 주교였던 막시모스 역시 여기에 참석했다. 이 회의를 소집한 연유는 토크타 통치 말기의 정보와 더불어 루스 제후들 간의 상호관계에 대한 기록이 거의 남아있지 않아 자세히 알 수는 없지만, 그의 러시아 지배의 정치적 조직을 완전히 변화시킬 것이라는 추측이 있다. 여기서 토크타는 블라디미르 대공국의 특별 지위를 없애고 모든 러시아 제후들을 동일하게 대하기로 규정했다고 한다. 라시드 앗딘의 역사서 집필을 이어간 사가에 따르면, 토크타는 루스 제후들간의 갈등을 해결하기 위해 북부 러시아를 직접 방문했다가 1312년 볼가 강을 건너던 와중 병사했다.

#### 우즈베크 칸 (1313~1341)

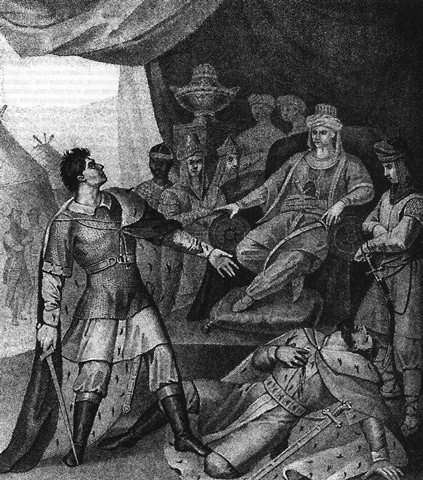
우즈베크 칸의 궁정에서 아버지의 원수를 살해한 티베리의 드미트리.

우즈베크 칸은 1313년에 즉위한 그 즉시 이슬람을 국교로 채택했다. 이를 위해 1314년 크림반도의 솔하트에 대규모 모스크를 건설하고 칸국 영내의 몽골인들 사이에서 불교와 텡그리교를 금지했다. 1315년까지, 우즈베크 칸은 킵차크 칸국을 성공적으로 이슬람화했으며 그의 종교 정책에 반대하는 여러 주치 왕자들과 불교 라마들을 처형했다. 그럼에도 우즈베크 통치 하에서 무역 캐러밴은 파괴되지 않았고 킵차크 칸국에는 일반적인 질서가 있었다.
1333년, 모로코 출신의 무슬림 여행가 이븐 바투타는 그의 위대한 여행길 도중에 킵차크 칸국을 방문했다. 그는 시노프에서 크림반도로 이동한 뒤에 그곳에서 크고 부유한 무역도시 마자르로 갔으며, 이후 킵차크 칸국 각지를 둘러보며 기록을 남겼다. 특히 이븐 바투타는 수도 사라이를 보고는 "몽골인, 알란인, 킵차크인, 서캅카시아인, 러시아인, 그리스인 등 6개의 민족이 각각 자신들만의 거주지를 가지고 있으며, 훌륭한 바자르와 드넓은 거리가 있는 크고 아름다운 도시"라고 평했다.
제노바 상인들의 주요 식민지인 카파에 먼저 도착했다. 그곳의 항구에서 나는 200여척의 배를 볼 수 있었다. 실크로드를 거쳐 온 수많은 사치품들이 운반되고 있었다. 이곳의 상인들은 주로 제노바, 베네치아, 이집트, 러시아 그리고 다른 여러 지역에서 왔다. 상인들은 곡물, 모피, 소금, 밀랍, 꿀 따위와 스텝 지역의 상품들을 거래한다. 페르시아와 중국에서 실크로드를 따라 들어온 무역품도 찾을 수 있다. 전쟁 포로들과 생존을 위해 자식들을 팔아버린 가난한 부모의 슬픈 자식들은 카이로의 노예 시장에서 팔리기 위해 더 많이 사들여졌다. 다른 많은 사람들은 키프로스의 설탕 농장이나 이탈리아의 부유한 가정에서 일하기 위해 보내지기도 한다.

알 키람에서 볼가 강을 따라 킵차크 칸의 보호 아래 여행을 할 수 있다는 좋은 소식을 들었다. 그래서 나는 킵차크 칸 우즈베크의 캐러밴을 따라잡을 수 있는 마차와 동물을 재빠르게 구입했다. 캐러밴과 함께 여행하는 동안, 나는 그들의 동물에 대한 처우가 지금까지 내가 알고 있던 것과는 다르다는 것을 알게 되었다. 잠시 쉬어갈 때마다 밤이든 낮이든 그들은 양치기나 목축인 없이 자유롭게 말, 소, 낙타들을 풀어둔다. 이는 아마도 절도에 대한 법의 심각성의 차이일 것이다. 이곳의 말은 우리나라의 양과 같아서 셀 수 없을 정도로 많고, 튀르크인 한 명이 수천마리를 소유하는 것도 가능하다. 이 말들은 인도로 떼지어 수출되는데, 각각 6천 마리 혹은 그 이상의 숫자이다.

(칸이) 그녀를 만나기 위해 입구로 나아가 경례하고, 그녀의 손을 잡고, 그녀가 좌석에 올라 앉아 자리를 잡은 후에야 앉을 수 있었다. 이 모든 것은 참석한 사람들의 눈 앞에서 이루어지며, 베일은 사용하지 않는다. 마차를 끄는 말은 비단으로 장식되어 있다. 마차 앞에는 보석으로 장식된 비단 예복을 입고 있는 그리스인과 인도인들이 여럿 있다. 그리고 각각 금이나 은으로 된 지팡이를 손에 들고 있다. 그녀의 마차 뒤에는 약 100대 정도의 마차가 더 있는데, 그 안에는 각각 4명의 어른 혹은 어린 노예 소녀들이 타고 있다. 이 마차들 뒤에는 아직도 낙타와 소가 끄는 300여대의 마차가 있고, 이들은 아내나 돈, 의복, 가구, 음식 등을 나르고 있다...(중략)

캐러밴은 이곳에서 해체되었지만, 나는 다시 스텝 지역을 향해 출발했다. 콘스탄티노폴리스에서 스텝으로 돌아가는 길에 유목민 킵차크 칸국의 초원은 혹독한 아시아의 겨울이 시작되었기 때문에 매우 추웠다. 동쪽으로 볼가강을 타고 사라작(신사라이)로 향했다. 이곳의 바자르에는 페르시아와 중국에서 온, 아시아를 넘나드는 고급 캐러밴이 취급하는 물품과 이탈리아 식민지에서 들여온 금속제품, 노예, 비단, 가죽, 곡물, 모피, 양모, 목재가 있었다. 한편 이슬람 학자들은 다르 알 이슬람이라는 도시에서 일자리를 찾기 위해 서성거리기도 했다.— 1332~1333년의 이븐 바투타의 기록 중

사라이라는 도시는 무한한 크기, 광대한 평원에 위치해 있고, 주민들의 무리로 가득 차 있으며, 훌륭한 바자르와 드넓은 거리를 소유하고 있는 도시들 가운데 가장 위대한 도시이다. 우리는 어느 날 도시를 순회하며 그 정도를 알아내려고 주요 사람들 중 한 명과 함께 말을 타고 나갔다...(중략) 이 나라의 주민들 중에는 다양한 집단의 사람들이 있는데, 이들은 이 나라에 거주하는 사람들과 그 술탄들이고, 그들 중 일부는 무슬림들이며, 그 다음은 아스(Āṣ, 알란인), 키프자크(Qifjaq, 쿠만인), 자카스(Jarkas, 체르케스인), 루스(Rūs, 루스인), 룸(Rūm, 로마인) 등인데 이들은 모두 기독교인들이다.— 이븐 바투타의 다른 기록 중

우즈베크는 또한 베르케와 그의 전임자들로부터 시작된 맘루크 술탄국과의 동맹을 계속 이어갔으며, 카이로의 맘루크 술탄 및 아바스 칼리파들과 우호적인 관계를 유지하였다. 1320년, 킵차크 공주 툴룬베이는 맘루크 술탄 알나시르 무함마드와 결혼했다. 다만 그는 툴룬베이가 진짜 칭기즈 혈통의 공주가 아닌 대역이라고 여겼고, 1327~1328년 사이에 그녀와 이혼했다. 1334년에 이를 알게 된 우즈베크는 진노하여 그에게 사절단을 보냈지만, 알 나시르 무함마드는 자신은 잘 모르는 일이며 그녀가 사망했다고 주장하면서 그 증거로 가짜 법률 문서를 보여주었다. 그러나 사실 툴룬베이는 여전히 살아있었고 1340년이 되서야 죽었다.
1318년, 1324년, 1335년의 세 차례에 걸쳐 킵차크 칸국은 아부 사이드 바하두르 치하의 일칸국을 침공했다. 1323년에 일칸국과 맘루크 술탄국이 평화협정을 조인했기 때문에 우즈베크의 동맹인 알나시르는 아부 사이드를 공격하는 것에 거부감을 표했다. 1326년, 우즈베크는 원나라와 다시 우호 관계를 맺기 시작했고 지속적으로 공물을 보냈다. 1339년부터 그는 중국에 있는 주치 가문의 일원들로부터 매년 24,000개의 원나라 지폐를 받았다. 아부 사이드가 사망한 후 일칸국이 붕괴되자 페르시아의 몽골 원로들은 새로운 지도자를 찾기 위해 필사적으로 우즈베크에게 접근했지만, 그는 원로 아미르 쿠틀루그 티무르와 상의한 후에 이 제안을 거절했다.
1319년부터 불가리아가 동로마 및 세르비아를 상대로 벌인 전쟁을 지원하기 위해, 우즈베크는 총합 30만 명이 넘는 대군을 이끌고 트라키아를 거듭 공격했다. 이로 인해 안드로니코스 2세 팔레올로고스와 안드로니코스 3세 팔레올로고스 치하의 동로마 제국은 1320~1341년 사이에 비키나 마카리아 항구가 점령되기 전까지 지속적으로 킵차크 칸국의 습격을 받아야 했다. 우즈베크가 안드로니코스 3세의 사생아 바얄룬과 결혼하고 양국 간에 우호관계가 체결된 뒤에야 이 공격은 일시적으로 중단될 수 있었다. 1333년, 그녀는 자신이 이슬람으로 강제 개종당할까 두려워 우즈베크에게 콘스탄티노폴리스에 있는 아버지를 만나러 간다고 해놓고는 다시는 돌아오지 않았다. 분노한 우즈베크는 군대를 이끌고 동로마 제국을 침공하여, 1324년에 40일 동안, 1337년에는 15일 동안 트라키아를 공격하여 그 일대를 초토화시켰으며 약 30만 명의 포로를 사로잡았다. 한편 우즈베크는 1330년에 약 1만 5천명의 군대를 세르비아에 파견했으나 패배했고, 그 뒤 왈라키아의 바사라브 1세를 지원하여 그가 헝가리로부터 독립 국가를 세우도록 종용했다.

우즈베크 칸 시대의 킵차크 칸국 영토.

우즈베크의 러시아 문제에 대한 접근법은 선대 토크타의 그것보다 덜 건설적이었으며, 그의 목표는 통일된 러시아 국가의 형성을 막고 특히 트베리 및 모스크바 대공들 사이에서 균형을 유지하는 것이었다. 1327년 우즈베크의 사촌인 바스카크 셰브칼이 트베리에 도착했는데, 곧 도시에는 몽골인이 공작을 죽이고 자신이 그 자리를 차지하여 이슬람을 퍼뜨리려 한다는 소문이 돌았다. 그러자 트베리 대공 알렉산드르는 주민들과 합세하여 셰브칼을 포함한 몽골인을 모두 죽였다. 이 사건으로 인해 우즈베크는 러시아의 주요 국가로서 모스크바를 선호하기 시작했으며 대공직 역시 이듬해에 유리의 동생 이반에게 넘겨주었다.  이반 1세와 우즈베크 칸 사이에 우호적인 관계가 성립됨으로써 모스크바 지역은 번영하기 시작했고, 지역의 인구는 빠르게 증가했다. 그 무렵에 러시아 정교회가 본영을 모스크바로 옮김으로써 이반 1세는 '전러시아의 대공'이라는 칭호를 추가로 획득하였는데, 이는 훗날 러시아 통일 운동의 시작을 의미하는 기념비적인 첫 출발이었다.

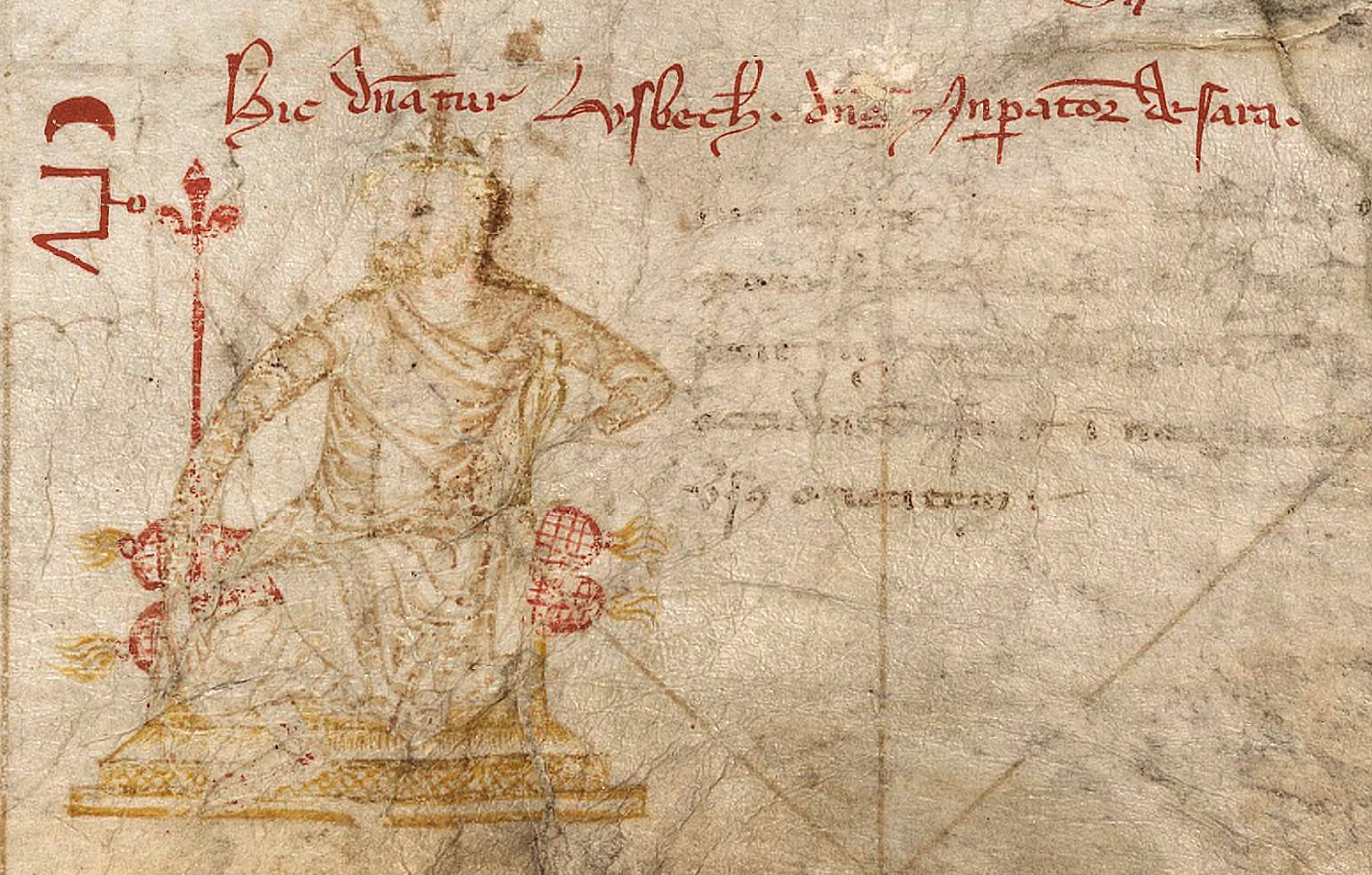
1339년에 작성된 둘서트 지도에 등장한 우즈베크 칸. 그림 위에는 그의 라틴어 칭호인
"Hic dominatur Usbech, dominus imperator de Sara 히크 도미나투르 우스베흐, 도미누스 임페라토르 데 사라
(이곳의 지배자 우즈베크, 사라이의 황제)"
가 쓰여져 있다. 깃발 역시 그림 옆에 있다.

1314년 우즈베크 칸은 아마도 멩구 티무르 칸 시대에 발표된, 프란치스코회가 개종을 허용하는 법령을 새롭게 갱신했다. 우즈베크는 또한 즉위 이후에 기독교 공동체가 크림반도에 정착하는 것을 허용했지만, 그들이 튀르크인들과 충돌한 1322년에 기독교 마을 중 하나인 수다크를 약탈했다. 그러자 교황 요한 22세는 우즈베크에게 이 지역에서 파괴된 로마 카톨릭 교회들을 재건해줄 것을 요청했고, 이 제안을 수락한 우즈베크는 1339년 제노바인들과 새로운 무역 조약을 체결하고 카파의 성벽을 보수하는 것으로 응답했다. 1332년 그는 베네치아인들이 돈강 인근의 타나이에 식민지를 건설하도록 허락했다. 1333년, 이븐 바투타가 이 지역을 방문했을 때 그는 대부분의 인구가 튀르크인이라고 기록했다.

#### 자니베크 칸 (1342~1357)

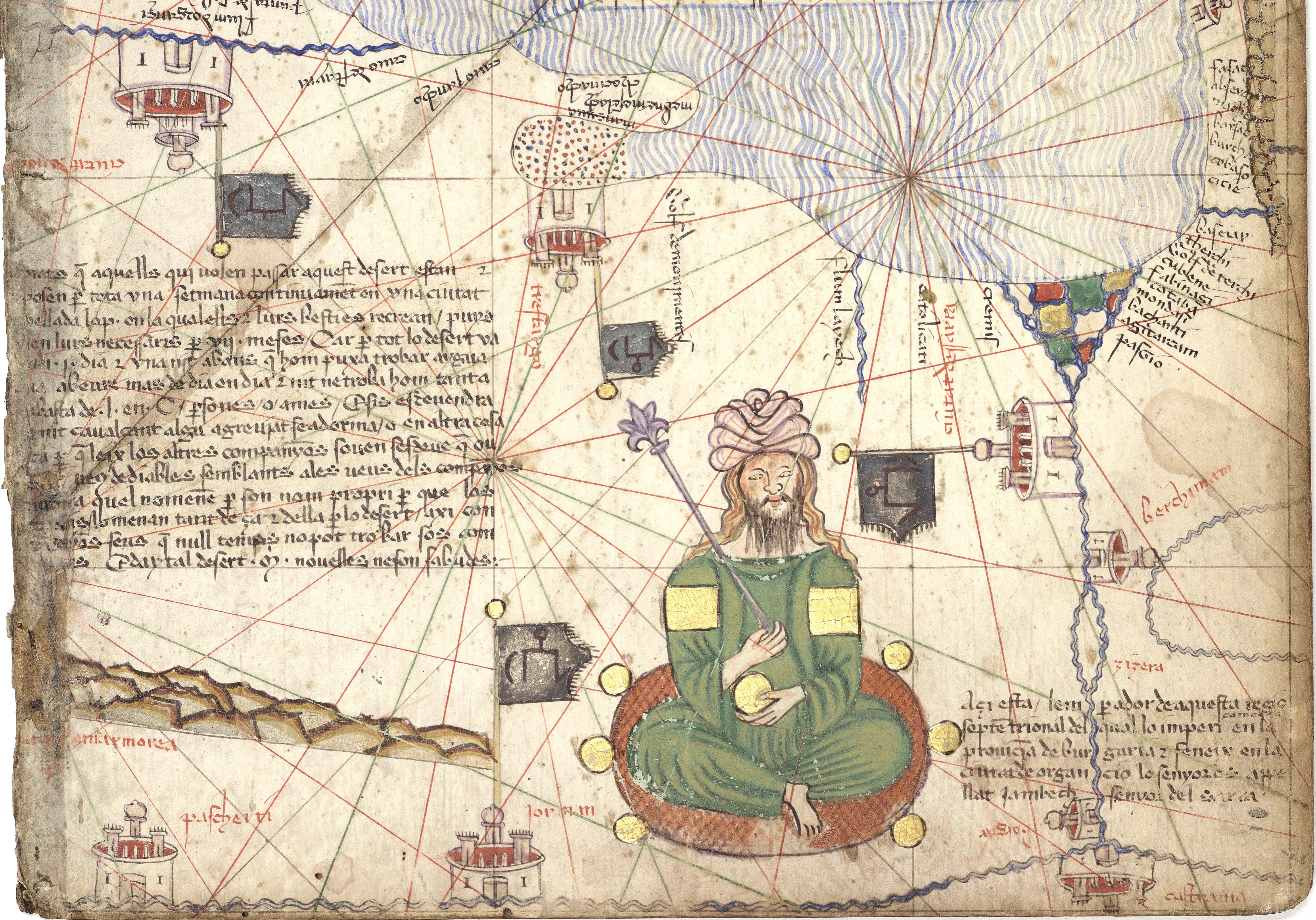
1375년에 제작된 카탈란 아틀라스에 등장한 자니베크 칸과 킵차크 칸국의 깃발.
그 왼쪽의 라틴어 설명에는 "이곳, 불가리아에서 시작하여 오르가시오에서 끝나는 북부 지역의 황제가 있다. 군주의 이름은 자니베크, 사라의 왕이다."라고 쓰여져 있다.

우즈베크의 장남 티니베크는 1341년부터 1342년까지 잠시 통치하다가 동생 자니베크에게 칸위를 넘겨주었다.
1344년, 자니베크는 제노바인들로부터 카파를 빼앗으려 했지만 공격은 실패로 돌아갔다. 1347년에는 베네치아와 상업 조약을 체결하기도 했다. 특히 그의 시기에 맘루크 술탄국과의 동맹 강화로 노예 무역이 번성했다. 부의 증가와 더불어 상품에 대한 수요가 폭증하면서 인구가 크게 증가하였으며 이는 사라이에서 더욱 그랬다. 이 지역에 수많은 주택들이 건설되기 시작했고 사라이는 거대 이슬람 제국의 중심지로 급속히 변모하였다.
그러나 자니베크 치세의 중반부터 시작된 1340년대의 중세 흑사병은 킵차크 칸국의 경제적 몰락에 기여한 주요 요인이 되었다. 1345년에 크림반도를 강타한 이 역병은 이후 호라즘(1345)과 사라이(1346)를 휩쓸었으며 약 85,000명이 넘는 사람들을 죽였다. 전염병으로 인구가 감소하고 무역로에 발길이 끊기자 자연스럽게 칸국의 경제력은 쇠퇴하기 시작했다.
자니베크는 부친의 발칸에 대한 야망을 포기하고 그 대신 서쪽에서 팽창하는 리투아니아와 폴란드에 맞서 모스크바 대공국을 지원했다. 그는 이들을 상대로 한 몽골-루스의 합동 군사 원정을 일으켰다. 그러나 1349년에 폴란드-헝가리 군대는 갈리치아를 점령하고 갈리치아-볼히니아를 그들의 영향권으로 편입하였다. 이로써 루스 공국들 가운데 갈리치아-볼히니아가 처음으로 킵차크 칸국의 봉신 관계에서 이탈했다. 1352년에 자니베크는 이를 보복하기 위해 루스 동맹국들과 함께 쳐들어가 폴란트 영토 대부분과 루블린을 약탈했고, 1357년 폴란드 왕 카지미에시 3세는 몽골의 침공을 막고자 킵차크 칸국에게 항복하고 매년 공물을 바치기로 합의했다. 그러자 자니베크는 7명의 몽골 왕자들을 보내어 이를 감독하도록 했다.
한편 자니베크는 동쪽에서는 중앙아시아의 차가타이 칸국을 잠시 속국으로 만들고, 캅카스를 넘어 타브리즈를 점령함으로써 1356년에 추판 왕국의 지배를 종식시켰다. 잘라이르 왕조의 항복을 받아들인 자니베크는 '몽골 제국의 3개 울루스가 자신의 지배 하에 있다'라며 자랑하기도 했다. 그러나 타브리즈에서 귀환하는 길에 자니베크는 그의 아들 베르디베크에게 암살당했으며 그 사이에 킵차크 칸국은 1357년 타브리즈를 잘라이르 군주 우웨이스 1세에게 상실하고 말았다. 그는 확실히 훌륭한 통치자였으며, 자니베크와 우즈베크 칸의 치세는 정치적 안정과 경제적 번영이 이룩된, 여러모로 킵차크 칸국이 전성기를 구가한 마지막 시기였다. 그러나 그의 죽음은 킵차크 칸국의 정치적인 혼란의 사반세기(四半世紀)를 가져오는 계기가 되었다.

### 쇠퇴

#### 대혼란 (1359~1381)

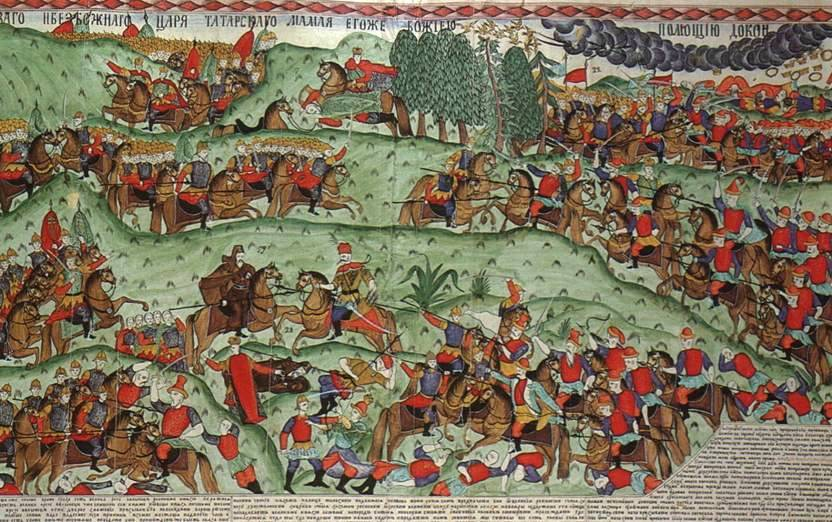
1380년의 쿨리코보 전투를 묘사한 삽화.

부친을 죽이고 칸으로 즉위한 베르디베크 역시 오래가지 못했다. 그는 1359년에 형제 쿨파가 반란을 일으키면서 암살당했다. 그러나 쿨파의 두 아들이 기독교인이었기 때문에 킵차크 칸국의 무슬림 신민들은 그에게 지지를 보내지 않았다. 결국 1년 뒤인 1360년에 쿨파의 또 다른 형제 나우루즈베크가 쿠데타를 일으켜 그와 그의 아들들을 모조리 참살했다. 나우루즈베크는 1361년에 샤이반의 후손인 키드르에게 찬탈당했고 키드르는 다시 그의 형제 티무르 크와자에 의해 살해당했다. 티무르 크와자는 우즈베크 칸의 후손들이 권력을 되찾기 전까지 단 5주간만 킵차크 칸국을 통치했다. 티무르 크와자가 피살된 직후인 1362년의 킵차크 칸국은 사라이의 케르디 베그, 볼가강 불가리아의 불랏 테미르, 그리고 크리미아의 압둘라 사이에서 분열되었다.
한편 날로 팽창해가던 리투아니아 대공국은 1363년 블루 워터스 전투에서 승리한 이후, 킵차크 칸국의 서부를 공격하여 키이우와 포돌리아를 정복했다. 이 무렵에 권신 마마이가 발호하여 압둘라를 지원했지만, 무라드와 아지즈라는 두 명의 칸이 통치하는 사라이를 점령하는 데에는 실패했다. 압둘라가 1370년에 사망하자 마마이는 무함마드 볼라크를 꼭두각시 칸으로 즉위시켰다. 계승분쟁과 동시에, 마마이는 또한 니즈니노브고로드에서 일어난 루스 반란에 대처해야 했다. 모스크바 군대는 불랏 테미르의 아들인 아랍 샤의 불가리아 영토에 침입하여 피아나 강둑에서 킵차크 군대를 패배시켰다. 드미트리 돈스코이가 이끄는 모스크바 군대의 승리 소식에 위협을 느낀 마마이는, 1378년 군대를 보냈지만 보자 강 전투에서 재차 패배하자 이를 만회하기 위해 제노바인, 체르케스인, 알란인 용병들을 모집하여 군대를 꾸려 출정했다. 그러나 이어진 쿨리코보 전투에서 킵차크 칸국의 몽골 군대는 또다시 대패하고 말았다.

토크타미시 칸 시대의 킵차크 칸국 영토.

1360~70년대에는 백장 칸국의 칸이었던 우루스가 내전에서 두각을 나타냈는데, 이때 그의 손자이자 사촌이었던 토크타미시는 자신이 칸이 되고자 당시 남쪽에서 맹위를 떨치고 있던 티무르에게 도움을 요청했다. 티무르의 지원을 받은 토크타미시는 우루스를 공격하여 아들 쿠틀루그부카를 죽이고 우루스 휘하의 장군 에디구가 이탈하도록 만들었다. 1376년에 티무르는 직접 우루스를 공격하여 그를 죽였다. 1378년, 토크타미시는 사라이를 함락시켰다.
1380년대에 이르러 백장 칸국의 샤이반족과 카샨족은 킵차크 칸의 영향력에서 벗어나려 시도하기 시작했다.

#### 토크타미시 칸 (1381~1395)

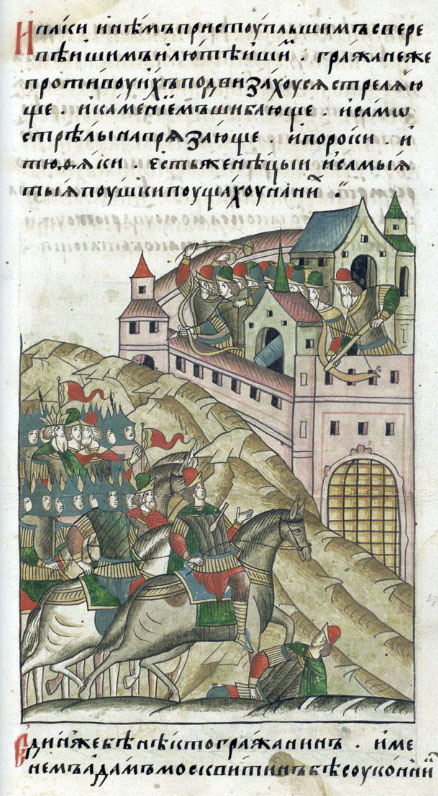
토크타미시가 모스크바를 포위하는 모습을 묘사한 삽화.

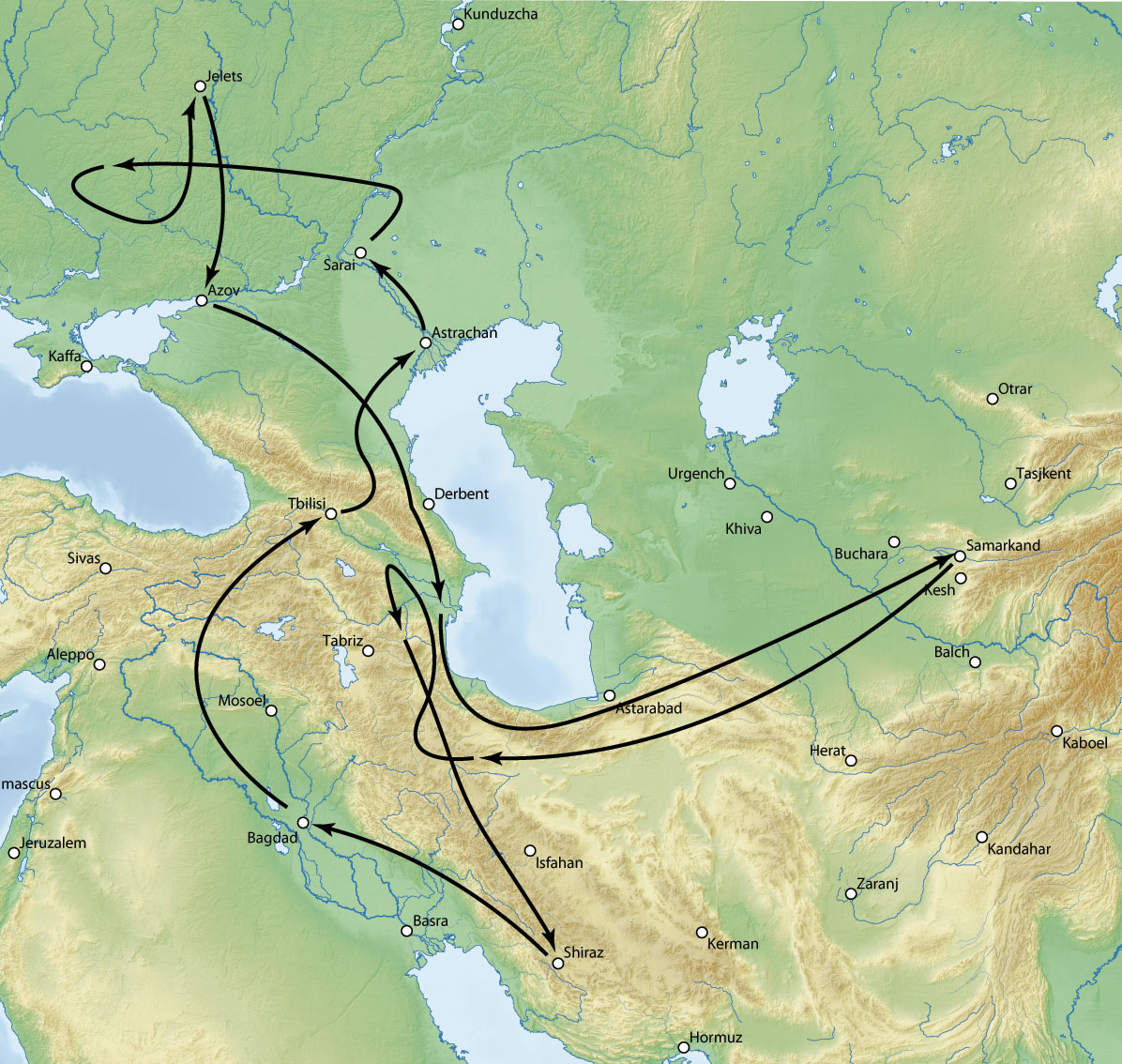
티무르의 킵차크 칸국 원정로. 이때 주요 도시들과 무역 거점들이 모조리 파괴됨으로써 킵차크 칸국은 재기불능의 상태로 전락했다.

토크타미시는 얼마 전에 모스크바를 상대로 패배하여 권력이 약해져 있던 마마이를 공격해 1381년에 무찌르고, 이로써 일시적이지만 킵차크 칸국을 재통일함으로써 자신의 국가를 이 지역에서의 패권국으로 재정립하는 데에 성공했다. 토크타미시는 우선 쿨리코보 전투로 독립한 루스 공국들을 다시 킵차크 칸국의 영향권 아래 넣기 위해 전쟁을 개시했다. 1382년의 모스크바 공방전에서 토크타미시는 거짓 휴전을 통해 드미트리 돈스코이의 모스크바를 점령하고 3일 동안 그곳을 불태워 황폐화시켰다. 그러자 다음해에 대부분의 루스 공작들은 그에게 다시 복속을 청했다. 토크타미시는 또한 다음해에 폴타바에서 리투아니아 대공국의 군대를 격파했고, 이에 리투아니아 대공이자 폴란드 왕인 브와디스와프 2세 야기에우워는 킵차크 칸의 우월성을 인정하고 루스 공국들을 공격한 대가로 공물을 바치는 데 합의했다.
확실히 토크타미시의 업적은 대단했다. 그는 쓰러져 가는 킵차크 칸국을 다시 중흥시켰으며, 쿨리코보 전투에서의 승리로 독립을 엿보던 루스 공국들을 전쟁을 통해 재복속시켰다. 그러나 문제는, 당시 그의 동맹이었던 티무르 역시 페르시아 동부를 정복하면서 몽골 제국의 재건을 꿈꾸고 있었다는 것이다. 두 군주 모두 남다른 야망을 가지고 있었기 때문에 서로 간의 갈등은 아마도 필연적이었을지도 모른다.
이러한 둘의 위태로운 관계는 마침내 1386년에 티무르가 킵차크 칸국의 영토였던 아제르바이잔의 타브리즈에 쳐들어오면서 표면으로 떠오르게 되었다. 이에 분노한 토크타미시는 이듬해 티무르의 본진이었던 트란스옥시아나를 침공하여 부하라까지 진군했지만 갑자기 내린 폭설로 인해 되돌아가야만 했다. 위기를 넘긴 티무르는 호라즘을 침공하여 보복했으며 그 중심지 우르겐치를 완전히 파괴했다. 토크타미시는 1389년에 루스, 불가리아, 체르케스, 알란인 등으로 구성된 대군을 집결시켜 시르다리야 강에서 티무르를 공격했지만 결정적인 승부가 나지 않았고, 오히려 1391년에 티무르가 20만 명의 군대로 콘두르차 강의 회전에서 토크타미시를 물리쳤다. 이때 티무르의 동맹군인 테무르 쿠틀루그와 에디구는 킵차크 칸국의 동부 영토 절반을 장악했다. 토크타미시는 다시 재기하여 1394년에 시르반을 초토화시켰으나 이듬해에 티무르는 테렉 강의 전투에서 킵차크 칸국의 군대를 궤멸시켰다. 전투에서 승리한 티무르는 계속 북상하여 아스트라한, 사라이, 아조프, 마자르, 타나, 우케크 등의 주요 도시들을 모조리 파괴하고 크림반도의 무역 도시들을 약탈했으며 여러 숙련된 장인들을 그의 본거지 사마르칸트로 끌고갔다. 티무르의 군대는 러시아 북부의 라쟌까지 도달했다가 1396년에 회군하였다.

#### 에디구 (1395~1419)
테무르 쿠틀루그는 티무르에 의해 사라이에서 칸으로 임명되었고, 에디구는 그와 함께 공동 통치자 자리에 올랐다. 한편 토크타미시는 킵차크 칸국의 경쟁국이었던 리투아니아 대공국으로 도망쳐 그 군주 비타우타스에게 킵차크 칸국을 공격할 것을 종용했다. 1399년 비타우타스와 토크타미시는 보르스클라 강 전투에서 테무르 쿠틀루그와 에디구를 공격했지만 결정적으로 패배했다. 이때 킵차크 칸국은 일시적으로 키예프, 포돌리아, 부크강 하류의 일부 영토를 점령할 수 있었다. 토크타미시는 오늘날 러시아의 튜멘으로 도주하여 재기를 노렸지만 1406년에 암살당하고 말았다. 그의 아들인 잘랄웃딘은 리투아니아로 망명하여 그룬발트 전투에 참여하기도 했다.
테무르 쿠틀루그는 1400년에 사망했고 그의 사촌 샤디 베크가 에디구의 승인을 받아 칸으로 선출되었다. 에디구는 상술했듯이 리투아니아의 침공을 물리쳤으며, 1400~1408년에 걸쳐 조공을 바치는 것을 거부하던 모스크바와 같은 루스 공국들까지 약탈한 뒤 재복속시킴으로써 킵차크 칸국의 위신을 다시 세우려 했다. 또한 1405년 티무르의 죽음을 이용하여 호라즘 지역을 잠시 장악하기도 했다. 그는 킹메이커 지위를 누리면서도 예전의 마마이와 같이 권신에만 머무르면서 정치적 혼란 속에서 나름대로 중심을 지키려 노력했다. 샤디 베그는 에디구에게 반란을 일으켰으나 실패하고 1410년에 풀라드로 대체되었으며, 그 다음에는 테무르 쿠틀루그의 아들인 테무르 칸으로 바뀌었다. 테무르 칸은 에디구를 배신하고 1411년 그를 호라즘으로 도망치게 만들었다. 그러나 그 역시 이듬해에 리투아니아에서 돌아온 토크타미시의 아들 잘랄 웃딘에게 쫓겨났다. 1414년에 티무르 제국의 통치자 샤 루흐가 호라즘을 정복하자 에디구는 크림반도 근처로 도망쳐 키예프를 점령했으며, 권력을 되찾기 위해 리투아니아와 동맹을 맺으려 시도했다. 하지만 1419년에 에디구는 토크타미시의 아들 중 한명과 전투를 벌이는 도중에 전사하고 말았다.

### 분열 및 계승국가의 시대

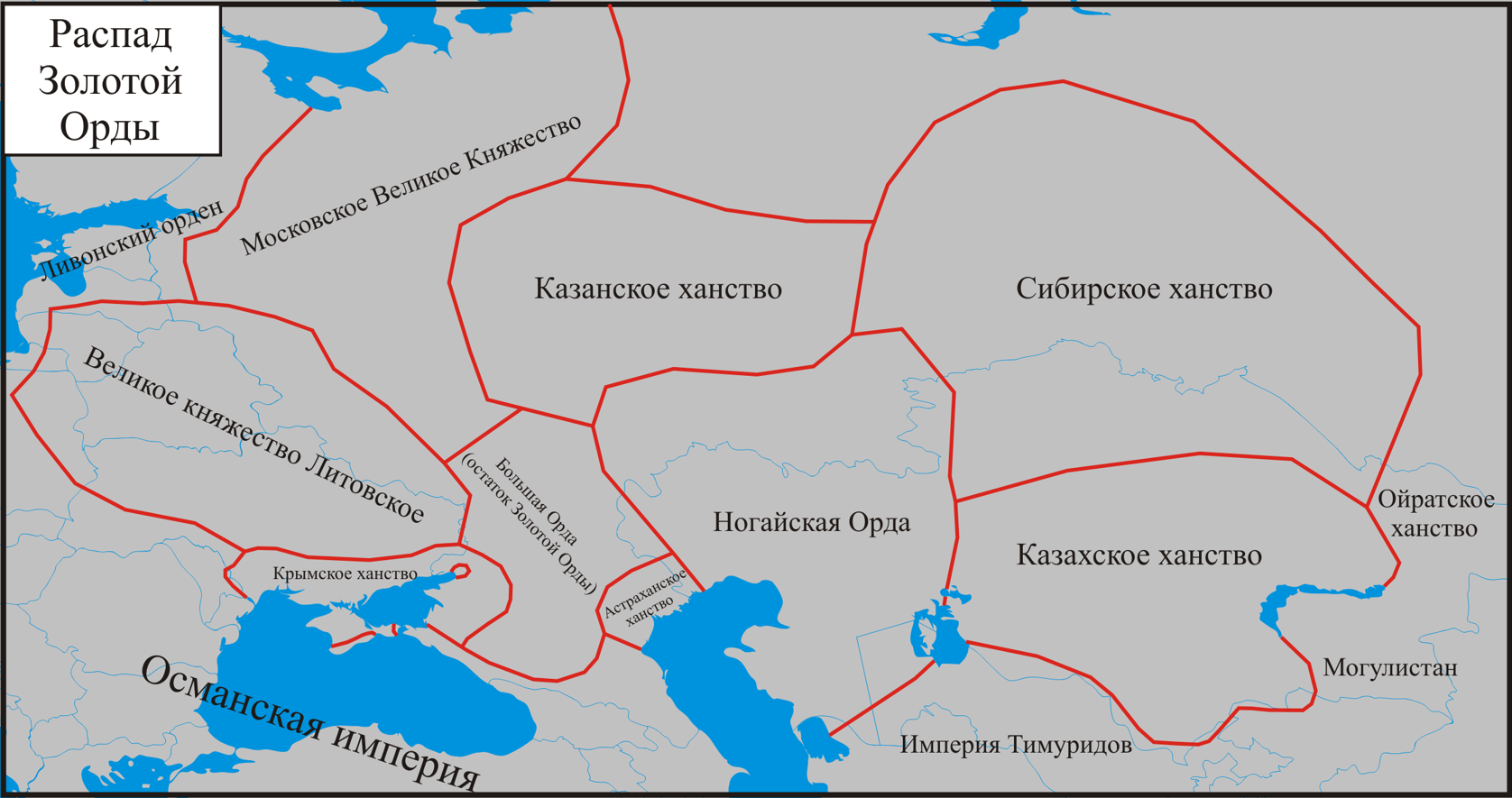
킵차크 칸국의 분열을 보여주는 지도. (왼쪽부터 차례대로)
Крымское ханство: 크림 칸국
(ocтaтoк 3олотой Орды) Большая Орда: 이흐 칸국
Казанское ханство: 카잔 칸국
Астраханское ханство: 아스트라한 칸국
Ногайская Орда: 노가이 칸국
Сибирское ханство: 시비르 칸국
Казахское ханство: 카자흐 칸국

#### 시비르 칸국 (1405)

시비르 칸국의 영토

1405년, 침기투라에서 타이부가가 시비르 칸국을 건국했다. 1428년에 그가 사망한 이후 시비르 칸국은 우즈베크 통치자인 아불 하이르 칸에게 종속되었다. 1468년에 아불 하이르마저 사망하자, 칸국은 침기투라의 우즈베크계 이박 칸과 시비르 요새의 타이부그드 무함마드 사이에 두 국가로 분열되었다.

#### 우즈베크 칸국 (1428)

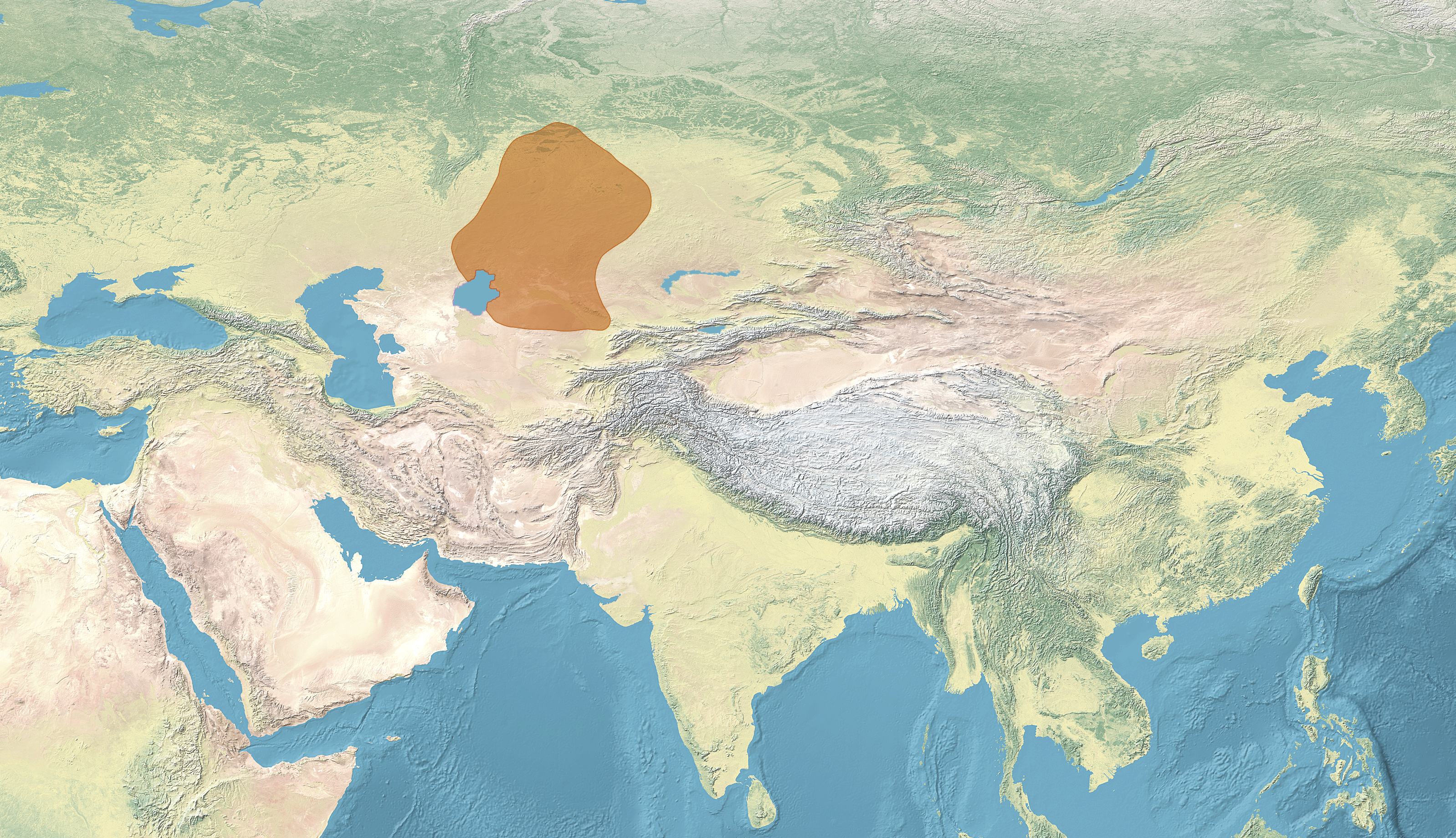
우즈베크 칸국의 영토

1419년 이후 킵차크 칸국은 완전히 와해되었으며 사실상 껍데기만 남아있는 상태였다. 울루그 무함마드는 표면상으로는 킵차크 칸국의 칸이었지만 그의 통치력은 볼가강 하류에만 국한되었으며 나머지 영토에는 여러 왕족들과 토후들이 할거하고 있었다. 또한 동유럽에서 킵차크 칸국의 영향력은 리투아니아 대공국에 의해 대체되었으며 설상가상으로 내부의 정치 상황 또한 매우 안정되지 못했다. 1422년, 우루스의 손자였던 바라크는 서부 지역의 칸이자 토크타미시의 후손이었던 울루그와 케페크, 다울라트 베르디를 공격했다. 울루그 무함마드는 리투아니아로 도망쳤고, 케페크는 오도예프와 랴잔을 습격하려 했으나 실패했으며, 다울라트는 크림반도를 점령했다. 바라크의 후계자 아불 하이르는 카자흐 스텝 영토와 시르다리야강 북방을 아울러 우즈베크 칸국을 건국했다.

#### 노가이 칸국 (1440년대)

노가이 칸국의 대략적인 영역

1440년대에, 에디구의 후손이었던 무사 빈 와카스가 사라이주크에서 노가이 칸국을 세웠다.

#### 카잔 칸국 (1445)

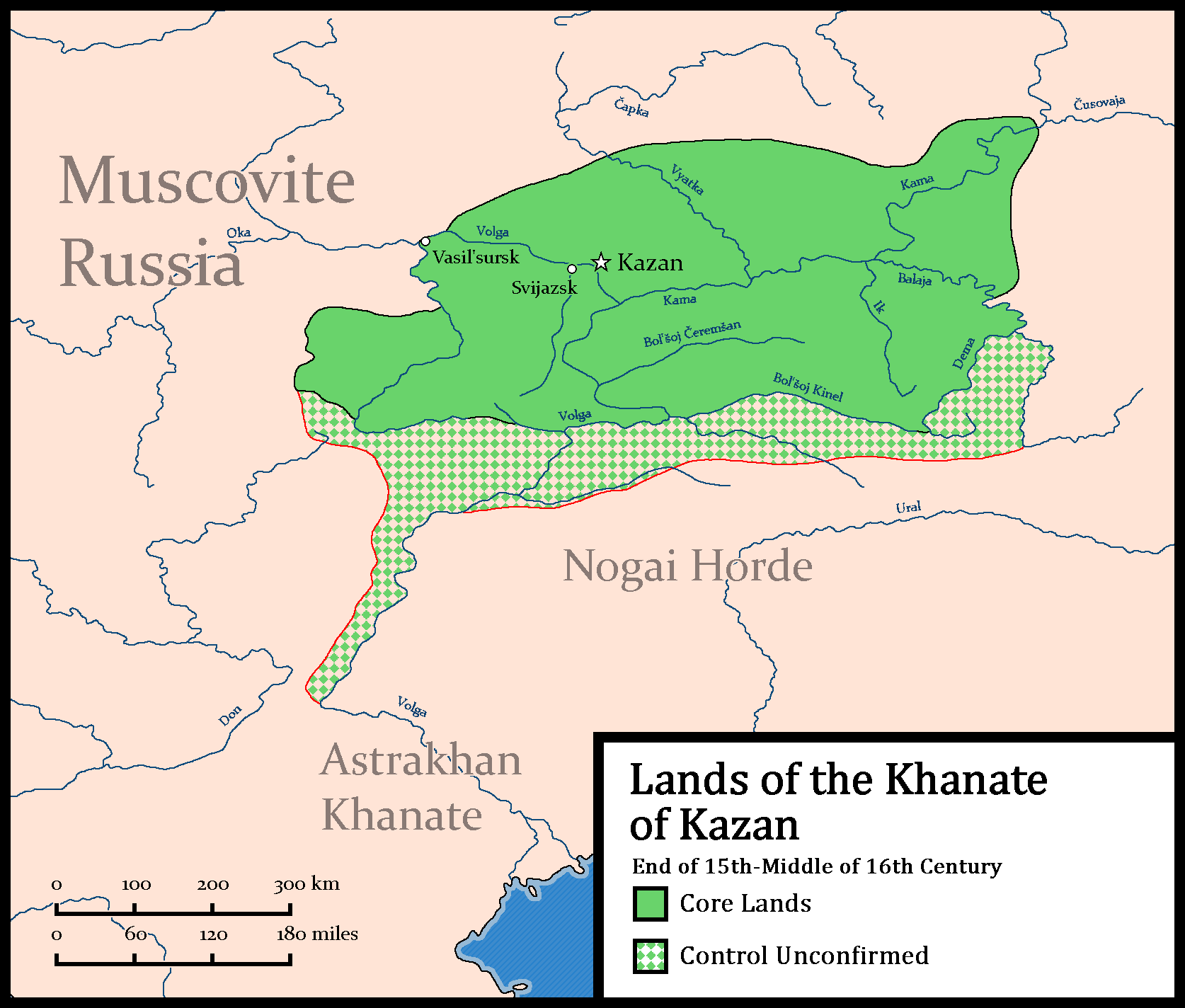
카잔 칸국의 영역

리투아니아로 도망쳤던 울루그 무함마드는 다시 킵차크 칸국으로 돌아와 크림반도에 있던 다울라트 베르디를 축출했다. 1426년, 울루그 무함마드는 프스코프와 전쟁을 벌이던 리투아니아 대공 비타우타스에게 군대를 지원해주는 등 그들과 우호적인 관계를 이어갔다. 킵차크 칸국이 날로 쇠퇴해감에도 불구하고, 즈베니고로드의 유리와 그 아들 바실리 코소이는 1432년에 울루그 무함마드의 궁정을 방문하여 대공 직위를 하사해줄 것을 요청했다. 1년 뒤, 울루그 무함마드는 토크타미시의 아들인 사이드 아흐마드 1세에게 왕위를 찬탈당했고 오카강 상류의 벨료프로 피신했다. 그러자 모스크바의 바실리 2세는 그를 몰아내려 했으나 벨료프 전투에서 패배했다. 울루그 무함마드는 여세를 몰아 1444년에 고로데츠, 1445년에는 무롬을 점령했으며 그해 7월에는 심지어 수즈달 전투에서 바실리 2세를 사로잡기까지 했다. 하지만 그의 승리에도 불구하고 당시 상황은 녹록치 않았는데, 킵차크 칸국은 사실상 존재하지 않는 상태였고 울루그 무함마드 자신은 겨우 1만 명의 군대를 가지고 있었기 때문에 모스크바를 상대로 우위를 점하는 것이 불투명해 보였다. 결국 울루그 무함마드는 바실리 2세를 25,000루블의 몸값을 받고 풀어주었는데 이후 그는 아들인 카잔의 막스무드에게 살해당했다. 막스무드는 볼가 중부 지역을 거점으로 1445년에 카잔 칸국을 세웠다.

#### 크림 칸국 (1449)

크림 칸국의 영토

1449년, 하즈 1세 기라이는 사이드 아흐마드 1세로부터 크리미아를 점령하고 그곳에 크림 칸국을 세웠다. 크림 칸국의 통치자들은 스스로를 "위대한 오르다, 위대한 국가, 크림 왕국의 왕좌의 칸"이라고 칭했으며 킵차크 칸국 및 쿠마니아의 후계자라고 여겼다.

#### 카심 칸국 (1452)

카심 칸국의 영토

울루그 무함마드의 아들 중 한명인 카심 칸은 모스크바로 도망쳐 바실리 2세에게 복속했고 그 보답으로 영지를 받았는데, 훗날 카심은 그 지역에서 카심 칸국을 세웠다.

#### 카자흐 칸국 (1458)

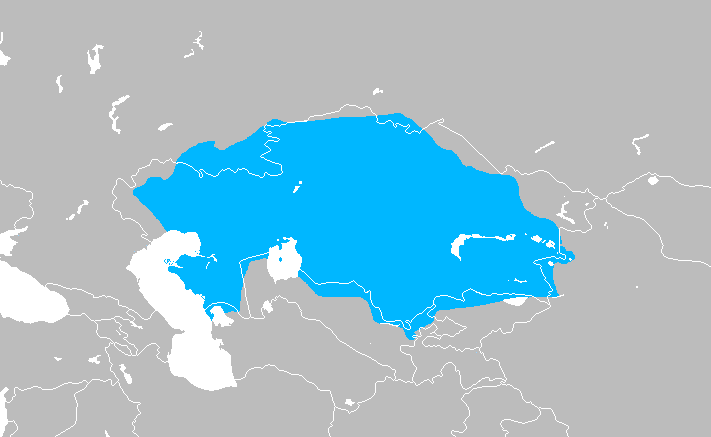
카자흐 칸국의 대략적인 영역

아불 하이르 칸이 1456~1457년에 오이라트의 침공에 맞서 싸우다가 패배하면서 권위에 치명상을 입자, 그렇지 않아도 그의 강력한 지배에 불만을 품고 있던 주치의 후손들 가운데 케레이와 자니베크가 휘하의 유목민들 20만 명을 이끌고 그에게서 이탈했다. 그들은 추 강을 따라 동쪽으로 가서 모굴리스탄의 에센 부카 2세에게서 톈산 북방의 목초지를 구했다. 이들은 우즈베크 울루스에서 '떨어져 나온 사람', 또는 '얽매이지 않는 자들'이라는 의미에서 '카자흐Qazaq/kazakh'라고 불렸으며, 자연스럽게 그들이 세운 국가 역시 카자흐 칸국이라 불리게 되었다. 카자흐 칸국은 자니베크의 아들인 카심 칸의 치세(1511~1518)에 시르다리야 북방의 초원을 장악하고 그 이남 지역을 위협할 정도로 강력해졌다.

#### 이흐 칸국 (1459~1502)

이흐 칸국의 대략적인 영역

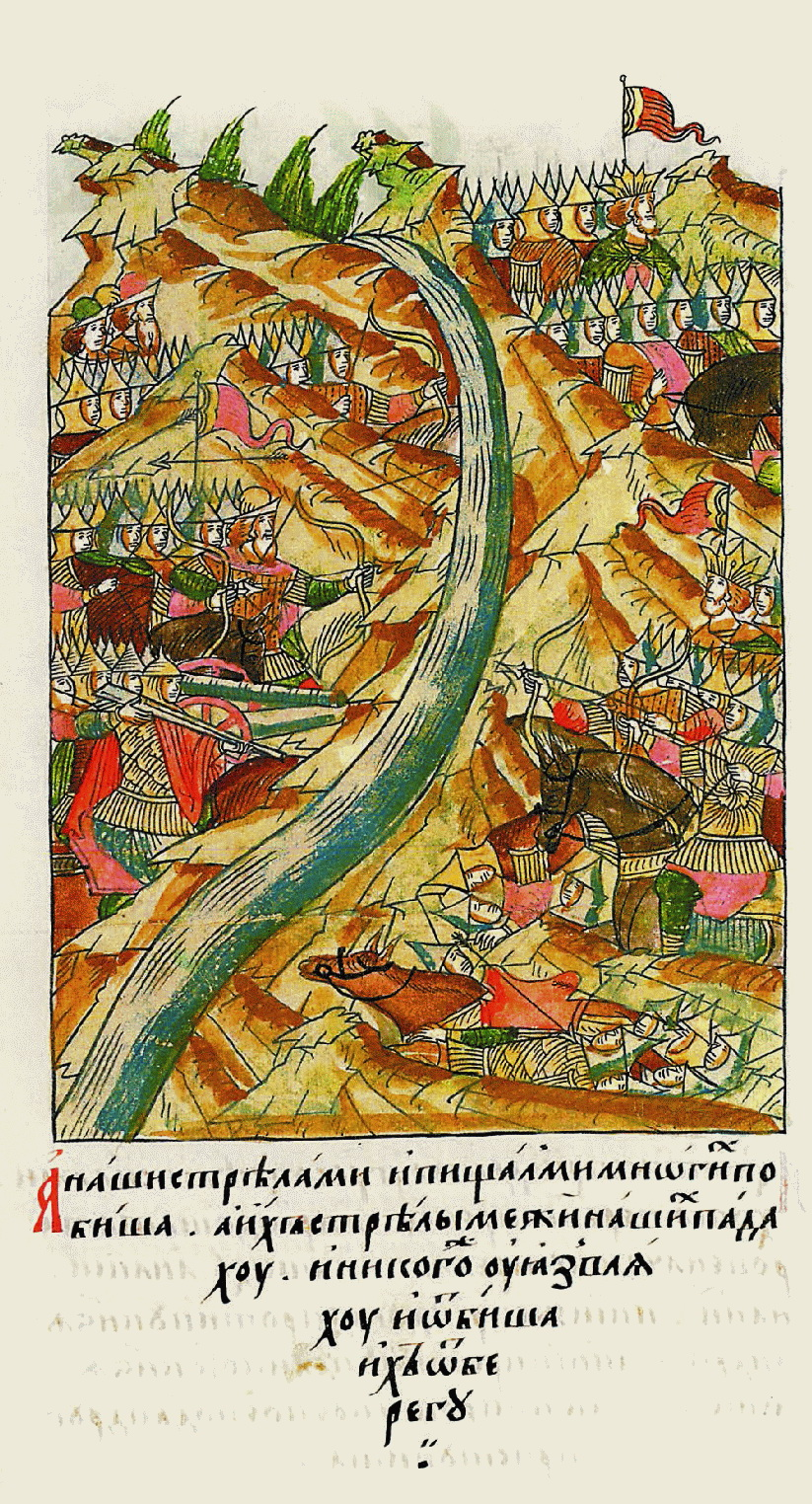
이반 4세의 연대기 중 등장한, 1480년 우그라 강 대치를 묘사한 삽화.

1435년, 퀴취크 무함마드가 사이드 아흐마드를 축출하고 칸으로 즉위했다. 그는 즉위하자마자 랴잔을 공격했으나 바실리 2세에게 대패했다. 한편 사이드 아흐마드는 갑작스럽게 모스크바 대공국을 습격했으며 1449년에는 친히 모스크바로 쳐들어가기도 했다. 1450년, 퀴취크 무함마드는 재차 랴잔을 공격했으나 카심-모스크바 연합군에 의해 퇴각했다. 1451년에 사이드 아흐마드는 모스크바를 다시 공격했으나 실패했다.
퀴취크 무함마드는 1459년 아들 마흐무드 빈 퀴취크에게 계승되었고, 이때부터 킵차크 칸국은 이흐 칸국 또는 '대호드(Great Horde)'라 알려지게 되었다. 마흐무드는 1465년 그의 형제 아흐메드 칸 빈 퀴취크에 의해 계승되었다. 1469년 아흐메드는 우즈베크 통치자 아불 하이르 칸을 공격해 죽였으며 이듬해 여름에는 몰다비아, 폴란드, 리투아니아에 대한 군사 원정을 계획했으나 그해 8월에 스테판 대왕이 이끄는 몰다비아 군대에게 립닉 전투에서 대패했다. 1476년, 아흐메드는 루스 공국들을 하나씩 통합하고 크림 칸국과 제휴하여 더이상 킵차크 칸국의 종주권을 인정하지 않겠다고 선언한 모스크바 대공 이반 3세를 응징하기 위해 군사 원정을 이끌었다. 1480년, 아흐메드는 군사를 이끌고 모스크바로 쳐들어갔으나 우그라 강에서 모스크바 군대와 대치만 하다가 철수했다. 현대 역사가들은 우그라 강에서의 대치가 약 2세기에 달하는 타타르의 멍에를 공식적으로 종식시킨 상징적인 사건이라고 본다. 1481년 1월 6일, 아흐메드는 시비르 칸국의 이박 칸과 노가이인들에게 도네츠강 하구에서 살해당했다.
아흐메드의 아들들은 이흐 칸국을 유지할 수 없었다. 그들은 1487~1491년 사이에 당시 우크라이나 대부분을 점령하고 있던 폴란드 왕국 및 리투아니아 대공국을 상대로 원정을 감행했고, 폴란드 동부의 루블린까지 도달했으나 자슬라웨에서 결정적으로 패배했다.
1502년, 오스만 제국의 속국이 된 크림 칸국이 이흐 칸국의 수도 사라이를 습격하여 약탈을 일삼았다. 이로써 이흐 칸국은 멸망했고, 마지막 칸이었던 셰이흐 아흐메드는 리투아니아로 피신하였으나 1504년에 카우나스의 감옥에서 사망했다. 그러나 다른 사료에 따르면, 그는 1527년에 리투아니아의 감옥에서 풀려났다고도 한다.
킵차크 칸국이 멸망했음에도 그 존재에 대한 기록은 18세기 말까지 이어졌는데, 특히 1773년의 러시아 사가인 니콜라이 노비코프의 작품에서 언급되기도 했다.

#### 아스트라한 칸국 (1466)

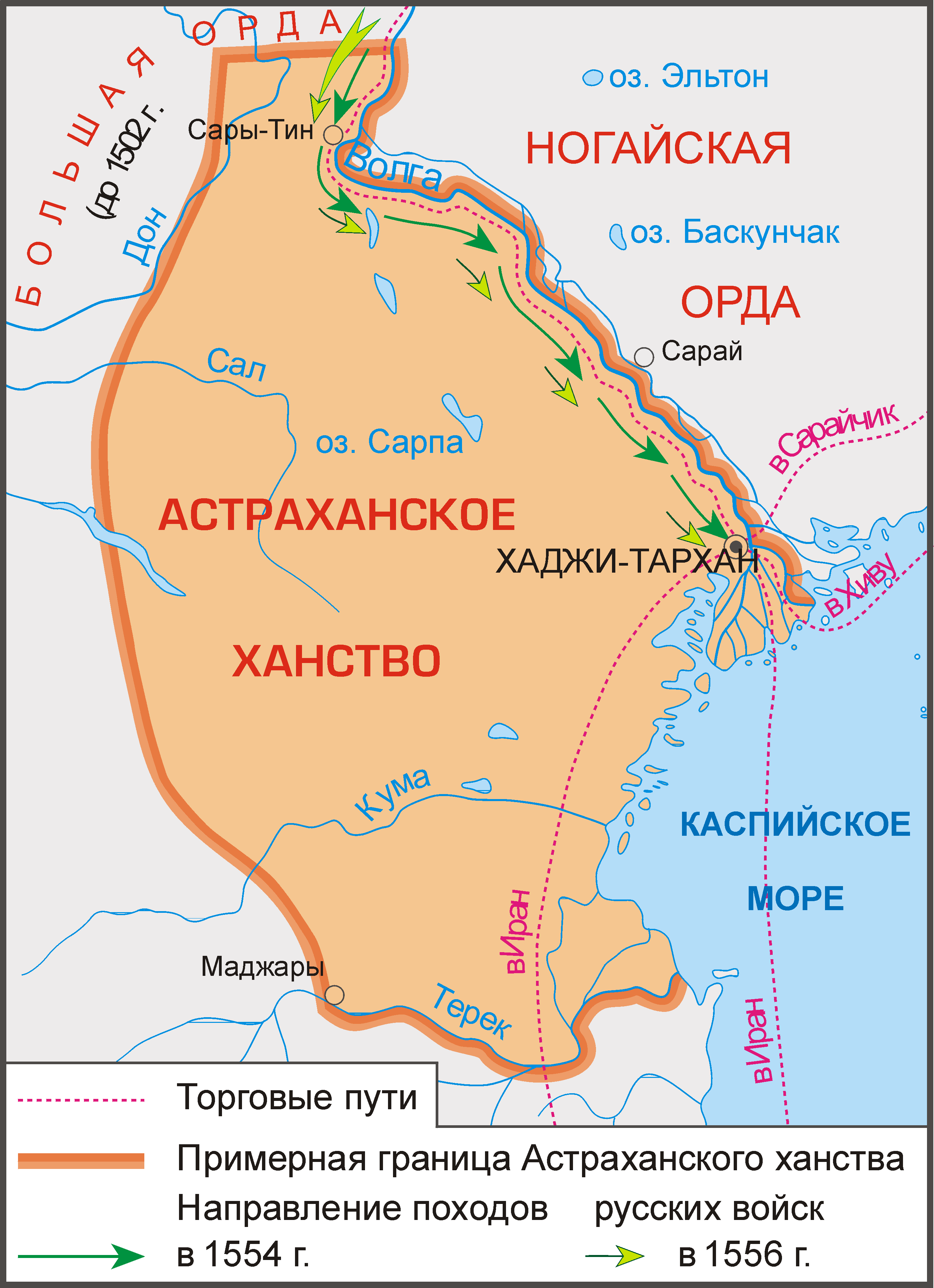
아스트라한 칸국의 영토

1466년 이후, 마흐무드 빈 퀴취크의 후손들은 아스트라한에서 아스트라한 칸국을 세워 그 일대를 계속 통치했다.

### 종말

#### 팽창하는 러시아

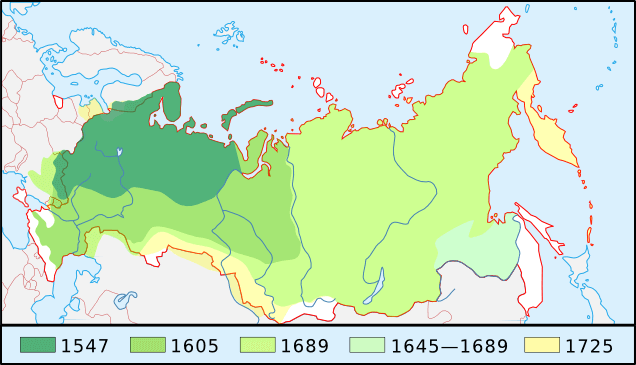
러시아의 팽창

20세기 초 러시아 제국의 최대 영토

모스크바 대공국은 1453년 동로마 제국이 멸망한 이후부터 스스로를 차르라고 칭하면서 러시아 차르국으로 거듭났고, 주변 지역에 대해 공세적이고 확장주의적인 정책을 펼치기 시작했다. 이들에 의해 1552년 카잔 칸국, 1556년 아스트라한 칸국, 1582년 시비르 칸국이 정복당했으나 이에 만족하지 않은 러시아인들은 우랄 산맥을 넘어 동방으로, 시베리아로 팽창해 나갔다. 이따금 크림 타타르인들이 16세기와 17세기 초에 러시아 남부, 우크라니아 등지를 습격하여 대혼란을 야기했지만, 그들은 결정적으로 러시아를 정복하거나 모스크바를 점령하지 못했다. 크림 칸국은 오스만 술탄들의 비호 아래 크림 반도와 캅카스 일부에서 계속 존속하다가, 오스만 제국이 쇠퇴하던 1783년에 예카테리나 2세에 의해 합병되었다. 그들은 킵차크 칸국의 후계 국가들 중에서 단연코 가장 장수한 국가 중 하나였다.
폴란드-리투아니아 연방과 스웨덴 제국을 모두 격파하고 동유럽의 강대국으로 거듭난 러시아 차르국은 자신감을 얻어 스스로를 러시아 제국으로 칭했다. 러시아 제국은 19세기 나폴레옹 보나파르트의 침략을 물리치고 1815년의 빈 회의 이후 약 40년 동안 유럽 최강의 군사 강국으로 군림했다. 비록 1853~1856년의 크림 전쟁에서 영국과 프랑스에게 크게 패배하기는 했지만, 동방에서 그들은 카자흐스탄을 정복하고(1816~1854), 캅카스에 대한 지배권을 확립했으며(1857~1864), 중앙아시아의 칸국들을 합병했다(1865~1876). 20세기 초에 러시아 제국의 국경선은 유럽에서는 독일 제국과 오스트리아-헝가리 제국, 캅카스에서는 카자르 제국, 아시아에서는 청나라 및 조선과 맞닿아있었으며 그 영토 면적은 23,700,000km2에 달했다.

## 영향
킵차크 칸국 영내에는 루스인, 아르메니아인, 조지아인, 체르케스인, 알란인, 크림 그리스인, 크림 고트인, 불가리아인, 블라흐인이 거주했다. 정복된 땅에서 킵차크 칸국의 목표는 병력을 징집하고 세금을 징수하는 것이었다. 대부분의 경우, 특히 루스 지역에서 킵차크 칸국은 그들이 정복한 사람들에 대해 직접적인 통제를 시도하지 않았으며 대개는 지역 유력자나 대리인을 내려보내 통치했다.

### 몽골-타타르의 지배

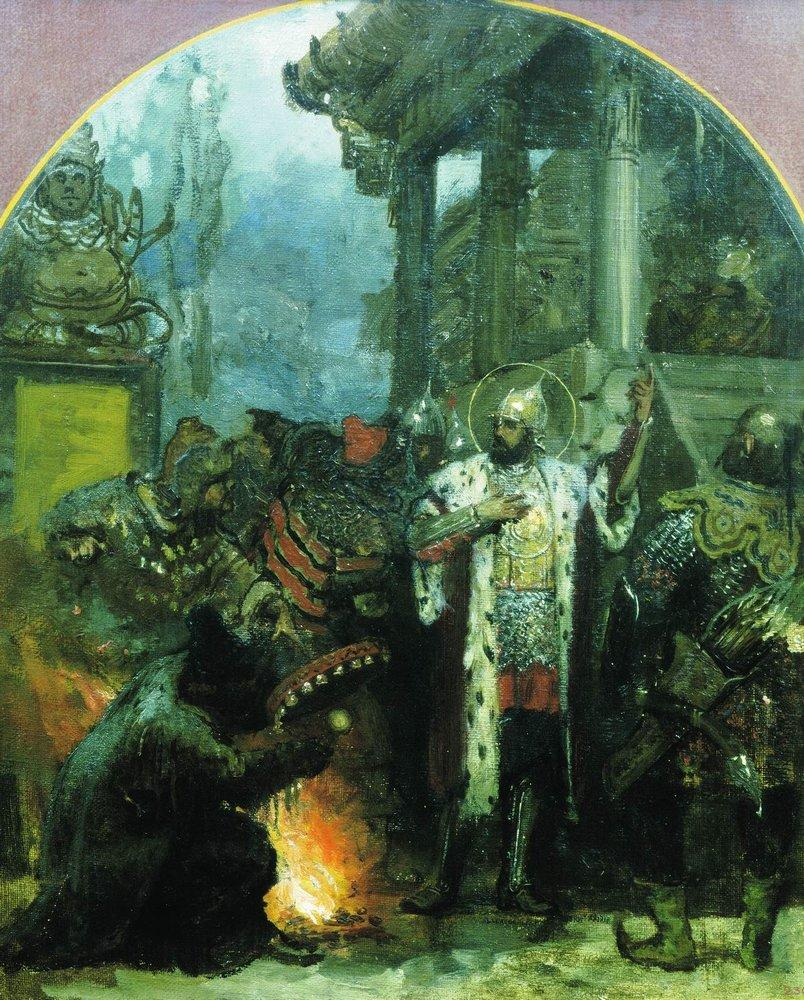
알렉산드르 넵스키와 몽골 샤먼이 등장하는 그림

3세기 동안, 몽골(또는 타타르)의 지배는 러시아인들에게 부인할 수 없는 사실이었다. 실제로 이전에는 '루스인'이라는 생각이 어느정도 있었으나 몽골 통치 시기에 '러시아 민족'이나 '러시아 국가'라는 개념은 거의 사라졌고, 따라서 결집력 있는 민족적-국가적 대응 역시 존재하지 않았다. 러시아인 귀족들은 몽골의 통치에 대해 더 일률적으로 맞설 수 있었지만 농민들은 그렇지 못했다. 이 시기에 몽골인과 루스인의 직접적인 접촉이 주로 노예제나 강제노동을 통해 이루어졌다는 주장에 대해서, 이를 뒷받침할 수 있는 증거는 그리 많지 않다. 러시아 연대기들은 일반적으로 몽골과의 군사적 만남에만 초점을 맞추는 경향이 있지만, 문학 작품을 비롯한 다른 기록들은 러시아 사회에서 몽골이 끼친 영향력을 보여준다. 작가들 사이에서는 의외로 몽골인들에 대한 친숙함이 컸는데, 이들은 자신들이 만난 몽골 왕자 및 관료들의 이름을 거의 모두 기록했다. 「갈리치아-볼히니아 연대기Галицько-Волинський літопис」에서는 1240년의 키예프 공방전에서 포로로 잡힌 정보원 토브룰의 말을 수록하고 있는데, 그는 몽골군의 이름을 하나하나 언급하고 있다. 다른 러시아 사료들은 동시대의 아랍~페르시아 연대기보다 킵차크 칸국의 칸, 특히 '대혼란' 시기에 난립했던 킵차크 칸들과 그들의 통치 및 업적들을 더 자세하게 기록하고 있으며, 심지어 고위 계층뿐만 아니라 하위 계층 몽골인들의 이름도 기록하고 있다. 흥미로운 점은, 이들은 킵차크 칸을 차르 또는 바실레우스라고 기록했다는 것이다. 이들 러시아 작가들이 당시 루스인들 사이에 만연해 있던 몽골에 대한 적대감에도 불구하고 이렇게 몽골인 개개인의 이름과 그들의 특징을 자세히 기록했다는 것은, 훗날 그들의 후손이 기록을 보고 자신들의 역사에 대해 잘 깨닫기를 바랬다는 것을 의미한다.

몽골 침공 직전 루스 공국들의 형세

몽골인들은 대체로 자신들이 정복한 동유럽 영토에 대해서 직접 통치를 실시하지는 않았지만, 페레야슬라우 공국, 키이우 공국, 포돌리아 공국은 예외였다. 몽골은 이들 공국의 토착 지배자를 아예 없애고 자신들의 직할령으로 편입시켰다. 한편 갈리치아-볼히니아, 스몰렌스크 공국, 체르니고프 공국, 노브고로드-세베르스크 공국과 같은 몇몇 루스 제후국들은 킵차크 칸국의 영향권 아래 편입되어 몽골의 압제에 고통받아야 했다. 이들은 일정 부분 자치를 인정받은 대가로 종주국인 킵차크 칸국에게 의무적으로 공물을 납부해야 했으며, 심지어는 칸이 요구할 경우에 군대까지 징발하여 제공해야 했다. 노브고로드 공화국은 1260년 이후에 이러한 탄압의 대상에서 면제되었지만, 여전히 가혹한 수준의 세금을 매년 납부해야 했다. 몽골인들은 1245년, 1258년, 1259년, 1260년, 1274년, 1275년에 각각 원할한 세금 징수를 위해 인구조사를 실시했으나 그 이후에는 하지 않았다. 키이우 루스의 전성기가 막을 내린 후, 각 공국들간의 전쟁으로 인해 쇠락한 경제가 미처 회복되지 못한 상태에서 몽골인들이 혹독한 징수를 일삼자 루스인들의 생활 수준은 크게 떨어지고 말았다.
러시아 귀족들은 몽골 상류사회의 일에 익숙해야만 했다. 공작들은 킵차크 칸으로부터 자신의 직위에 대한 허가를 받아야 했는데, 대체로 칸은 자신의 대리인을 보내 이를 해결했다. 우즈베크 칸 시기부터는 공국의 수도에 각각 요원들이 상주하여 이들을 감시했다. 몽골의 통치는 13세기 후반부터 느슨해져서, 일부 공작들은 칸의 대리인으로서 제후국들 사이에 몽골인 대신 세금을 걷기도 했다. 14세기 초가 되자 모든 루스 통치자들은 스스로 세금을 징수하고 있었고, 그래서 민중들은 그들의 통치자들이 사라이와 연락을 주고받는 동안 더 이상 몽골의 압제에 신음할 필요가 없게 되었다.
귀족들이 몽골의 관습에 익숙했다고 해서 그들이 몽골 문화를 전부 수용했다는 것은 아니지만, 확실히 루스인들은 몽골의 문화를 꽤 많이 받아들였다. 특히 이들은 몽골의 군복을 공식적으로 채택했는데 일례로 1245년 바투의 궁정을 방문하고 돌아온 갈리치아의 다닐은 몽골식으로 군대를 배치했다는 기록이 있으며, 그를 보러 방문한 오스트리아 사절은 "오직 다닐 자신만이 루스의 관습에 따라 옷을 입었다"라고 언급하기도 했다. 반대로 몽골인들이 러시아 문화를 수용하기도 했는데, 몇몇 몽골인들은 러시아 사회로 녹아들어 정교회를 믿고 예전의 관습으로부터 벗어났다. 몽골인들의 만행을 묘사한 수많은 기록들이 있음에도 불구하고, 이들의 개종에 대한 더 많은 영광스럽고 거룩한 묘사들 역시 여럿 존재한다. 한 예로 「랴잔 멸망전Повесть о разорении Рязани Батыем」은 바투가 자신에게 대항한 루스 귀족 에바티의 용맹함을 기리며, 부하들을 시켜 그의 시신을 루스 측에게 돌려주었다고 말하면서 그의 기사도적인 예우를 칭송한다. 루스 귀족들은 또한 때로는 동맹군으로서 몽골인들과 함께 그들의 적들에 맞서 싸우기도 했다.
가끔씩 루스인이 몽골인과 결혼하는 경우도 있었지만 매우 드물었다. 테오도로 로스티슬라비치, 모스크바의 유리, 글렙 바실코비치는 몽골 공주들과 결혼했고, 특히 바실코비치는 그의 모든 삶을 스텝 지역의 몽골인들 사이에서 보냈다. '대혼란' 말기에 두각을 드러낸 우루스 칸의 모친은 러시아 공주였을지도 모른다. 이러한 상호 간의 결혼은 킵차크 칸국이 이슬람으로 개종하고, 쇠퇴하는 칸국의 몽골인들이 대거 모스크바 영토로 이주한 15세기까지는 이루어졌으나 그 직후부터는 중단되었다. 이들 대부분은 루스 제후들의 휘하에 들어갔으며, 귀족들과 결혼하여 정교회로 개종하고 점차 러시아 사회에 동화되었다. 따라서 몽골-타타르인들이 얼마나 러시아 귀족층과 혼혈되었는지는 정확히 알 수 없는데, 특히 일부 몽골인들은 개종 직후 이름을 바꾸었을수도 있고, 몇몇 러시아인들은 몽골식 별명을 애칭으로 사용하기도 했으므로 더욱 그렇다. 몽골-타타르 혈통은 때때로 16세기까지 독일, 라틴, 그리스의 그것과 같이 명망 있는 것으로 여겨졌지만, 이러한 생각은 동란 시대 이후에는 극적으로 줄어들었다.

#### 러시아 정교회
초기 통치 기간 동안, 몽골인들은 러시아어로 바스카체슈트보(러시아어: баскачество)라고 알려진 제도 하에서 바스카크를 통해 세금을 징수했는데, 정교회 성직자들은 이로부터 면제되었다. 성직자들에게 주어진 특권은 종종 '단dan'이나 '포슬리나Poshlina'라고 불렸으며 13세기 후반에 이르러서는 주로 타타르에게 바치는 공물을 의미하게 되었다.
몽골인들은 루스인들로 하여금 러시아 정교회에 칸의 건강을 기원하도록 요구했지만, 그 대가로 교회의 상태를 책임졌으며 그들이 발전할 수 있도록 전폭적으로 지원했다. 수도 사라이에는 루스인들을 위한 주교좌가 설치되어 킵차크 칸국-러시아 교회-동로마 사이의 중계거점 역할을 했다. 또한 킵차크 칸들은 교회가 침략의 피해로부터 회복하고 이전보다 훨씬 더 번영할 수 있도록 상당한 수준의 세금 혜택을 부여하기도 했다. 교회가 '이교도'들의 농촌 지역에 진출한 것은 14세기 동안이었는데, 아마도 이는 농민들이 정착하도록 장려한, 교회 토지에서 창출되는 경제적인 이익의 매력 때문이었을 수도 있다. 14세기에 쓰여진「표토르 이야기, 오르다의 차레비치Преподобный Петр, царевич Ордынский」는 칭기즈칸의 후손인 표토르가 페트로프 수도원을 어떻게 설립했으며, 그 후손들이 로스토프 공작들 및 땅의 어업권을 원하는 이웃 루스인들로부터 어떻게 수도원을 보호했는지를 묘사한다.
교회가 묘사한 몽골인이나 타타르인은 대단히 어색했다. 또한 그들은 이를 재앙, 또는 역병이라고 기록했는데, 이러한 모순은 교회 연대기에 언급된 칸들의 묘사에서 자세하게 등장한다. 전례서에는 칸의 이름과 그것을 구두로 크게 읽을 수 있도록 한 빈 공간이 생겨났다. 성인전 작가들은 때대로 루스 제후들을 처형하는 몽골 칸의 역할을 기록했을 뿐만 아니라 이를 옹호하기도 했다. 14세기에 몽골인들이 쇠퇴하기 시작한 후, 교회는 충성의 대상을 칸에게서 루스 제후들에게로 바꾸었으며 그들에게 전폭적인 지원을 했다. 그러나 몽골 통치가 종식된 이후에도 교회는 여전히 몽골의 통치 모델을 예시로 들면서 그들이 어떻게 대우받아야 하는지를 주장했으며, 16세기에는 심지어 교회에 세금 면제를 요구하는, 러시아어로 번역된 야를리크를 유통하기도 했다.

#### 행정

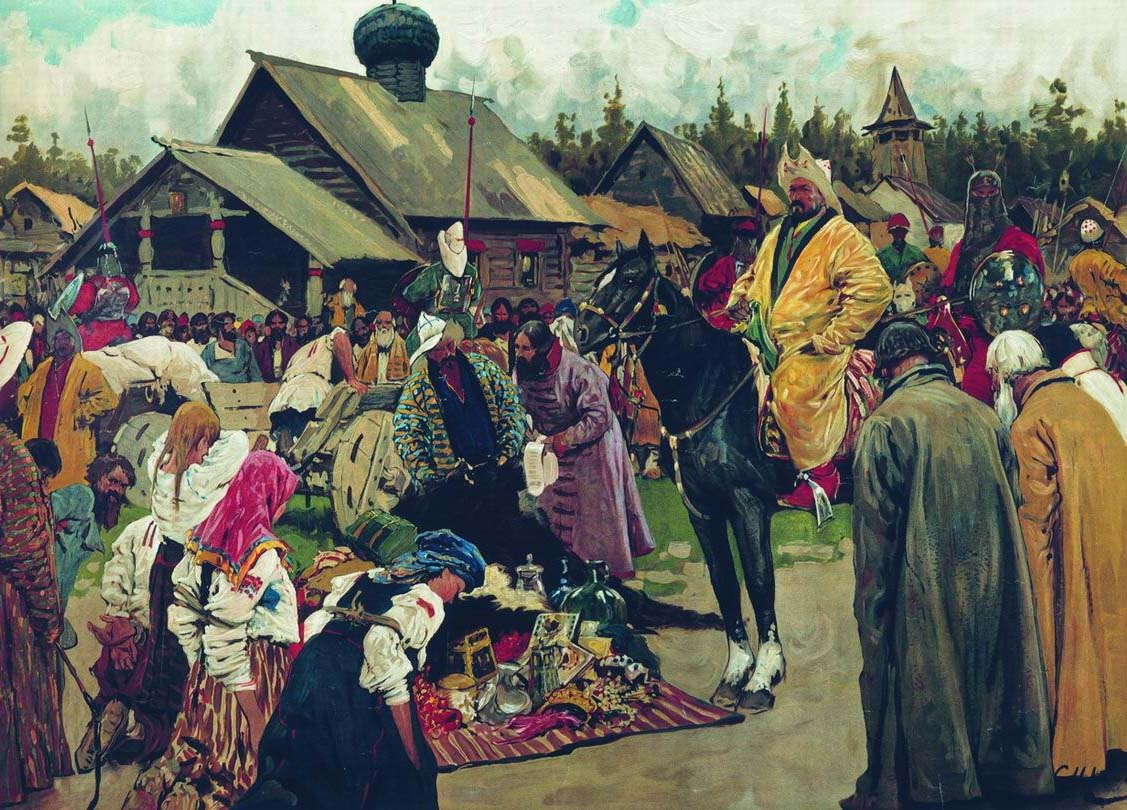
루스 정착촌에서 공물을 가져가는 몽골인 바스카크

역사가 찰스 할페린(Charles Halperin)은 "몽골인의 러시아 행정을 분석하려면 현존하는 자료들과 그들이 제시하는 더 큰 사료 모두를 면힐히 조사해야 한다. 몽골 관리들에 대한 언급 중 상당수는 신뢰할 수 없는 후대의 문헌에서 등장하며, 명백히 추정적이고 선형적인(補間) 징후를 보여준다"라며 경고했다. 비록 몽골인들이 1245년부터 루스 공국들에서 세금을 징수하기 시작한 것은 분명하지만, 이것은 바스카키(단수: 바스카크)라는, 통일된 과세 체계를 동시에 부과하는 것이 아니라 마을/도시별로 임명되어 공물을 모으고 병력을 징발하는 것을 주로 담당했던 몽골 관리들에 의한 지역적인 사건에 불과했다.

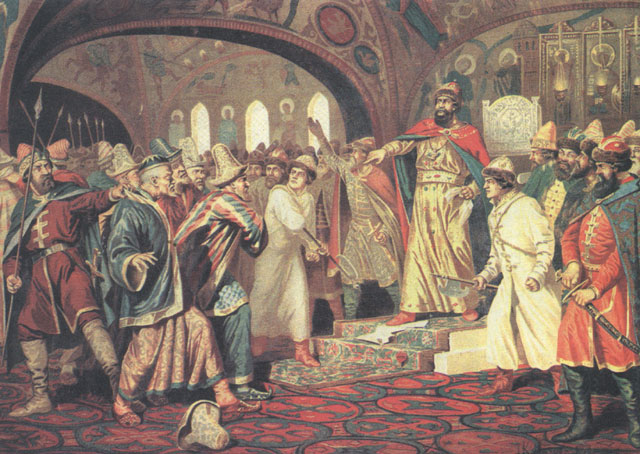
이반 3세가 킵차크 칸의 서신을 찢어버리는 모습

13세기 말 동안 여러 차례 반란이 일어나면서, 14세기 전반 동안 바스카크 제도는 점차 모습을 감추었다. 그 대신 칸들은 루스 제후들로 하여금 스스로 세금을 거두어서 알아서 바치도록 했으며, 이것이 잘 시행되는지 확인하기 위해 제후 한 명은 대공으로 임명하여 총독 역할을 맡겼다. 루스 문제의 처리는 점차 사라이로 옮겨졌는데, 그곳에서는 다양한 다루가들이 루스 공국들을 감독했다. 모스크바 다루가를 비롯하여, 라쟌 및 트베리와 같은 다른 루스 영토의 다루가들은 각자 동등한 수준의 권위를 가졌을 수도 있다. 14세기가 끝나갈 때 즈음부터는 모스크바 대공이 모든 루스 공국들에서 세금을 징수하고 칸에게 바치는 역할을 독점함으로써 다루가들은 사라졌다. 그뒤 킵차크 칸국이 약화되고 모스크바 대공국이 세력을 키워가던 시기에는 1372~1382년과 1396~1408년처럼 공물을 바치지 않기도 했다. 결국 이반 3세는 1372년부터는 킵차크 칸국에게 공물을 바치는 것을 완전히 중단했고, 1380년에는 몽골의 지배를 러시아에서 몰아내는 성과를 거두었다.
몽골인들이 물러간 이후에도, 러시아인들은 몽골식 조세제도 모델을 모방하여 계속해서 세금을 징수했는데, 특히 모스크바 대공들은 바스카키를 단쉬치키(러시아어: данщики)라는 새로운 관료들로 대체했다. 또한 그들은 몽골 단어인 '카즈나Kazna (재무부)', '카즈나치kaznachey (회계 담당자)', '덴가den'ga (돈)' 등을 채택했으며, 러시아어 "타모즈냐(러시아어: таможня 세관[*])"에서 유래한 "탐가"라고 불리는 몽골식 관세 제도를 계속 사용했다. 수세기에 걸쳐 익숙해진 얌이라 불리는 우편 제도는 15세기 후반에 공식적으로 러시아에서 사용되기 시작했다. 몽골 시대에 러시아에서는 집단적 책임의 마을 공동체인 크루고바이아 포루카(러시아어: круговая порука krugovaya poruka[*])가 더 흔해졌고 몽골의 영향을 광범위하게 받았다. 몽골인들은 정강이를 때리는 형벌을 중국에서 들여와서 집행했는데, 이 벌을 빛을 갚을 때 한다는 행위로 프라베즈(러시아어: Правёж)라고 불렀다. 모스크바 대공들이 공물을 모으는 것에 대해, 점차 '단dan' 대신 '비크호드vikhod'라는 단어가 사용되기 시작했다.
이중과세제도의 존재는 농민 및 하층계급들을 과도하게 수탈하는 한편으로 루스 대공들의 주머니를 점진적으로 풍요롭게 만들어주었다. 납세의 의무는 빈곤한 사람들에게 더 막중하게 부과되었다. 이에 루스인들은 타타르의 내분을 이용하여 매년 공물을 교묘하게 내지 않는 동시에 세금을 거둬 힘을 키우려 시도했다. 13세기 동안의 몽골-타타르 세금 제도는 루스 공국들에게 가혹하게 착취적이었지만, 14세기까지 모스크바 대공국은 이반 1세를 시작으로 끊김이 없는 경제 성장을 경험했다. 모스크바 대공들은 각종 세금과 통행료로 조직된 공물제도를 만들어 세입을 늘릴 수 있었는데, 정작 세금은 정해진 액수대로만 냈다. 가장 신뢰할 수 있는 세금 추정치는 1380~1472년 사이에 지불된 매년 간 5,000~7,000루블이며, 1480년 이후에는 1,000루블로 떨어졌다. 킵차크 칸국에 대한 공물은 14세기와 15세기 동안 몽골인들의 정치적인 쇠퇴와 더불어 모스크바 대공국 및 폴란드-리투아니아의 팽창으로 인해 감소했을 뿐만 아니라 때때로 중단되기도 했다.

#### 군사
몽골 지배기를 거치면서, 루스인들은 몽골의 군사제도 역시 어느정도 받아들였다. 상술했듯이 갈리치아의 다닐과 같은 예도 있었는데, 특히 16세기까지 모스크바 군대는 몽골식 안장에 몽골식 투구를 착용하고 몽골식 활과 화살로 무장한 모습을 유지했다. 너무 이슬람-유목민적이어서 유럽에서 온 사람들이 그것을 보고 오스만 제국의 그것으로 착각할 정도였다. 또한 모스크바의 수비대는 몽골군과 같이 오른쪽 군대가 왼쪽 위에 위치해 있는 진형을 구사했는데, 이는 몽골의 무속신앙에 따른것이다. 당연히 루스인들은 몽골의 주력인 기마병을 받아들여 사용했지만, 이는 16세기가 지나면서 스텝 지역의 유목민 기병보다 동유럽에서의 전투가 점점 더 늘어남에 따라 사장되었다.

## 무역
사라이를 거점으로 한 킵차크 칸국은 흑해 연안의 제노바 식민도시인 솔다이야, 카파, 아자크와 활발한 교역을 이어갔다. 또한 이집트의 맘루크 술탄국은 지중해에서 칸국의 오랜 무역 파트너이자 굳건한 동맹국이었다.

### 무역로의 변화
바우머(Baumer)에 따르면, 이전의 교역로는 볼가강에서 사라이까지 남하한 뒤 카스피해 북쪽의 동서 항로와 교차했고, 그 다음에 카스피해 서쪽에서 페르시아령 아제르바이잔의 타브리즈까지 내려와 카스피해 남쪽의 더 큰 동서 항로와 만났다고 한다. 1262년, 베르케는 그의 사촌 훌라구가 건국한 일 칸국과의 전쟁을 시작했는데, 이 가운데 카스피해 서쪽에서 수 차례 전투가 벌어졌고, 킵차크 칸국은 여기서 패배했다. 교역의 중단과 페르시아와의 전쟁은 킵차크 칸국으로 하여금 북쪽 항로를 따라 무역 도시를 건설하도록 만들었으며 일칸국의 적대국이었던 맘루크 술탄국과 동맹을 맺도록 이끌었다. 스텝 지역과 이집트 사이의 무역은 크림반도에 근거지를 둔 제노바인들에 의해 이루어졌고, 가장 중요한 거래상품은 단연코 맘루크 군대에 공급되는 노예들이었다.

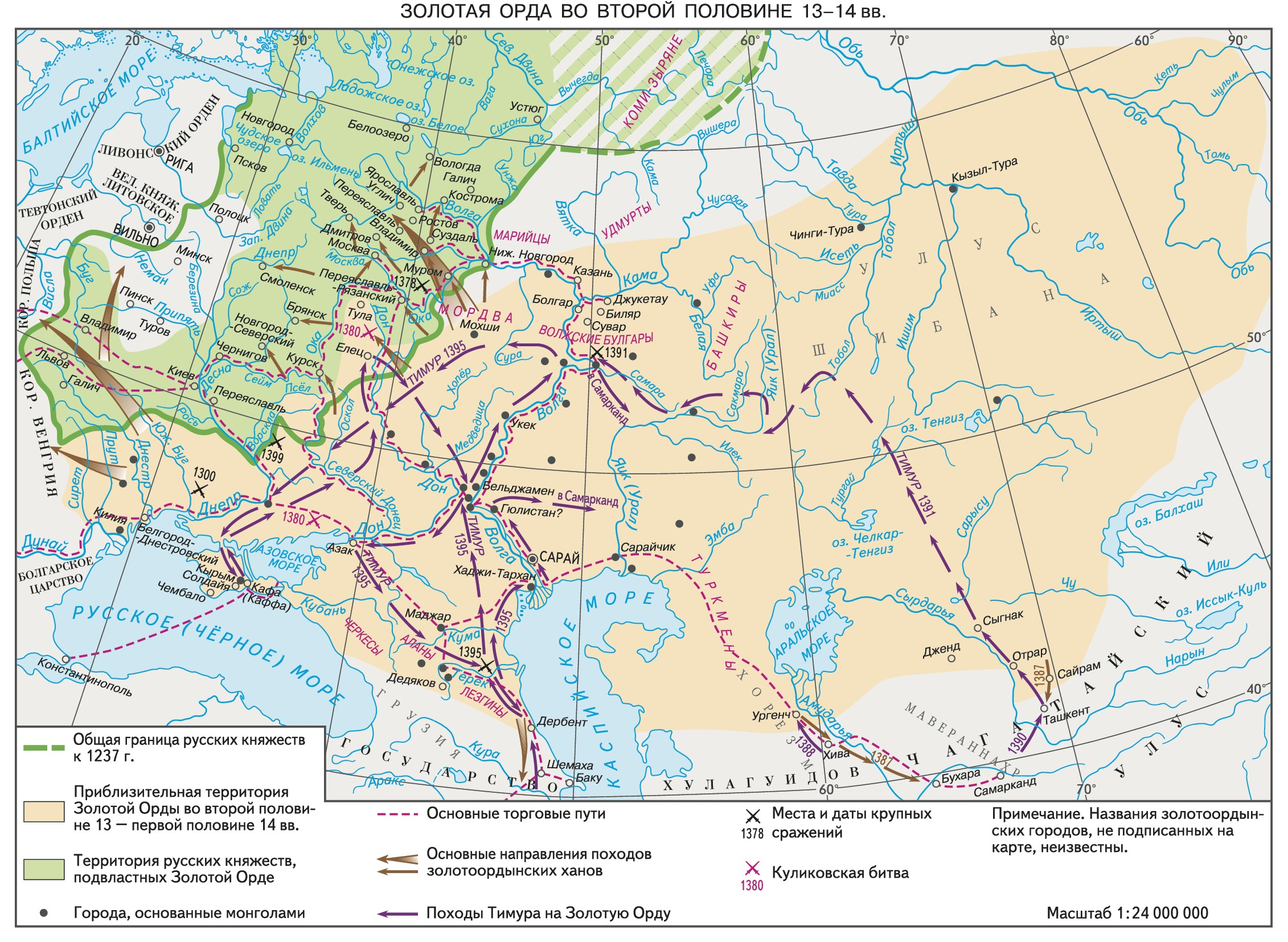
무역로(----)가 표시된 킵차크 칸국 지도

킵차크 칸국의 새로운 무역로는 1307년 제노바와의 갈등과 더불어 1323년 맘루크와 일칸국이 평화협정을 체결하면서 쇠퇴했다. 1336년, 일 칸국이 무역로를 북쪽으로 이동시키면서 킵차크 칸국의 무역로는 점차 버려졌지만, 1340년경에 이곳을 방문했던 제노바인 페골로티는 카스피해 북쪽에 무역경로가 여전히 남아있다고 묘사했다. 1347년, 자니베크 칸이 제노바 항구도시 카파를 포위공격하는 과정에서 흑사병이 유럽으로 확산되었다. 1395~1396년 사이에는 티무르가 쳐들어와 수도 사라이를 비롯하여 주요 무역 도시들을 완전히 파괴하고 돌아갔다. 이로 말미암아 농경지마저 황폐화된 상황에서 수많은 마을들이 사라지고 무역로는 남쪽으로 이동했다.

## 지리와 사회
칭기즈 칸은 주치에게 '산치우드Sanchi'ud'(또는 '살지우드Salji'ud'), '케니게스Keniges', '우신Uusin', '주레드Jeu'rud' 씨족과 같이 4개의 몽골 밍간을 할당했다. 14세기 초까지 산치우드, 콩기라트, 옹구트(또는 아르군Arghun), 케니게스, 나지라드, 오이라트, 주레드 씨족의 어떠한 인물도 궁정이나 다른 곳에서 중요한 직책을 맡지 않았다. 킵차크 칸국의 좌익(오르다 울루스/백장 칸국)에는 잘라이르족의 4개의 밍간(4,000명)이 있었다고 기록되었다.
킵차크 칸국의 민족은 주로 나중에 이슬람으로 개종한 튀르크인과 몽골인, 그리고 소수의 핀-우그리아어 화자 및 사르마티아-시키아인, 슬라브인(특히 루스인), 그리고 캅카스인들이 섞여 있었다(무슬림이든 아니든). 다만 인구의 대부분은 킵차크인, 쿠만인, 볼가 불가르인, 호라즘인 등 대체로 튀르크계였다. 따라서 킵차크 칸국의 지배층이었던 몽골인들은 점차 이들과 혼혈되어 몽골인들의 정체성을 잃어갔다. 이들은 일반적으로 루스 및 유럽인들에 의해 타타르라고 이름 붙여졌다. 러시아인들은 20세기까지 이 집단의 일반적인 이름으로 그것을 채택했으며 때문에 대부분의 타타르 구성원들은 그들의 민족적, 또는 부족적인 이름으로 스스로의 정체성을 확인했지만, 몇몇은 그들을 무슬림이라고 여겼다. 타타르인들은 농경민과 유목민을 막론하고 대개는 킵차크어를 사용했으며, 킵차크어는 칸국이 해체된 이후 킵차크어파의 지역적인 언어로 발전했다.
바투의 후손들은 사라이 바투(구 사라이)와 사라이 베르케(신 사라이)에서 킵차크 칸국을 통치하면서 볼가 강~카르파티아 산맥 및다뉴브강 하구에 이르는 지역을 지배했으며(청장 칸국), 오르다의 후손들은 우랄 강에서 발하슈호에 이르는 지역을 지배했다(백장 칸국). 인구조사에 따르면 노브고로드, 트베리, 모스크바 지역에서 중국인 정착지가 있었다고도 한다.

### 내부 구조
| 칭기즈조 울루스의 부족 구성 | 칭기즈조 울루스의 부족 구성 | 칭기즈조 울루스의 부족 구성                                     | 칭기즈조 울루스의 부족 구성                                                       | 칭기즈조 울루스의 부족 구성                                   | 칭기즈조 울루스의 부족 구성                             | 칭기즈조 울루스의 부족 구성                                       | 칭기즈조 울루스의 부족 구성 |
| |                             | 차가타이 울루스 (티무르조/모굴 칸국)                            | 주치 울루스                                                                       | 주치 울루스                                                   | 주치 울루스                                             | 북원                                                              |                             |
| 카자흐 | 우즈베크                    | 차가타이 울루스 (티무르조/모굴 칸국)                            | 크리미아                                                                          |                                                               |                                                         | 북원                                                              |                             |
| --- | --------------------------- | --------------------------------------------------------------- | --------------------------------------------------------------------------------- | ------------------------------------------------------------- | ------------------------------------------------------- | ----------------------------------------------------------------- | --------------------------- |
| 몽골계 기원 | 몽골계 기원                 | 아를라트, 바린, 바를라스, 베쉬트, 두글라트, 쿵그라트, 술두스 등 | 두글라트, 망기트, 쿵그라트, 우이슌 등                                             | 아를라트, 바린, 바를라스, 두르만, 망기트, 쿵그라트, 우이슌 등 | 바린, 키지부트, 망기트 등                               | 바린, 바야우트, 베쉬트, 엘지긴, 카타긴, 망기트, 쿵그라트, 우신 등 |                             |
| 비몽골계 기원 |                             |                                                                 |                                                                                   |                                                               |                                                         |                                                                   |                             |
| 몽골 고원 | 잘라이르, 케레이트 등       | 잘라이르, 케레이트, 메르키트, 나이만 등                         | 잘라이르, 케레이트, 나이만, 오이라트, 옹구트, 탕구트, 타타르, 우이구르, 키타이 등 | 키타이 등                                                     | 잘라이르, 케레이트, 나이만, 옹구트, 탕구트, 우이구르 등 |                                                                   |                             |
| 킵차크 초원 | 아르긴, 캉글리, 킵차크 등   | 아르긴, 캉글리, 킵차크 등                                       | 아르긴, 캉글리, 킵차크 등                                                         | 아르긴, 킵차크, 시린(알란) 등                                 | 아수드(알란), 하라친(킵차크 등)                         |                                                                   |                             |
| 이주엽 (2016), "Were the historical Oirats "Western Mongols"? An examination of their uniqueness in relation to the Mongols," Études mongoles et sibériennes, centrasiatiques et tibétaines, Online : http:// emscat.revues.org/2820. Biran, Michal (2012), "Kitan Migrations in Eurasia (10th-14th Centuries)," Journal of Central Eurasian Studies , vol. 3: 85-108. Özaydin, Abdülkerim (1997). "Hârizm." TDV i slâm Ansiklopedisi: https://islamansiklopedisi.org.tr/harizm 칭기스조 제자 울루스 부족구성 |                             |                                                                 |                                                                                   |                                                               |                                                         |                                                                   |                             |

킵차크 칸국의 지배층은 키야트, 망기트, 시치부트, 콩기라트 등 4개의 몽골 씨족의 후손들이었으며, 그들의 최고 통치자는 바투 칸의 후손 중에서 쿠릴타이에 의해 선택된 칸이었다. 재상은 또한 민족적으로는 몽골인으로서 "제후 중의 제후" 또는 "베클라레벡"으로 알려져있었다. 관료들은 종종 와지르라고 불려지기도 했다. 지역 총독들, 즉 바스카크들은 피지배층에게 세금을 징수하고 이들의 불만을 해결할 책임이 있었다. 민군 행정은 원칙적으로 분리되지 않았다.
킵차크 칸국인은 그들이 유목민 출신임에도 불구하고 점차 유목 문명보다는 정주 문명으로 발전해나갔고, 이에 따라 수도 사라이는 크고 번영하는 도시가 되었다. 14세기 초, 수도는 기존의 위치에서 상당히 상류로 옮겨진 사라이 베르케로 바뀌었고, 이 도시는 대략 60만 명의 주민이 거주하면서 중세 세계에서 가장 큰 대도시 중 하나가 되었다. 이븐 바투타는 사라이를 "가장 아름다운 도시 중 하나"라고 평하기도 했다. 그의 묘사에 따르면 이곳에는 훌륭한 바자르와 드넓은 거리가 사람들로 가득 차 있으며, 수많은 소규모 모스크들과 함께 13개의 회중 모스크가 있었다. 또 다른 기록은 이것을 "시장, 목욕탕, 종교 기간들을 수용하는 거대한 도시"라고 설명한다. 이곳에서의 발굴 작업 도중에 성반이 발견되었으며, 이름이 알려진 많은 시인들이 거주했던 것으로 미루어보아 도시의 문화수준은 꽤 높았던 것으로 추측된다.
크루티시사라이에서 선교하려는 러시아인들의 노력에도 불구하고, 몽골인들은 그들의 전통적 무속신앙인 텡그리와 불교를 고수했으며 그다음 우즈베크 칸(1312~1341) 재위기에는 아예 이슬람을 국교로 채택해버렸다. 몇몇 루스 통치자들, 특히 체르니고프의 미하일과 트베리의 미하일 등이 사라이에서 몽골인에게 암살당했다는 소문이 돌았지만, 칸은 대체로 루스인들에게 관대했으며 러시아 정교회의 세금을 면세해주기도 했다.

### 주

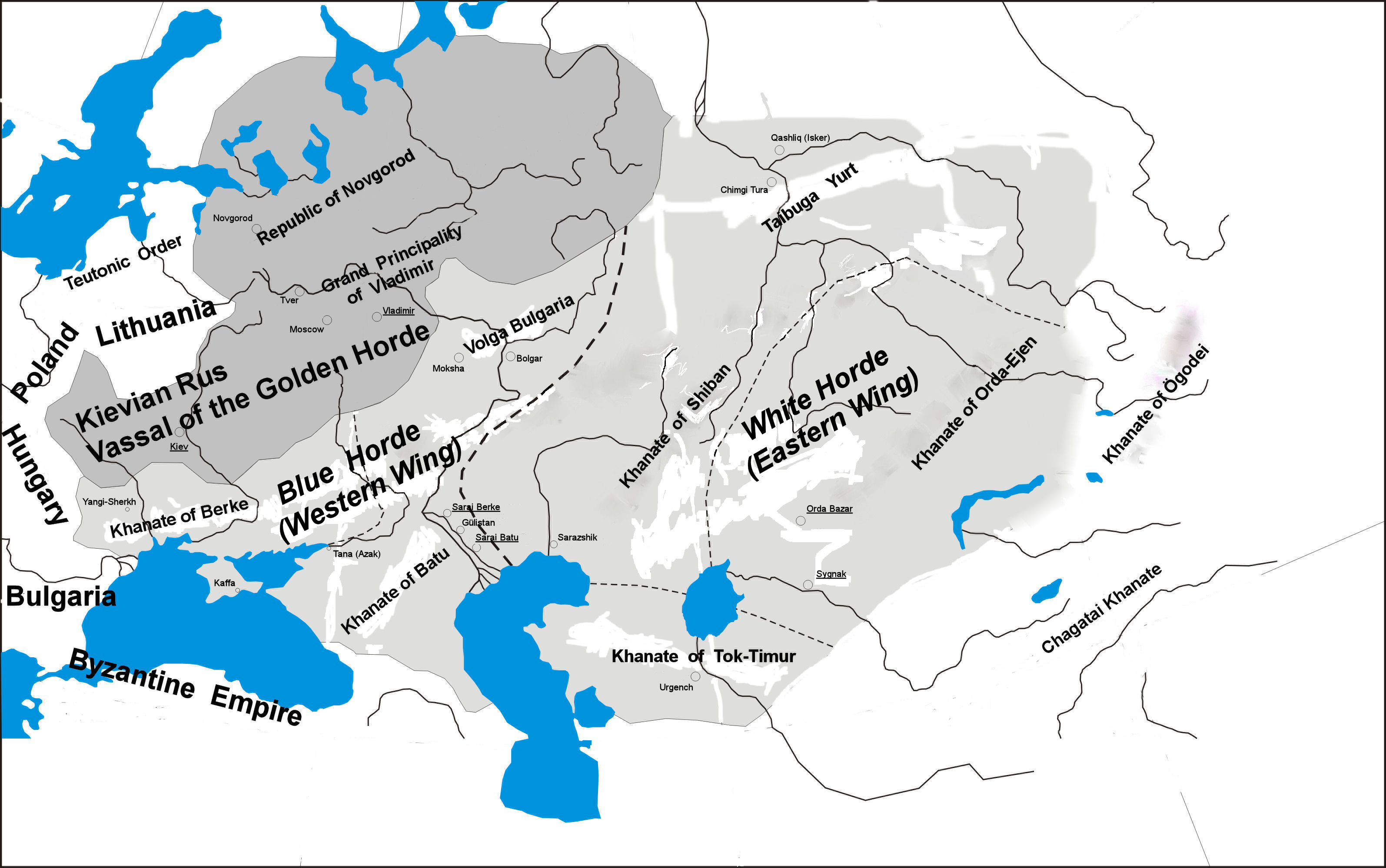
청장 칸국과 백장 칸국의 대략적인 분포도. 자세히 보면 여러개의 울루스들로 나뉘어진 것(----)이 보인다.

킵차크 칸국의 몽골인들은 칭기즈칸 시대때부터 이어내려져온 체제를 선호했는데, 이에 따라 킵차크 칸국에는 총 10개의 정치적 분열, 즉 울루스들이 생겨났다고 한다. 다만 광의적인 측면에서 볼 때 킵차크 칸국은 '청장 칸국(Kök orda)'과 '백장 칸국(Aq orda)'의 2개로 나뉘어졌다. 청장 칸국은 폰토스-카스피해 스텝, 카자리아, 볼가 불가리아로 구성되어 있었으며, 러시아 도시들은 물론이고 볼가강 및 시르다리야 연변에 위치한 대도시들을 지배하면서 공납과 교역에서 막대한 재화를 확보했다. 백장 칸국은 카자흐 스텝, 호라즘 등이 위치해 있었고 이렇다 할 도시들이 없었을 뿐만 아니라 경제적으로도 정치적으로도 매우 허약하여 대부분의 시기에는 청장 칸국에게 종속되어 있었다.

#### 청장 칸국의 구성 울루스
- 베르케 칸국/베르케 울루스(Khanate of Berke)
- 바투 칸국/바투 울루스(Khanate of Batu)
- 볼가 불가리아(Volga Bulgaria)
- 노카이 칸국/노카이 울루스(Khanate of Noqai/Noqai Ulus)[33]

#### 백장 칸국의 구성 울루스
- 샤이반 칸국/샤이반 울루스(Khanate of Shiban)[주 10]
- 타이부가 유르트(Taibuga Yurt)
- 오르다-에젠 칸국/오르다-에젠 울루스(Khanate of Orda-Ejen)
- 톡테무르 칸국/톡테무르 울루스(Khanate of Tok-Timur)

#### 봉토

킵차크 칸국의 봉신이었던 루스 공국들

- 크리미아의 베네치아 및 제노바 항구도시들(스타리크림 등). 1283년 몽골 정복 이후 크림반도의 항구도시들은 킵차크 칸에게 관세를 지불하였으며, 이러한 수입은 공로에 따라 몽골제국의 칭기즈가문 제후들에게 분배되었다.
- 아조프 강둑
- 체르케스 국가
- 왈라키아
- 알라니아
- 루스 국가들(속령 러시아)[34].

## 유전학
2016년의 연구에서는 맥락적인 증거를 바탕으로, 서기 1130~1250년 사이에 만들어진 타반 톨고이에서 몽골 황금씨족의 일원으로 추정되는 약 5구 해골의 DNA를 분석했다. 황금씨족과 연관이 있었을 것으로 추정되는 남성은 서유라시아 부계 하플로그룹 R1b-M343에 속했고, 평민으로 추정되는 남성은 R1a에 속했다. 최종 결과, 해골 중 4구는 동유라시아 mtDNA 하플로그룹 중 D4와 CZ에 속한 것이 밝혀졌는데, 이에 따르면 타반 톨고이 고분의 모든 시신들은 인류학적으로 몽골로이드였다는 말이 된다. 하지만 그들의 동아시아인 신체적 외모에도 불구하고, 여러 증거들은 그들이 몽골 고원의 여성과 유럽 방면에서 건너온 남성 이주자 간의 인종간 결혼에 기인한 동아시아-백인 민족의 혼혈임을 알려준다. 저자들은 이러한 결혼이 언제, 어떻게 이루어졌는지를 결정할 수 없는데, 아마도 여러 세대에 걸쳐 이루어졌을 가능성, 특히 황금씨족이 존재하기 전에 그들의 조상들에 의해 이루어졌을 가능성이 농후하다.
이 연구는 그 시신들이 황금씨족과 어떻게 관련이 있는지에 대한 여러가지 이론을 제안했다. 가장 신빙성있는 주장은, 타반 톨고이에 묻힌 이들이 칭기즈칸 보르지긴 씨족의 여성 혈통과 콩기라트/옹구트 씨족의 남성 혈통 사이의 결혼의 산물이라는 것이다. 특히 옹구트족은 서아시아에서 기원했을 가능성이 있는 부족으로서, 튀르크계 사타족의 후손이자 하플로그룹 R1b의 보균자라는 근거가 있는데, 이렇게 된다면 이들의 혼혈이 코카서스 인종적인 모습을 보였다는 것이 설명된다. 후당(923~937) 역사가들의 기록에 따르면, 일부 사타족 남성들은 움푹 들어간 눈에 안색이 옅고 날씬한 체형을 지니고 있다고 한다. 그뒤 몽골의 정복 시기에 수많은 옹구트인들이 킵차크 칸국에 정착했다. 사가들은 칭기즈칸의 남성 혈통이 14세기의 역사학자 라시드웃딘이 집필한 사료에 설명되어 있다는 것을 근거로, 그들이 코카서스계 인종 특유의 일부 유전적 특징을 가졌을 수도 있다고 제안했다. 다만 시신들의 R1b 유전자 때문에 일각에서는 그들이 칭기즈칸의 남성 혈통과 관련은 있지만, 보르지긴 씨족 직계가 아닌 그의 친척이나 혹은 몽골 장군들과 관련이 있을수도 있다는 주장이 제기됐다.
저자들은 오늘날의 하플로그룹 R1b의 분포와 몽골 제국의 팽창, 특히 유럽 방면(킵차크 칸국)과 중앙아시아 방면(차가타이 칸국)으로의 그것에 밀접한 관련이 있으며 타반 톨고이에 묻힌 인물들의 후손은 현재 몽골이 아니라 서유라시아에 주로 위치하고 있다고 주장했다. 하플로그룹 R1b-M343가 킵차크 칸국의 후손들(바시키르인 및 동러시아의 타타르족)에게서 빈번하게 등장하는 것 또한 이들이 타반 톨고이 표본의 직계 후손일 수 있음을 시사하는 것일수도 있다고 한다. 그러나 오늘날의 몽골에는 R1b 유전자를 보유한 사람이 거의 없는데, 저자들은 이것이 황금씨족의 구성원들과 옹구트족이 동유럽 및 중앙아시아로 대거 이주했거나 몽골에서 보르지긴 구성원들이 모조리 학살당하는 사건이 일어나서 그랬을수도 있다고 말했다.
2018년, 《네이처》에 게제된 한 유전자 연구는 1300년대 카자흐스탄 울리타우 지구에 매장되어 있던 두 명의 남성 시신을 조사했다고 밝혔다. 그에 따르면, 킵차크 칸국 군대의 불교도 구성원이었던 한 남성은 동아시아 계통이었으며 부계로 하플로그룹 C3와 모계로 D4m2 유전자를 물려받았다. 한편 서유라시아(유럽) 계통의 다른 남성은 부계 하플로그룹 R1와 모계 I1b 유전자를 가지고 있었다. 저자들은 이것이 킵차크 칸국에 다른 민족들이 동화되어 가는 과정을 시사한다고 주장했지만, 실제로는 그들은 단지 하인이거나 노예였을수도 있다.

## 킵차크 칸국의 역대 칸
| 주치 جوچى 중앙아시아와 서아시아 영토의 상속자 c. 1207–1227 C.E. |                                                   |
| 금장 칸국 (주치 울루스, 또는 킵차크 칸국) طلائی آردا خانان قپچاق قوم جوجی 1227–1459 C.E. |                                                   |
| 바투 باتو خان As overall Khan 1227–1255 C.E. | 오르다 آردا خان 1227–1251 C.E.                    |
| 사르타크 سارتاق خان As overall Khan 1255–1256 C.E. | 쿵키란 قن قوران 1251–1280 C.E.                    |
| 울라흐치 칸 اولاقچی خان As overall Khan 1256–1257 C.E. |                                                   |
| 베르케 برکه خان As overall Khan 1257–1266 C.E. |                                                   |
| 멩구 티무르 منگو تیمور As overall Khan 1266–1280 C.E. |                                                   |
| 투다멩구 تودا منگو As overall Khan 1280–1287 C.E. | 쾨취 کوجو 1280–1302 C.E.                          |
| 탈라부가 تالابغا As overall Khan 1287–1291 C.E. |                                                   |
| 토크타 تختا خان As overall Khan 1291–1312 C.E. | 바얀 بیان خان 1302–1309 C.E.                      |
| 우즈베크 محمد ازبک خان As overall Khan 1313–1341 C.E. | 사시부카 ساسیبوقا خان c. 1310–1320 C.E. (dubious) |
| | 에르젠 ؟ 1320–1341 C.E. (dubious)                 |
| 티니베크 تینی بیگ As overall Khan 1341–1342 C.E. |                                                   |
| 자니베크 جانی بیگ As overall Khan 1342–1357 C.E. | Chimtay چمطائي 1344–1360 C.E. (dubious)           |
| 베르디베크 بردی بیگ As overall Khan 1357–1359 C.E. |                                                   |
| 쿨파 قلپا خان As overall Khan 1359–1360 C.E. |                                                   |
| 나우루즈베크 نوروز بیگ As overall Khan 1360 C.E. |                                                   |
| 키드르 خضر خان ابن ساسیبوقا خان 1360–1361 C.E. | 카라 노가이 1360–1361 C.E.                        |
| 티무르 크와자 تیمور خواجه ابن خضر خان 1361 C.E. |                                                   |
| 오르두 말리크 (Ordu Shaykh) اردو ملک شیخ 1361 C.E. |                                                   |
| 키르디베크 ؟ 1361–1362 C.E. |                                                   |
| 압둘라 칸 عبد اللہ خان ابن ازبک خان As a puppet Khan under Mamai 1362 C.E. 1st reign at Sarai |                                                   |
| 무라드 مراد خان 1362 C.E. |                                                   |
| 카야르 풀라드 (Mīr Pūlād) ? 1362–1364 C.E. | 투글루크 테무르 1363–c. 1365 C.E.                 |
| 아지즈 샤이크 عزیز شیخ 1364–1367 C.E. | 무바라크 크와자 مبارک خواجہ c. 1365–1369 C.E.     |
| 압둘라 칸 عبد اللہ خان ابن ازبک خان As a puppet Khan under Mamai 1367–1368 C.E. 2nd reign at Sarai |                                                   |
| 울제이 테무르 تیمور 1368 C.E. |                                                   |
| 하산 베그 حسن بیگ 1368–1369 C.E. |                                                   |
| 압둘라 칸 عبد اللہ خان ابن ازبک خان As a puppet Khan under Mamai 1369 C.E. 3rd reign at Sarai | 쿠틀루그 크와자 1369–1370 C.E.                    |
| | 우루스 칸 عروس خان 1369–1370 C.E.                 |
| 툴룬 베그 카눔 ؟ As a puppet Queen under Mamai 1370–1371 C.E. |                                                   |
| 무함마드 술탄 محمد بولاق As a puppet Khan under Mamai 1371–1373 C.E. 1st reign at Sarai |                                                   |
| 우루스 칸 عروس خان 1373 C.E. |                                                   |
| 하지 체르케스 حاجی چرکس 1373–1374 C.E. | 우루스 칸 عروس خان 1373–1374 C.E.                 |
| 일 베그 خان ایبک 1374 C.E. |                                                   |
| 무함마드 술탄 محمد بولاق As a puppet Khan under Mamai 1374 C.E. 2nd reign at Sarai |                                                   |
| 우루스 칸 عروس خان 1374–1375 C.E. |                                                   |
| 콰한 베크 غیاث الدین خاقان بیگ 1375–1377 C.E. | 우루스 칸 عروس خان 1375–1377 C.E.                 |
| 아랍 샤 عرب شاہ مظفر 1377–1380 C.E. | 토크타키야 توک تکیا 1377 C.E.                     |
| | 테무르 말리크 تیمور ملک 1377–1379 C.E.            |
| | 토크타미시 تختامش خان 1379–1380 C.E.              |
| 토크타미시 تختامش خان As Khan 1380–1395 C.E. |                                                   |
| 쿠유추크 ? 1395–1397 C.E. |                                                   |
| 테무르 쿠틀루그 تیمور قتلغ ابن تیمور ملک Khan in alliance with Edigu 1397–1399 C.E. |                                                   |
| 샤디 베크 شادی بیگ ابن تیمور ملک Khan in alliance with Edigu 1399–1407 C.E. |                                                   |
| 풀라드 칸 ? Khan in alliance with Edigu 1407–1409 C.E. 1st reign at Sarai |                                                   |
| 카림 베르디 کریم بردی ابن تختامش 1409 C.E. 1st reign at Sarai |                                                   |
| 풀라드 칸 ? Khan in alliance with Edigu 1409–1410 C.E. 2nd reign at Sarai |                                                   |
| 티무르 칸 تیمور خان ابن تیمور قتلغ Khan in alliance with Edigu 1410–1411 C.E. |                                                   |
| 잘랄앗딘 Zeleni Saltan جلال الدین خان ابن تختامش 1411–1412 C.E. |                                                   |
| 카림 베르디 کریم بردی ابن تختامش 1412–1413 C.E. 2nd reign at Sarai |                                                   |
| 케베크 قبق خان ابن تختامش 1413–1414 C.E. |                                                   |
| 카림 베르디 کریم بردی ابن تختامش 1414 C.E. 3rd reign at Sarai |                                                   |
| 자바르 베르디 جبار بردی خان 1414–1415 C.E. 1st reign at Sarai |                                                   |
| 체케레 چکرہ خان ابن اکمل Khan in alliance with Edigu 1415–1416 C.E. |                                                   |
| 자바르 베르디 جبار بردی خان 1416–1417 C.E. 2nd reign at Sarai |                                                   |
| 다르위시 درویش خان a puppet Khan of Edigu 1417–1419 C.E. |                                                   |
| 카드르 베르디 قدیر بردی خان ابن تختامش 1419 C.E. |                                                   |
| 하지 무함마드 حاجی محمد خان ابن اغلان علی a puppet Khan of Edigu's sons 1419 C.E. |                                                   |
| *울루그 무함마드 الغ محمد 1419–1421 C.E. *다울라트 베르디 دولت بردی 1419–1421 C.E. |                                                   |
| 바라크 (His son Jani Beg Khan along with Kerey Khan founded the Kazakh Khanate in 1456) برا‍ق خان بن کویرچک 1421–1427 C.E. |                                                   |
| 울루그 무함마드 (Founded the Kazan Khanate in 1438) الغ محمد 1427–1433 C.E. |                                                   |
| 사이드 아흐마드 1세 سید احمد اول 1433–1435 C.E. |                                                   |
| 퀴취크 무함마드 کوچک محمد 1435–1459 C.E. |                                                   |
| 킵차크 칸국은 울루그 무함마드 치하의 카잔 칸국(1438), 하즈 1세 기라이 치하의 크림 칸국(1441), 카심 칸국(1452)으로 차례차례 나뉘어졌으며 결국에는 수도 사라이와 그 인근의 스텝 지역만이 남게 되었음. 이 시기의 킵차크 칸국을 이흐 칸국 또는 대호드(Great horde)라고 부르기도 함. |                                                   |
| 이흐 칸국 عظیم اردو 1459–1502 C.E. |                                                   |
| 막스무드 (Founded the Khanate of Astrakhan in 1466) محمود بن کوچک 1459–1465 C.E. |                                                   |
| 아흐메트 칸 احمد خان 1465–1481 C.E. |                                                   |
| 셰이흐 아흐메드 سید احمد ثانی 1481–1502 C.E |                                                   |
| 1466년에 퀴취크 무함마드의 아들 중 한명인 무함마드 빈 퀴취크가 세운 아스트라한 칸국, 그 뒤인 1468년에 시비르 칸국이 설립되었음. |                                                   |

## 같이 보기
- 타타르의 멍에

### 내용주1
1. ↑  킵차크 칸국이 건국된 이래로 쭉 공식 언어로서 사용되었으며, 주로 공문서에서 쓰였다.
2. ↑  특히 서부 킵차크 방언이 지배적인데, 이 언어는 몽골인이 아닌 흑해 스텝 지역의 토착 주민 대부분과 칸국의 군대에 복무하는 사람들이 많이 사용했다. 몽골어에서 튀르크어으로의 이동은 1350년대, 또는 그 이전에 발생했고, 가끔씩 공문서에도 쓰였다.
3. ↑  킵차크 튀르크어로 '위대한 국가'를 의미함
4. ↑  페르시아어: جوجي اولوس Ūlūs-i Jūchī 울루시 주치.(중세 몽골어로 '주치의 왕국'을 의미한다)
5. ↑  아랍어: دشت قپچاق Dasht-i-Qipchaq[*]. (아랍어로 '킵차크의 초원'/'킵차크의 지역'을 의미한다)
6. ↑  Comania/Cumania. 아마도 킵차크 칸국 이전에 있었던 쿠만-킵차크 연맹과 혼동했거나, 아니면 의도적으로 이렇게 표기한 듯 하다.
7. ↑  일칸들의 후원을 받는 동시대 페르시아 사료들은 대개 '좌익'을 청장 칸국으로 명명했다.
8. ↑  아마도 티무르 제국에서는 자신들을 기준으로 서부 지역을 청장 칸국, 동부를 백장 칸국으로 지칭한 것으로 추정된다.
9. ↑  킵차크 칸국에 대한 역사서인《Tarikh-i Dost Sultan》을 집필하기도 했다.
10. ↑  이는 유럽과 러시아, 동양의 방위 개념의 차이에서 나온 것으로, 몽골인의 관점에서는 왼손, 즉 왼쪽/좌익은 북쪽에서 남쪽을 보는 기준으로 동쪽을, 그리고 오른손, 즉 오른쪽/우익은 서쪽을 의미한다. 따라서 왼손/좌익으로 표현된 청장 칸국은 동부에 위치하고, 오른손/우익으로 표현된 백장 칸국은 서부에 위치하게 되는 것이다. 러시아 연대기나 페르시아 자료는 모두 몽골의 영향을 강하게 받아 저술된 자료라서 몽골인의 지리 개념을 그대로 반영한 것이다.

몽골인들이 북쪽에서 남쪽을 보는 기준으로 동ㆍ서를 구분하는 것은 몽골인들의 시선이 언제나 풍요로운 정주 문명이 있는 남쪽을 바라보기 때문이다. 몽골 북쪽은 항상 황량하고 극도의 강추위가 불어닥치는 시베리아 지역이다. 당연히 몽골인들의 시선은 언제나 남쪽을 바라볼 수밖에 없었고 당연히 그들의 지리 개념도 이에 따른 것이다. 또한 동아시아 정주 문명권에서도 중국의 오방색의 개념으로 왼쪽을 동쪽, 오른쪽을 서쪽으로 보았다. 오방색에 따르면 동쪽은 푸른색, 서쪽은 흰색인데, 이를 통해 청장 칸국과 백장 칸국의 구분이 오방색에 있음을 알 수 있다. 따라서 동아시아에서는 이유는 다르지만 몽골 등 유목민족이나 중국 등 정주 문명 모두 왼쪽이 동쪽, 오른쪽이 서쪽이다. 튀르크인들도 이에 영향을 받아 방위개념이 동일하다. 한국 또한 예외가 아니었는데, 조선은 수도 한양에서 바라보는 시점을 기준으로 좌-우를 나누었다. 조선 수군의 전라좌수영이 경상도 옆에 붙어 있고, 전라우수영은 서해 지역 수역을 관할했던 것이 이 때문이다.
11. ↑  크림 쿠만인의 잔재는 계속 크림산맥 일대에서 살아남았고, 그 때 크림 반도의 다른 민족집단(그리스인, 고트인, 몽골인을 포함한)과 혼혈하여 오늘날의 크림 타타르인을 형성하였다.
12. ↑  이는 아마도 1219~1225년의 몽골군의 초기 서방 원정이 끝난 뒤의 일일 것이다. 따라서 실질적인 킵차크 칸국의 성립은 1242년 이전부터 이루어졌다고 할 수 있다.
13. ↑  다만 1258년부터 1259년까지, 킵차크 칸국 북서쪽의 노브고로드 공화국에서는 인구 조사가 그해 겨울까지 이루어지지 않았다. 심지어 인구 조사에 반대하는 봉기가 일어났는데, 이에 당시 그곳의 통치자였던 알렉산드르 넵스키는 주민들을 진정시키고는 인구조사와 과세 제출에 동의하도록 설득해야만 했다.
14. ↑  베르케는 아리크부카의 이름으로 동전을 주조하기도 했다.
15. ↑  러시아어: царевич, 영어: Tsarevich. 차르의 아들을 가리키는 칭호이다.
16. ↑  다만 모스크바에 너무 큰 권력을 주는 것은 자제했고, 대공직을 한 공국에 계속 주는 것이 아니라 여러 제후들 간에 계속 번갈아가면서 부여하여 루스인들의 분열을 유도했다.

### 내용주2
1. ↑  크림반도 일대
2. ↑  캅카스 북부/폰토스-카스피 스텝 중부(대초원 지대라고도 함)
3. ↑  모스크바 대공국(Московское Великое Княжество) 서쪽, 오늘날의 타타르스탄 일대.
4. ↑  볼가강 하류 지역(아스트라한)
5. ↑  폰토스-카스피 스텝 동부
6. ↑  시베리아 서부
7. ↑  카자흐 스텝 대부분
8. ↑  또는1237년 침략 당시나 그 이후 얼마 지나지 않은 시점에서부터
9. ↑  라시드앗딘의「집사集史」에 따르면, 4대 일칸 아르군이 부처의 사리를 가지고 온 킵차크 칸국의 노카이 울루스 사신들을 영접하고 이를 기념하여 며칠 동안 연회를 베풀었다고 한다.[32]
10. ↑  훗날 샤이반 왕조와 우즈베크 칸국의 모태가 됨.

### 내용주3
1. ↑  볼가 강 하류의 지명

### 참조주
1. ↑  Halperin 1985, 59쪽.
2. ↑  Zahler, Diane (2013). 《The Black Death》 Revis판. Twenty-First Century Books. 70쪽. ISBN 978-1-4677-0375-8.
3. 1 2  Kołodziejczyk (2011), 4쪽.
4. ↑  Mustafayeva, A. A.; Aubakirova, K. K. (June 2021). “The language situation and status of the Turkic language in the Egyptian Mamluk state and Golden Horde”. 《Journal of Oriental Studies》 97 (2): 17–25. doi:10.26577/JOS.2021.v97.i2.02. ISSN 2617-1864. 2021년 9월 1일에 확인함.
5. ↑  V. Tizengauzen, Sbornik materialov, otnosiashikhsia k istorii Zolotoi Ordy, t. 2, p. 93
6. ↑  V. Tizengauzen, Sbornik materialov, otnosiashikhsia k istorii Zolotoi Ordy, t. 1, pp. 343~343, 348, 350.
7. ↑  V. Tizengauzen, Sbornik materialov, otnosiashikhsia k istorii Zolotoi Ordy, t. 1, p. 457
8. ↑  May, T. (2001). “Khanate of the Golden Horde (Kipchak)”. North Georgia College and State University. 2006년 12월 14일에 원본 문서에서 보존된 문서.
9. ↑  Spinei, Victor (2009). 《The Romanians and the Turkic Nomads North of the Danube Delta from the Tenth to the Mid-Thirteenth Century》. Brill. 38쪽. ISBN 978-90-04-17536-5.
10. ↑  Allsen (1985), 5–40쪽.
11. ↑  김호동 (2016). 〈주치 울루스〉. 《아틀라스 중앙유라시아사》. 150-151쪽.
12. ↑  김호동 (2007). 《몽골제국과 고려》. 10쪽.
13. ↑  스기야마 마사아키 (1999). 《몽골 세계제국》. 175쪽.
14. ↑  Early Mongol Rule in Thirteenth-Century Iran: A Persian Renaissance By George Lane, p. 77.
15. ↑  J. J. Saunders (2001년 3월 29일). 〈6〉. 《The History of the Mongol Conquests》 (Paperback) (영어). University of Pennsylvania Press, Incorporated. 117쪽. ISBN 9780812217667. 2023년 11월 26일에 확인함.
16. ↑  Plokhy, Serhii (2006). 《The origins of the Slavic nations: premodern identities in Russia, Ukraine, and Belarus》 (영어). Cambridge University Press. 74쪽. ISBN 978-0-511-24564-0. OCLC 845782300. As the transformation of St. Aleksandr Nevsky from 'son of Suzdal' to 'son of Rus'' in early modern Muscovite literature well attests...
17. Bentley, Jerry H. (2008). 《Traditions & encounters : a global perspective on the past》. New York : McGraw-Hill. 471, map 18.2쪽. ISBN 978-0-07-340693-0.
18. ↑  Bentley, Jerry H. (2008). 《Traditions & encounters : a global perspective on the past》. New York : McGraw-Hill. 471, map 18.2쪽. ISBN 978-0-07-340693-0.
19. ↑  Vernadsky 1953, 189쪽.
20. ↑  Vernadsky 1953, 190쪽.
21. ↑  Jackson (2014), 204쪽.
22. ↑  Vernadsky 1953, 195쪽.
23. ↑  The Steppe – Land of the Golden Horde and Chagatay 1332-1333
24. ↑  Lands of the Golden Horde & the Chagatai: 1332 - 1333
25. ↑  Vagnon, Emmanuelle (2020년 1월 1일). “Mongols et Tartare dans les cartes occidentales du Moyen Âge”. 《A. Caiozzo et J.-C. Ducène (Éd.), de la Mongolie Àla Mongolie dans Son Espace Régional. Entre Mémoire et Marques de Territoire, des Mondes Anciens À Nos Jours, Valenciennes, Presses Universitaires de Valenciennes》 (Presses Universitaires de Valenciennes): 145.
26. ↑  Massing, Jean Michel; Albuquerque, Luís de; Brown, Jonathan; González, J. J. Martín (1991). 《Circa 1492: Art in the Age of Exploration》 (영어). Yale University Press. 29쪽. ISBN 978-0-300-05167-4.
27. ↑  “The Cresques Project – Panel V”. 《www.cresquesproject.net》.
28. ↑  김호동 (2016). 〈주치 울루스〉. 《아틀라스 중앙유라시아사》. 150-151쪽.
29. ↑  Krugovaia poruka (Russia)
30. ↑  Правёж [pravjóž noun declension]
31. ↑  Russia's Debt to the Mongols in Suretyship and Collective Responsibility
32. ↑  라시드 앗딘, 김호동 역주 (2018). 《集史-일 칸들의 역사》. 289p쪽.
33. ↑  김호동 (2016). 〈주치 울루스〉. 《아틀라스 중앙유라시아사》. 150-151쪽.
34. ↑  A. P. Grigorev and O. B. Frolova, Geographicheskoy opisaniye Zolotoy Ordi v encyclopedia al-Kashkandi-Tyurkologicheskyh sbornik , 2001, pp. 262–302
35. ↑  Lkhagvasuren, Gavaachimed (2016). “Molecular Genealogy of a Mongol Queen's Family and Her Possible Kinship with Genghis Khan”. 《PLOS ONE》 11 (9): e0161622. Bibcode:2016PLoSO..1161622L. doi:10.1371/journal.pone.0161622. ISSN 1932-6203. PMC 5023095. PMID 27627454.
36. ↑  Lkhagvasuren 2016: Table 2. Y-haplogroups of the male Tavan Tolgoi bodies. MN0376: R1a1a, MN0126: R1b, MN0104: R1b
37. ↑  Lkhagvasuren 2016: "In the male graves, MN0104 was unearthed holding an ornament, called “Jins” in Mongolia, consisting of a large pearl mounted on a flower-shaped golden base (Fig 2H). MN0126 and MN0127 were each wearing only a single earring that was found under the skull, indicating their higher social status (Fig 2I and 2J); Mongolian aristocratic men usually wore hats adorned with Jins and a single earring in their left ears, confirming that MN0104, MN0126 and MN0127 were all males."..."MN0376 was also believed to belong to a member of the general public, based on the artifacts excavated. The burial artifacts from this grave were all associated with war, including an arrow quiver and arrowheads; his physical anthropological characteristics, including several signs of injury during his lifetime, such as trauma of the left clavicle and a well-developed skeleton, indicate that he was a common warrior [9, 11]."
38. ↑  Lkhagvasuren 2016: "Four of the 5 bodies were determined to carry the mitochondrial DNA haplogroup D4, while the fifth carried haplogroup CZ, indicating that this individual had no kinship with the others.
39. ↑  Lkhagvasuren 2016: "All physical anthropological parameters indicate that the skulls of the Tavan Tolgoi graves were all anthropologically Mongoloid ", "The mixing between Mongoloid and Caucasoid ethnic groups inherent in the genetic structure of modern-day Mongolians was also observed in the Tavan Tolgoi bodies. The Golden family members carried mtDNA haplogroups D4 and CZ, mostly found in Far Eastern and Northeastern Asia, respectively, whereas male members of Golden family carried the Y-haplogroup R1b-M343, dominant in Western Europe [41–43]. That is, although members of Golden family were physically Mongoloid, their molecular genealogy revealed the admixture between Caucasoid and Mongoloid ethnic groups. Thus, it is likely that their Mongoloid appearance would have resulted from gradual changes in their appearance from Caucasoid to Mongoloid through generations from their ancestors. Their physical appearance was largely attributed to D4-carrying Mongoloid females who were indigenous peoples of the Mongolian plateau, rather than an R1b-M343-carrying Caucasoid male spouse who had initially moved from Europe to the Mongolian plateau and his male descendants; it is, however, uncertain how and when the admixture between Mongoloid and Caucasoid ethnic groups originated in the Mongolian plateau."
40. ↑   This article incorporates text from Journal of the China Branch of the Royal Asiatic Society for the year ..., Volumes 30-31, by Royal Asiatic Society of Great Britain and Ireland. China Branch, a  publication from 1897, now in the public domain in the United States.
  - Davis, Richard L. (2016), 《Fire and Ice: Li Cunxu and the Founding of the Later Tang》
41. ↑  Fire and Ice: Li Cunxu and the Founding of the Later Tang. Historian Richard L. Davis · 2016, Page 14
42. ↑  Lkhagvasuren 2016: "Here, we propose that Genghis Khan and his family carried Y-haplogroup R1b-M343, which is prevalent in West Eurasia, rather than the Y-haplogroup C3c-M48, which is prevalent in Asia and which is widely accepted to be present in the family members of Genghis Khan. Additionally, Tavan Tolgoi bodies may have been the product of marriages between the lineage of Genghis Khan’s Borjigin clan and the lineage of either the Ongud or Hongirad clans, indicating that these individuals were members of Genghis Khan’s immediate family or his close relatives." ... "Considering the historical, archaeological, physical anthropological, and molecular archaeological evidence obtained, it seems most likely that the Tavan Tolgoi bodies are members of Genghis Khan’s Golden family, including the lineage of bekis, Genghis Khan’s female lineage, and their female successors who controlled Eastern Mongolia in the early Mongolian era instead of guregens of the Ongud clan, or the lineage of khans, Genghis Khan’s male lineage, who married females of the Hongirad clan, including Genghis Khan’s grandmother, mother, chief wife, and some daughters-in-law."
43. ↑  Lkhagvasuren 외. 2016"...the geographical distribution of R1b-M343-carrying modern-day individuals demonstrates that descendants of Tavan Tolgoi bodies today live mainly in Western Eurasia, with a high frequency in the territories of the past Mongol khanates."
44. ↑  Lkhagvasuren 2016: "Coincidentally, the geographical distribution of modern-day individuals matching the Y-haplogroup and haplotype of the Tavan Tolgoi bodies in the regions corresponding to the past Mongol khanates, including the Golden Horde Dynasty and Chagatai Khanate, implies that the modern-day individuals are direct descendants of the Golden family members."
45. ↑  Lkhagvasuren 2016"Eastern Russian Tatars, Bashkirs, and Pakistani Hazara were found to carry R1b-M343 at unusually high frequencies of 12.65%, 46.07%, and 32%, respectively, compared to other regions of Eastern Asia, which rarely have this haplotype (Fig 3) [40, 42, 43, 49–53]. Interestingly, ancestors of those 3 populations were all closely associated with the medieval Mongol Empire. That is, Russian Tatars and Bashkirs are descendants of the Golden Horde (also known as the Ulus of Jochi) that had been controlled by Jochi, the first son of Genghis Khan, and his descendants during the 12th–15th centuries. In addition, some of the Hazara tribes are believed to consist of descendants of Mongolian soldiers and their slave women after the 1221 siege of Bamiyan under the leadership of Genghis Khan [54, 55]. Similarly, the high frequency of R1b-M343 in geographic regions associated with the past Mongol khanates including the Golden Horde [...] strongly suggest a close association between the Y haplotype R1b-M343 and the past Mongol Empire (Fig 3) [42–44, 49–53]."
46. ↑  Damgaard, Peter de Barros; Marchi, Nina; Rasmussen, Simon; Peyrot, Michaël (May 2018). “137 ancient human genomes from across the Eurasian steppes”. 《Nature》 (영어) 557 (7705): 369–374. Bibcode:2018Natur.557..369D. doi:10.1038/s41586-018-0094-2. hdl:1887/3202709. ISSN 1476-4687. PMID 29743675. S2CID 256769352.
47. ↑  Damgaard et al. 2018, Supplementary Table 2, Rows 23-24.
48. ↑  Damgaard et al. 2018, Supplementary Table 9, Row 16.
49. ↑  Damgaard et al. 2018, Supplementary Table 8, Row 81.
50. ↑  Damgaard et al. 2018, Supplementary Table 9, Row 17.
51. ↑  Damgaard et al. 2018, Supplementary Table 8, Row 82.
52. ↑  Damgaard et al. 2018, 372쪽: "We also find the presence of an individual of West Eurasian descent buried together with members of Jochi Khan’s Golden Horde army from the Ulytau mountains (see Supplementary Information section 4: DA28 is East Asian and DA29 is European). This could suggest assimilation of distinct groups into the Medieval Golden Horde, but this individual may also represent a slave or a servant of West Eurasian descent attached to the service of the Golden Horde members."